# 1947
Portal Geschichte | Portal Biografien | Aktuelle Ereignisse | Jahreskalender | Tagesartikel

◄ |
19. Jahrhundert |
20. Jahrhundert
| 21. Jahrhundert

◄ |
1910er |
1920er |
1930er |
1940er
| 1950er | 1960er | 1970er | ►

◄◄ |
◄ |
1943 |
1944 |
1945 |
1946 |
1947
| 1948 | 1949 | 1950 | 1951 | ► | ►►
Staatsoberhäupter · Wahlen · Nekrolog  · Literaturjahr · Musikjahr · Filmjahr · Rundfunkjahr · Sportjahr
| Januar | Januar | Januar | Januar | Januar | Januar | Januar | Januar |
| Kw     | Mo     | Di     | Mi     | Do     | Fr     | Sa     | So     |
| ------ | ------ | ------ | ------ | ------ | ------ | ------ | ------ |
| 1      |        |        | 1      | 2      | 3      | 4      | 5      |
| 2      | 6      | 7      | 8      | 9      | 10     | 11     | 12     |
| 3      | 13     | 14     | 15     | 16     | 17     | 18     | 19     |
| 4      | 20     | 21     | 22     | 23     | 24     | 25     | 26     |
| 5      | 27     | 28     | 29     | 30     | 31     |        |        |

| Februar | Februar | Februar | Februar | Februar | Februar | Februar | Februar |
| Kw      | Mo      | Di      | Mi      | Do      | Fr      | Sa      | So      |
| ------- | ------- | ------- | ------- | ------- | ------- | ------- | ------- |
| 5       |         |         |         |         |         | 1       | 2       |
| 6       | 3       | 4       | 5       | 6       | 7       | 8       | 9       |
| 7       | 10      | 11      | 12      | 13      | 14      | 15      | 16      |
| 8       | 17      | 18      | 19      | 20      | 21      | 22      | 23      |
| 9       | 24      | 25      | 26      | 27      | 28      |         |         |

| März | März | März | März | März | März | März | März |
| Kw   | Mo   | Di   | Mi   | Do   | Fr   | Sa   | So   |
| ---- | ---- | ---- | ---- | ---- | ---- | ---- | ---- |
| 9    |      |      |      |      |      | 1    | 2    |
| 10   | 3    | 4    | 5    | 6    | 7    | 8    | 9    |
| 11   | 10   | 11   | 12   | 13   | 14   | 15   | 16   |
| 12   | 17   | 18   | 19   | 20   | 21   | 22   | 23   |
| 1    | 24   | 25   | 26   | 27   | 28   | 29   | 30   |
| 14   | 31   |      |      |      |      |      |      |

| April | April | April | April | April | April | April | April |
| Kw    | Mo    | Di    | Mi    | Do    | Fr    | Sa    | So    |
| ----- | ----- | ----- | ----- | ----- | ----- | ----- | ----- |
| 14    |       | 1     | 2     | 3     | 4     | 5     | 6     |
| 15    | 7     | 8     | 9     | 10    | 11    | 12    | 13    |
| 16    | 14    | 15    | 16    | 17    | 18    | 19    | 20    |
| 17    | 21    | 22    | 23    | 24    | 25    | 26    | 27    |
| 18    | 28    | 29    | 30    |       |       |       |       |

| Mai | Mai | Mai | Mai | Mai | Mai | Mai | Mai |
| Kw  | Mo  | Di  | Mi  | Do  | Fr  | Sa  | So  |
| --- | --- | --- | --- | --- | --- | --- | --- |
| 18  |     |     |     | 1   | 2   | 3   | 4   |
| 19  | 5   | 6   | 7   | 8   | 9   | 10  | 11  |
| 20  | 12  | 13  | 14  | 15  | 16  | 17  | 18  |
| 21  | 19  | 20  | 21  | 22  | 23  | 24  | 25  |
| 22  | 26  | 27  | 28  | 29  | 30  | 31  |     |

| Juni | Juni | Juni | Juni | Juni | Juni | Juni | Juni |
| Kw   | Mo   | Di   | Mi   | Do   | Fr   | Sa   | So   |
| ---- | ---- | ---- | ---- | ---- | ---- | ---- | ---- |
| 22   |      |      |      |      |      |      | 1    |
| 23   | 2    | 3    | 4    | 5    | 6    | 7    | 8    |
| 24   | 9    | 10   | 11   | 12   | 13   | 14   | 15   |
| 25   | 16   | 17   | 18   | 19   | 20   | 21   | 22   |
| 26   | 23   | 24   | 25   | 26   | 27   | 28   | 29   |
| 27   | 30   |      |      |      |      |      |      |

| Juli | Juli | Juli | Juli | Juli | Juli | Juli | Juli |
| Kw   | Mo   | Di   | Mi   | Do   | Fr   | Sa   | So   |
| ---- | ---- | ---- | ---- | ---- | ---- | ---- | ---- |
| 27   |      | 1    | 2    | 3    | 4    | 5    | 6    |
| 2    | 7    | 8    | 9    | 10   | 11   | 12   | 13   |
| 29   | 14   | 15   | 16   | 17   | 18   | 19   | 20   |
| 30   | 21   | 22   | 23   | 24   | 25   | 26   | 27   |
| 31   | 28   | 29   | 30   | 31   |      |      |      |

| August | August | August | August | August | August | August | August |
| Kw     | Mo     | Di     | Mi     | Do     | Fr     | Sa     | So     |
| ------ | ------ | ------ | ------ | ------ | ------ | ------ | ------ |
| 31     |        |        |        |        | 1      | 2      | 3      |
| 32     | 4      | 5      | 6      | 7      | 8      | 9      | 10     |
| 33     | 11     | 12     | 13     | 14     | 15     | 16     | 17     |
| 34     | 18     | 19     | 20     | 21     | 22     | 23     | 24     |
| 35     | 25     | 26     | 27     | 28     | 29     | 30     | 31     |

| September | September | September | September | September | September | September | September |
| Kw        | Mo        | Di        | Mi        | Do        | Fr        | Sa        | So        |
| --------- | --------- | --------- | --------- | --------- | --------- | --------- | --------- |
| 36        | 1         | 2         | 3         | 4         | 5         | 6         | 7         |
| 37        | 8         | 9         | 10        | 11        | 12        | 13        | 14        |
| 38        | 15        | 16        | 17        | 18        | 19        | 20        | 21        |
| 39        | 22        | 23        | 24        | 25        | 26        | 27        | 28        |
| 40        | 29        | 30        |           |           |           |           |           |

| Oktober | Oktober | Oktober | Oktober | Oktober | Oktober | Oktober | Oktober |
| Kw      | Mo      | Di      | Mi      | Do      | Fr      | Sa      | So      |
| ------- | ------- | ------- | ------- | ------- | ------- | ------- | ------- |
| 40      |         |         | 1       | 2       | 3       | 4       | 5       |
| 41      | 6       | 7       | 8       | 9       | 10      | 11      | 12      |
| 42      | 13      | 14      | 15      | 16      | 17      | 18      | 19      |
| 43      | 20      | 21      | 22      | 23      | 24      | 25      | 26      |
| 44      | 27      | 28      | 29      | 30      | 31      |         |         |

| November | November | November | November | November | November | November | November |
| Kw       | Mo       | Di       | Mi       | Do       | Fr       | Sa       | So       |
| -------- | -------- | -------- | -------- | -------- | -------- | -------- | -------- |
| 44       |          |          |          |          |          | 1        | 2        |
| 45       | 3        | 4        | 5        | 6        | 7        | 8        | 9        |
| 46       | 10       | 11       | 12       | 13       | 14       | 15       | 16       |
| 47       | 17       | 18       | 19       | 20       | 21       | 22       | 23       |
| 48       | 24       | 25       | 26       | 27       | 28       | 29       | 30       |

| Dezember | Dezember | Dezember | Dezember | Dezember | Dezember | Dezember | Dezember |
| Kw       | Mo       | Di       | Mi       | Do       | Fr       | Sa       | So       |
| -------- | -------- | -------- | -------- | -------- | -------- | -------- | -------- |
| 49       | 1        | 2        | 3        | 4        | 5        | 6        | 7        |
| 50       | 8        | 9        | 10       | 11       | 12       | 13       | 14       |
| 51       | 15       | 16       | 17       | 18       | 19       | 20       | 21       |
| 52       | 22       | 23       | 24       | 25       | 26       | 27       | 28       |
| 1        | 29       | 30       | 31       |          |          |          |          |

| Januar | Januar | Januar | Januar | Januar | Januar | Januar | Januar |
| Kw     | Mo     | Di     | Mi     | Do     | Fr     | Sa     | So     |
| ------ | ------ | ------ | ------ | ------ | ------ | ------ | ------ |
| 1      |        |        | 1      | 2      | 3      | 4      | 5      |
| 2      | 6      | 7      | 8      | 9      | 10     | 11     | 12     |
| 3      | 13     | 14     | 15     | 16     | 17     | 18     | 19     |
| 4      | 20     | 21     | 22     | 23     | 24     | 25     | 26     |
| 5      | 27     | 28     | 29     | 30     | 31     |        |        |

| Februar | Februar | Februar | Februar | Februar | Februar | Februar | Februar |
| Kw      | Mo      | Di      | Mi      | Do      | Fr      | Sa      | So      |
| ------- | ------- | ------- | ------- | ------- | ------- | ------- | ------- |
| 5       |         |         |         |         |         | 1       | 2       |
| 6       | 3       | 4       | 5       | 6       | 7       | 8       | 9       |
| 7       | 10      | 11      | 12      | 13      | 14      | 15      | 16      |
| 8       | 17      | 18      | 19      | 20      | 21      | 22      | 23      |
| 9       | 24      | 25      | 26      | 27      | 28      |         |         |

| März | März | März | März | März | März | März | März |
| Kw   | Mo   | Di   | Mi   | Do   | Fr   | Sa   | So   |
| ---- | ---- | ---- | ---- | ---- | ---- | ---- | ---- |
| 9    |      |      |      |      |      | 1    | 2    |
| 10   | 3    | 4    | 5    | 6    | 7    | 8    | 9    |
| 11   | 10   | 11   | 12   | 13   | 14   | 15   | 16   |
| 12   | 17   | 18   | 19   | 20   | 21   | 22   | 23   |
| 1    | 24   | 25   | 26   | 27   | 28   | 29   | 30   |
| 14   | 31   |      |      |      |      |      |      |

| April | April | April | April | April | April | April | April |
| Kw    | Mo    | Di    | Mi    | Do    | Fr    | Sa    | So    |
| ----- | ----- | ----- | ----- | ----- | ----- | ----- | ----- |
| 14    |       | 1     | 2     | 3     | 4     | 5     | 6     |
| 15    | 7     | 8     | 9     | 10    | 11    | 12    | 13    |
| 16    | 14    | 15    | 16    | 17    | 18    | 19    | 20    |
| 17    | 21    | 22    | 23    | 24    | 25    | 26    | 27    |
| 18    | 28    | 29    | 30    |       |       |       |       |

| Mai | Mai | Mai | Mai | Mai | Mai | Mai | Mai |
| Kw  | Mo  | Di  | Mi  | Do  | Fr  | Sa  | So  |
| --- | --- | --- | --- | --- | --- | --- | --- |
| 18  |     |     |     | 1   | 2   | 3   | 4   |
| 19  | 5   | 6   | 7   | 8   | 9   | 10  | 11  |
| 20  | 12  | 13  | 14  | 15  | 16  | 17  | 18  |
| 21  | 19  | 20  | 21  | 22  | 23  | 24  | 25  |
| 22  | 26  | 27  | 28  | 29  | 30  | 31  |     |

| Juni | Juni | Juni | Juni | Juni | Juni | Juni | Juni |
| Kw   | Mo   | Di   | Mi   | Do   | Fr   | Sa   | So   |
| ---- | ---- | ---- | ---- | ---- | ---- | ---- | ---- |
| 22   |      |      |      |      |      |      | 1    |
| 23   | 2    | 3    | 4    | 5    | 6    | 7    | 8    |
| 24   | 9    | 10   | 11   | 12   | 13   | 14   | 15   |
| 25   | 16   | 17   | 18   | 19   | 20   | 21   | 22   |
| 26   | 23   | 24   | 25   | 26   | 27   | 28   | 29   |
| 27   | 30   |      |      |      |      |      |      |

| Juli | Juli | Juli | Juli | Juli | Juli | Juli | Juli |
| Kw   | Mo   | Di   | Mi   | Do   | Fr   | Sa   | So   |
| ---- | ---- | ---- | ---- | ---- | ---- | ---- | ---- |
| 27   |      | 1    | 2    | 3    | 4    | 5    | 6    |
| 2    | 7    | 8    | 9    | 10   | 11   | 12   | 13   |
| 29   | 14   | 15   | 16   | 17   | 18   | 19   | 20   |
| 30   | 21   | 22   | 23   | 24   | 25   | 26   | 27   |
| 31   | 28   | 29   | 30   | 31   |      |      |      |

| August | August | August | August | August | August | August | August |
| Kw     | Mo     | Di     | Mi     | Do     | Fr     | Sa     | So     |
| ------ | ------ | ------ | ------ | ------ | ------ | ------ | ------ |
| 31     |        |        |        |        | 1      | 2      | 3      |
| 32     | 4      | 5      | 6      | 7      | 8      | 9      | 10     |
| 33     | 11     | 12     | 13     | 14     | 15     | 16     | 17     |
| 34     | 18     | 19     | 20     | 21     | 22     | 23     | 24     |
| 35     | 25     | 26     | 27     | 28     | 29     | 30     | 31     |

| September | September | September | September | September | September | September | September |
| Kw        | Mo        | Di        | Mi        | Do        | Fr        | Sa        | So        |
| --------- | --------- | --------- | --------- | --------- | --------- | --------- | --------- |
| 36        | 1         | 2         | 3         | 4         | 5         | 6         | 7         |
| 37        | 8         | 9         | 10        | 11        | 12        | 13        | 14        |
| 38        | 15        | 16        | 17        | 18        | 19        | 20        | 21        |
| 39        | 22        | 23        | 24        | 25        | 26        | 27        | 28        |
| 40        | 29        | 30        |           |           |           |           |           |

| Oktober | Oktober | Oktober | Oktober | Oktober | Oktober | Oktober | Oktober |
| Kw      | Mo      | Di      | Mi      | Do      | Fr      | Sa      | So      |
| ------- | ------- | ------- | ------- | ------- | ------- | ------- | ------- |
| 40      |         |         | 1       | 2       | 3       | 4       | 5       |
| 41      | 6       | 7       | 8       | 9       | 10      | 11      | 12      |
| 42      | 13      | 14      | 15      | 16      | 17      | 18      | 19      |
| 43      | 20      | 21      | 22      | 23      | 24      | 25      | 26      |
| 44      | 27      | 28      | 29      | 30      | 31      |         |         |

| November | November | November | November | November | November | November | November |
| Kw       | Mo       | Di       | Mi       | Do       | Fr       | Sa       | So       |
| -------- | -------- | -------- | -------- | -------- | -------- | -------- | -------- |
| 44       |          |          |          |          |          | 1        | 2        |
| 45       | 3        | 4        | 5        | 6        | 7        | 8        | 9        |
| 46       | 10       | 11       | 12       | 13       | 14       | 15       | 16       |
| 47       | 17       | 18       | 19       | 20       | 21       | 22       | 23       |
| 48       | 24       | 25       | 26       | 27       | 28       | 29       | 30       |

| Dezember | Dezember | Dezember | Dezember | Dezember | Dezember | Dezember | Dezember |
| Kw       | Mo       | Di       | Mi       | Do       | Fr       | Sa       | So       |
| -------- | -------- | -------- | -------- | -------- | -------- | -------- | -------- |
| 49       | 1        | 2        | 3        | 4        | 5        | 6        | 7        |
| 50       | 8        | 9        | 10       | 11       | 12       | 13       | 14       |
| 51       | 15       | 16       | 17       | 18       | 19       | 20       | 21       |
| 52       | 22       | 23       | 24       | 25       | 26       | 27       | 28       |
| 1        | 29       | 30       | 31       |          |          |          |          |

1947 werden die ideologischen Unterschiede zwischen dem entstehenden Ostblock und der westlichen Welt deutlicher. Standen in den ersten Monaten nach Kriegsende die Gemeinsamkeiten der vier Siegermächte bei der Regelung der Nachkriegsordnung noch im Vordergrund, trennt der aufkommende Kalte Krieg zunehmend die bisher vereinte Kriegskoalition der Alliierten. Besonders deutlich wird dies in der Truman-Doktrin, in der der US-Präsident vor der „direkten oder indirekten Aggression“ durch „totalitäre Regime“ warnt – die Sowjetunion wird nicht mit Namen genannt, der Bezug ist aber offensichtlich.

## Überblick

### Europa

#### Mittel- und Südosteuropa
Die kommunistische Partei war in den Staaten Mittel- und Südosteuropas zunächst nur eine politische Kraft unter mehreren, das Amt des Regierungschefs lag in der Hand eines bürgerlichen Politikers, der eine Volksfrontregierung führte, in der die Kommunisten meist für die innere Sicherheit zuständig waren.
Mit Hilfe der sowjetischen Besatzungsmacht gelingt es nunmehr der KP in Polen, Ungarn, Rumänien und Bulgarien die politische Macht zu ergreifen, wobei eine Mischung aus legalen Mitteln und Drohungen angewandt wird; nicht selten wird der politische Gegner als faschistisch verunglimpft und Repressalien ausgesetzt. In der Tschechoslowakei hat der Kommunist Klement Gottwald zwar den Posten des Regierungschefs inne, muss aber zunächst noch auf die zwölf bürgerlichen Minister seiner Regierung Rücksicht nehmen.
Tito in Jugoslawien hingegen führt eine sozialistische Volksrepublik, die die Befreiung von deutscher Besatzungsherrschaft weitgehend alleine bewältigt hat und dadurch gegenüber der Sowjetunion und dem entstehenden Ostblock selbstbewusst auftreten kann.

#### Deutschland

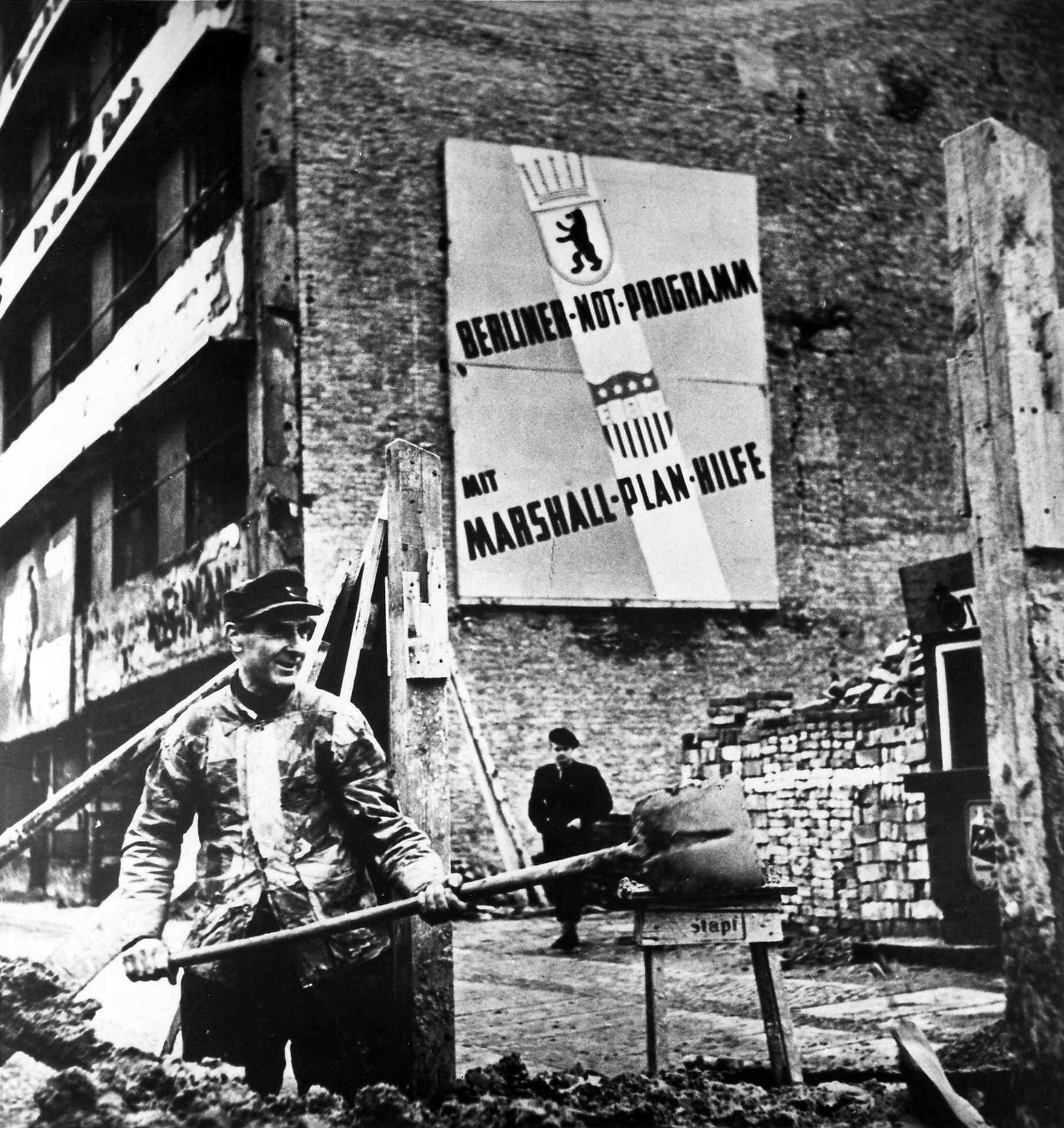
Marshallplanhilfe in West-Berlin

In der Sowjetischen Besatzungszone (SBZ) geht die Entwicklung zu einer Umgestaltung der Gesellschaft ebenfalls weiter. Die kommunistisch ausgerichtete SED ist seit der Zwangsvereinigung von SPD und KPD zur SED im April 1946 die dominierende Kraft im Land. 1947 werden auch auf wirtschaftlichem Gebiet wichtige Weichen gestellt; so wird die Deutsche Wirtschaftskommission eingerichtet, die das Wirtschaftsleben in der SBZ zentral von Ost-Berlin aus steuert.
Da unterdessen in den Westzonen Deutschlands das Wirtschaftsleben auf kapitalistischer Grundlage wiederaufgebaut wird, gestaltet sich eine einheitliche Wirtschaftspolitik für Deutschland zunehmend als unmöglich. Angebote der USA, mit der Marshallplan-Hilfe auch osteuropäische Staaten und die SBZ zu unterstützen werden von der Sowjetunion als westliche Propaganda gewertet; die Sowjetunion zwingt die Tschechoslowakei, die angekündigte Annahme der Hilfe zu widerrufen. Die Konferenz der Ministerpräsidenten der vier Besatzungszonen (5. und 6. Juni 1947 in München) wird ergebnislos abgebrochen. Die britische und die US-amerikanische Zone werden zum 1. Januar 1947 zur Bizone zusammengeschlossen; dies erscheint als weiterer Schritt zur Teilung Deutschlands.
In dem mit einer Kältewelle einhergehenden extrem kalten Hungerwinter 1946/47 mangelt es an Nahrung, Heizmaterial und vielem anderem. Anfang Mai 1947 gibt es auf Lebensmittelkarten täglich eine dünne Brotscheibe und monatlich 210 Gramm Fett. Der Sommer wird extrem heiß (Jahrhundertsommer); es gibt Missernten. Viele Menschen sterben an Mangelernährung und ansteckenden Krankheiten. Ein weiterer sehr kalter Winter 1947/48 verschärft die Situation weiter.

#### Griechenland und Türkei
Die erwähnte Truman-Doktrin bezieht sich konkret auf die Staaten Griechenland und Türkei, denen Truman eine Hilfe in Höhe von 400 Mio. Dollar zusagt.
In Griechenland haben kommunistische Aufständische im März 1946 den griechischen Bürgerkrieg begonnen. Sie werden von den kommunistischen Nachbarn Albanien, Jugoslawien und Bulgarien unterstützt. Großbritannien unterstützt die griechische Armee bis März 1947 waffentechnisch und mit Militärberatern und bat dann die USA um Unterstützung. Die USA unterstützten Griechenland im Rahmen der Truman-Doktrin ab dem 12. März 1947.

#### Malta
Malta wird von Großbritannien die Selbstverwaltung als parlamentarische Demokratie gewährt.

### Asien

#### Iran
Der Einfluss der Sowjetunion im Iran kann erfolgreich zurückgedrängt werden. Im Iran waren mit Hilfe sowjetischer Truppen unmittelbar an der türkischen Grenze eigene Staatswesen für die Kurden bzw. die Aserbaidschaner entstanden (siehe Irankrise); diese werden nach dem Abzug der sowjetischen Truppen dem iranischen Staat wieder eingegliedert (Näheres hier).

#### Palästina

UN-Teilungsplan für Palästina

Unterdessen kommt es in Palästina zu Spannungen, die weniger mit der internationalen Blockbildung als mit religiösen Gegensätzen zu tun haben. In Palästina hat die Zuwanderung der Juden immer dramatischere Ausmaße angenommen. Die Zurücksendung der Flüchtlinge der „Exodus“ nach Europa, ja sogar in das verhasste Deutschland, erregt internationales Aufsehen und dokumentiert für viele die Überforderung der britischen Behörden mit dem Problem. Die Frage, wie nach dem geplanten Ende des britischen Mandats in Palästina im Mai 1948 weiter vorgegangen werden soll, beschäftigt daher auch die UNO, die einen Teilungsplan erarbeitet, der aber bei jüdischen Extremisten wie auf der arabischen Seite auf heftige Kritik stößt. Die Angriffe auf die britische Besatzungsmacht und die Zwischenfälle zwischen jüdischen Siedlern und Palästinensern nehmen eher noch an Schärfe zu.

#### China
In der Republik China geht der Vormarsch der kommunistischen Truppen unter Mao langsam weiter, ohne dass es im dortigen Bürgerkrieg zu bedeutenden Durchbrüchen kommt.

#### Indien
Britisch-Indien wird im August in die Unabhängigkeit entlassen und nach dem Mountbattenplan in zwei unabhängige Staaten Indien und Pakistan geteilt. Über zehn Millionen Menschen werden dabei in den jeweils anderen Staat umgesiedelt. Die Spannungen zwischen dem muslimischen Pakistan und dem hinduistischen Indien entladen sich sofort in der Frage, welchem der beiden neuen Staaten Kaschmir angehören soll. Die Bevölkerung dieses Fürstentums ist religiös gemischt. Der Maharaja Hari Singh entschließt sich für einen Beitritt zu Indien, was muslimische Milizen auf den Plan ruft, die, von Pakistan unterstützt, ab dem 22. Oktober im Westen des Kaschmir aktiv werden. Daraufhin landen indische Truppen im Kaschmir-Tal und es kommt zum Ersten Indisch-Pakistanischen Krieg. Dieser endet am 1. Januar 1949 mit einem Waffenstillstand (ohne Friedensschluss) mit einer faktischen Teilung des Kaschmir.

#### Japan
In Japan wird unter der amerikanischen Besatzungsregierung die Nachkriegsverfassung erlassen, die einige einzigartige Formulierungen wie Artikel 1, den Tennō als „Symbol“ des Staates und Artikel 9, den Verzicht auf Krieg enthält.

#### Taiwan
Mit dem Zwischenfall vom 28. Februar beginnt ein Volksaufstand.

## Ereignisse

### Politik und Weltgeschehen

#### Januar
- 01. Januar: Philipp Etter wird zum dritten Mal Bundespräsident der Schweiz.
- 01. Januar: Gründung der „Bizone“: Die amerikanische und die britische Besatzungszone werden zu einem einheitlichen Wirtschaftsraum zusammengefasst. Die französische Zone wird später angeschlossen.

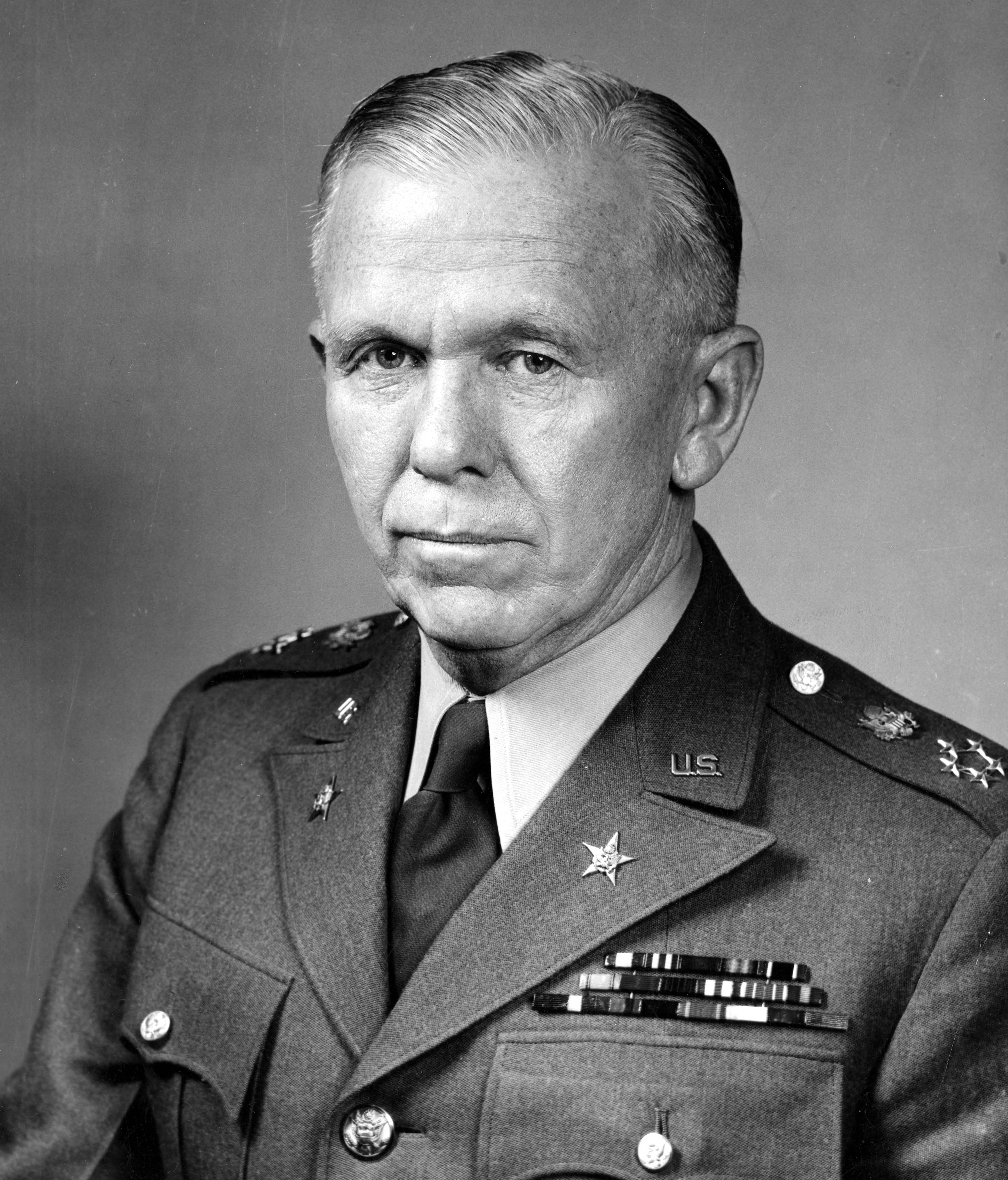
George C. Marshall

- 01. Januar: Niederlande wird Mitglied in der UNESCO.
- 01. Januar: In Großbritannien wird der Bergbau verstaatlicht.
- 07. Januar: George C. Marshall wird neuer Außenminister der USA als Nachfolger von James F. Byrnes.
- 10. Januar: Die UNO übernimmt die Verwaltung der Stadt Triest.
- 16. Januar: Vincent Auriol wird Staatspräsident Frankreichs.
- 19. Januar: Bei den ersten Parlamentswahlen in Polen erhält der kommunistisch dominierte „Demokratische Block“ aus Arbeiterpartei, Sozialistischer Partei, Volkspartei und Demokratischer Partei offiziellen Angaben zufolge 80,1 % der Stimmen. Kritiker sprechen jedoch von massiven Wahlfälschungen, tatsächlich habe der Block lediglich 50 % erreicht.
- 22. Januar: Ecuador wird Mitglied in der UNESCO.
- 22. Januar: Paul Ramadier wird Nachfolger von Léon Blum als Regierungschef in Frankreich.
- Januar/Februar: Einer der kältesten Winter seit Menschengedenken in Mitteleuropa.

#### Februar
- 01. Februar: Alcide De Gasperi bildet in Italien ein Kabinett aus Christdemokraten, Kommunisten und Linkssozialisten.
- 03. Februar: Die CDU in Nordrhein-Westfalen verabschiedet ihr am christlichen Sozialismus orientiertes Ahlener Programm. Es wird in dieser Fassung nie in die Praxis umgesetzt, die Soziale Marktwirtschaft gewinnt zwei Jahre später die Oberhand.
- 05. Februar: Bolesław Bierut wird Staatspräsident Polens.
- 07. Februar: In der britischen Zone werden im Rahmen der Entnazifizierungsverfahren 1,5 Mio. Deutsche als Mitläufer amnestiert.
- 10. Februar: Friedensverträge von Paris mit Finnland, Italien, Ungarn, Rumänien und Bulgarien.
- 22. Februar: Die Vereinigung der Verfolgten des Naziregimes (VVN) wird zuletzt auch für die sowjetische Besatzungszone gegründet.

Logo der VVN-BdA

- 25. Februar: Der Alliierte Kontrollrat der Siegermächte des Zweiten Weltkriegs löst durch Gesetz Nr. 46 endgültig den Staat Preußen auf.
- 25. Februar: In Österreich wird Paula von Preradovićs Land der Berge, Land am Strome durch Beschluss des Ministerrats zum Hymnentext der zweiten Republik.

#### März
- 01. März: Der IWF nimmt seine Arbeit auf.
- 06. März: Liberia wird Mitglied in der UNESCO.
- 08. März: Gründung des Demokratischen Frauenbundes in Berlin.
- 10. März: In Moskau beginnt eine Außenministerkonferenz der vier Alliierten. Lediglich über den Beschluss zur Auflösung Preußens wird Einigkeit erzielt. Wegen der Uneinigkeit in Fragen der Wirtschaftspolitik im besetzten Deutschland und der Frage, wie eine deutsche Zentralregierung zu erreichen sei, endet die Konferenz am 24. April ansonsten ergebnislos.
- 12. März: Truman-Doktrin, Beginn der amerikanischen Containment-Politik.
- 15. März: In Pandschab enden muslimisch-hinduistische Unruhen, bei denen in zwei Wochen über 1000 Menschen starben.
- März: Der Winter 1946/47 war extrem kalt; die westeuropäischen Flüsse waren zugefroren. Beim Einsetzen von Tauwetter setzt auf den Flüssen starker Eisgang ein.
- 18. März: Eisschollen und Treibgut bringen in Bremen sämtliche Weserbrücken zum Einsturz (Bremer Eiskatastrophe)
- 19. März: Paul-Henri Spaak wird zum dritten Mal Premierminister Belgiens. Er ist Nachfolger von Camille Huysmans und leitet eine sozialistisch-christdemokratische Regierung (Regierung Spaak III)
- 21. März: Der US-Kongress schlägt einen Verfassungszusatz vor, der die Möglichkeit der Wiederwahl des Präsidenten auf ein einziges Mal beschränkt. Der vorgeschlagene Verfassungszusatz wird am 27. Februar 1951 als 22. Zusatzartikel ratifiziert.
- 25. März: Die Niederlande und Indonesien schließen den Vertrag von Linggajati.
- 29. März: Auf Madagaskar beginnen mehrmonatige Unruhen gegen die französische Kolonialherrschaft.

#### April
- 01. April bis 10. April: Bei Mont Pèlerin in der Schweiz treffen sich 36 Liberale auf Einladung Friedrich Hayeks; Gründung der Mont Pelerin Society.
- 01. April: Paul I. legt seinen Amtseid als König von Griechenland ab. Er ist Nachfolger seines verstorbenen Bruders Georg II.
- 02. April: Die UNO übergibt den USA die japanischen Besitzungen im Pazifik als Treuhandbesitz.
- 10. April: Syrien wird Mitglied in der IBRD (Internationale Bank für Wiederaufbau und Entwicklung), IWF (Internationaler Währungsfonds) und der Weltbank.
- 17. April: Im Milch-Prozess wird der frühere Generalfeldmarschall Erhard Milch zu lebenslanger Haft verurteilt; er kommt 1954 vorzeitig frei.
- 17. April: In Ost-Berlin findet der 2. Kongress des FDGB statt.
- 18. April: Auf Helgoland werden zur Zerstörung der dortigen Bunkeranlagen rund 6,7 Kilotonnen Sprengstoff gezündet, was der Hälfte der Sprengkraft der Hiroshima-Bombe entspricht.

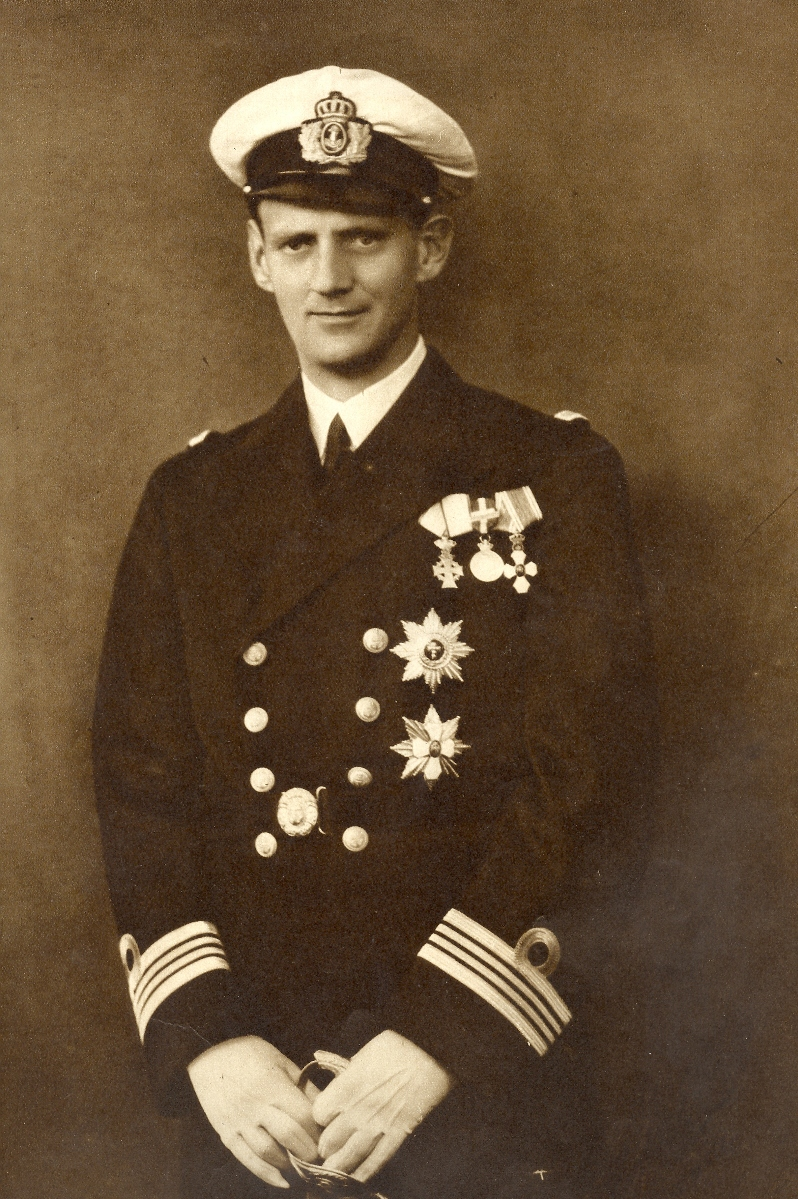
Friedrich IX. als Kronprinz

- 20. April: Thronwechsel in Dänemark, auf den verstorbenen Christian X. folgt Friedrich IX.
- 20. April: In der britischen Zone werden Landtagswahlen abgehalten: In Niedersachsen erhält die SPD 66 Sitze vor der CDU mit 31; in Nordrhein-Westfalen liegt die CDU mit 92 Sitzen vor der SPD mit 64 und der KPD mit 28; in Schleswig-Holstein siegt die SPD mit 43 Sitzen vor der CDU mit 22.
- 22. April: Der US-Senat billigt die von Truman vorgeschlagenen Hilfen für Griechenland und die Türkei.
- 25. April: Bei den Unterhauswahlen in Japan werden die Sozialisten stärkste Partei, bei den gleichzeitig stattfindenden Oberhauswahlen gewinnen Unabhängige eine Mehrheit der Sitze.
- 25. April: In der britischen Zone wird der Deutsche Gewerkschaftsbund unter dem Vorsitz von Hans Böckler gegründet.
- 28. April: Zwei frühere Esperanto-Weltverbände vereinigen sich unter dem alten Namen „Universala Esperanto-Ascoio“.

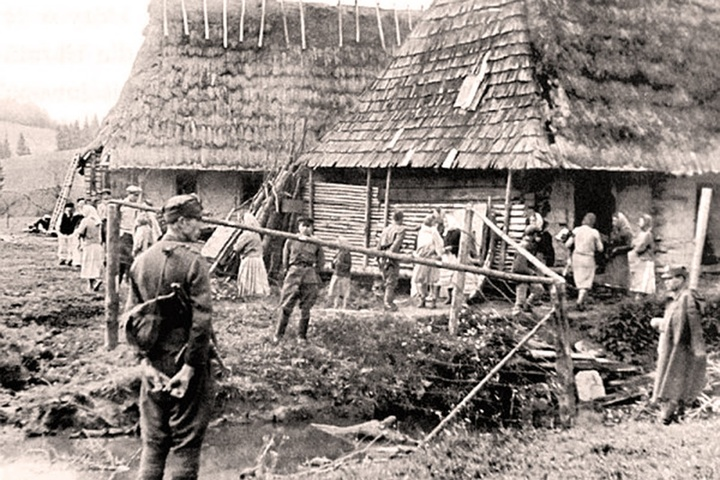
Aktion Weichsel 1947

- 28. April: Beginn der Durchführung der Aktion Weichsel. Im Zuge der Aktion Weichsel wurden etwa 150.000 Ukrainer deportiert.

#### Mai
- 03. Mai: Die neue japanische Verfassung tritt in Kraft.
- 03. Mai: Beginn des I.G.-Farben-Prozesses gegen 23 leitende Angestellte des Unternehmens. Im Juli 1948 ergehen die Urteile, zwölf der Angeklagten werden zu Haftstrafen verurteilt.
- 04. Mai: Wegen Differenzen in der Lohnpolitik scheiden die kommunistischen Minister aus der französischen Regierung von Paul Ramadier aus dem Kabinett aus.
- 04. Mai: In Akko befreit die jüdische Terrororganisation Irgun Tzwa’i Le’umi 189 Mitglieder aus dem britischen Gefängnis Akkon.
- 08. Mai: Abschluss des Zhengtai-Feldzuges im Chinesischen Bürgerkrieg: Der kommunistischen Volksbefreiungsarmee gelingt die Sicherung der Zhengtai-Eisenbahn, südwestlich von Peking.
- 09. Mai: Die Hamburger Hafenarbeiter treten wegen der unzureichenden Ernährungslage in den Streik.
- 10. Mai: Hjalmar Schacht wird in Stuttgart von einer Entnazifizierungsspruchkammer zu acht Jahren Arbeitslager verurteilt.
- 22. Mai: US-Präsident Harry S. Truman bewilligt 400 Mio. Dollar Wirtschafts- und Militärhilfe für Griechenland und die Türkei.
- 27. Mai: In Landsberg am Lech werden 22 Todesurteile gegen Angeklagte des Mauthausen-Prozesses vollstreckt. Die in „lebenslänglich“ umgewandelten kommen nach vier Jahren frei.
- 29. Mai: Die britische und die US-amerikanische Militärregierung in Deutschland schließen ein Abkommen über das Errichten eines Wirtschaftsrates für die Bizone. Seine Hauptaufgabe ist die Verbesserung der Versorgungslage in beiden Besatzungszonen. Er kann Gesetze erlassen, die der Zustimmung der Militärregierung bedürfen.
- 31. Mai: Alcide De Gasperi wird erneut italienischer Regierungschef; er führt eine Koalition aus Christdemokraten und Unabhängigen an.
- 31. Mai: In Ungarn reicht Ministerpräsident Ferenc Nagy seinen Rücktritt ein; zuvor hatten Kommunisten seinen Sohn entführt. Nachfolger wird Lajos Dinnyés von der Kleinbauernpartei.

#### Juni
- 03. Juni: Der britische Vizekönig Mountbatten gibt den Plan zur Teilung Indiens bekannt, der mit der Gründung Pakistans zwei Monate später vollzogen wird.
- 05. Juni: US-Außenminister George C. Marshall gibt vor der Harvard-Universität die Grundlagen des Marshall-Planes zur Unterstützung Europas bekannt.
- 05. Juni: In München treffen auf Einladung des bayrischen Ministerpräsidenten Hans Ehard die Ministerpräsidenten aus allen vier Besatzungszonen zu Gesprächen zusammen. Die Meinungsverschiedenheiten über die Zukunft Deutschlands sind allerdings so unüberbrückbar, dass die ostdeutschen Ministerpräsidenten vorzeitig abreisen.
- 06. Juni: Durch eine Volksabstimmung wird in der Schweiz die Alters- und Hinterlassenenversicherung (AHV) eingeführt sowie die Wirtschaftsverfassung geändert.
- 14. Juni: Die sowjetische Militäradministration errichtet die „Deutsche Wirtschaftskommission“ (DWK) als Leitinstanz der Zentralverwaltungen der Sowjetischen Besatzungszone (SBZ).
- 14. Juni: Der Farmer Mac Brazel findet auf einer von ihm verwalteten Farm ungewöhnliche Trümmerteile. Das gefundene mattsilbrige Material wird knapp 40 Jahre später als UFO-Absturz von Roswell berühmt.
- 17. Juni: Die Berliner Stadtverordneten wählen Ernst Reuter (SPD) zum Berliner Oberbürgermeister; die sowjetische Militäradministration verweigert ihm allerdings die Anerkennung.
- 23. Juni: Der US-Kongress überstimmt ein Veto des Präsidenten Truman gegen den Taft-Hartley Act, der damit Gesetzeskraft erlangt. Das Gesetz sieht das Verbot zahlreicher Arbeitskampfmaßnahmen der Gewerkschaften vor. Truman nennt die Vorlage ein „Sklavenarbeitsgesetz“.
- 24. Juni: Der US-amerikanische Pilot Kenneth Arnold sichtet nach eigenen Angaben neun seltsam rasende Flugobjekte, für die erstmals der Begriff Fliegende Untertasse benutzt wird.
- 25. Juni: In Frankfurt am Main konstituiert sich der erste Wirtschaftsrat der Bizone.
- 29. Juni: Beginn des SPD-Parteitags in Nürnberg

#### Juli
- 04. Juli: In Spanien tritt ein Gesetz in Kraft, das nach dem Tod Francisco Francos die Wiedereinführung der Monarchie vorsieht.
- 04. Juli: Bei den Ausschreitungen von Hollister werden 59 Personen festgenommen.
- 08. Juli: US-General Roger Ramey erläutert der Presse, bei in der Nähe von Roswell (New Mexico) aufgefundenen Trümmerteilen handele es sich um Überreste eines Wetterballons. Eine frühere Luftwaffen-Meldung über das Erlangen eines UFOs wird dementiert.
- 11. Juli: Die Exodus läuft aus dem Hafen von Sète mit Ziel Palästina aus. Das Schicksal ihrer Passagiere wird die internationale Meinung zu Gunsten der Gründung des Staates Israel maßgeblich beeinflussen.
- 12. Juli: Die Außenminister Großbritanniens und Frankreich, Ernest Bevin und Georges Bidault, laden ihre europäischen Kollegen zu einer Konferenz nach Paris ein, um das Europäische Hilfsprogramm der USA zu besprechen. Die anfängliche Zusage einige Außenminister aus dem Ostblock wird auf Druck der Sowjetunion wieder zurückgezogen.
- 18. Juli: Die Exodus wird vor Tel Aviv von der britischen Marine aufgebracht.
- 18. Juli: Die Vereinigten Staaten erhalten vom UN-Treuhandrat das Treuhandgebiet Pazifische Inseln anvertraut. Sie übernehmen ein Gebiet im Stillen Ozean, das vom Völkerbund bis 1944, als die Inseln im Pazifikkrieg von den USA erobert wurden, als Japanisches Südseemandat verwaltet wurde.
- 19. Juli: Der burmesische Staatsmann Aung San fällt einem Attentat zum Opfer.
- 20. Juli: Auf Java leiten die Niederländer eine militärische Offensive gegen indonesische Truppen ein.
- 26. Juli: In den USA tritt der National Security Act in Kraft. Darin werden unter anderem die Schaffung des US-Verteidigungsministeriums, der Joint Chiefs of Staff, der United States Air Force und der Central Intelligence Agency verfügt.
- 28. Juli: Die rumänische Regierung löst die Bauernpartei auf.

#### August

Flagge Pakistans

Flagge Indiens

- 14. August: Gründung des Staates Pakistan. Erster Staatspräsident ist Ali Jinnah.
- 15. August: Der Mountbattenplan tritt in Kraft. Indien erhält seine Unabhängigkeit. Erster Regierungschef wird Jawaharlal Nehru.
- 16. August: Der bulgarische Oppositionsführer Nikola Petkow wird wegen angeblicher Spionage zum Tod verurteilt.
- 16. August: Markos Vafiadis wird zum Chef der nordgriechischen kommunistischen Gegenregierung gewählt.
- 20. August: Im Nürnberger Ärzteprozess gegen 20 führende NS-Mediziner werden die Urteile gesprochen. Vier Angeklagte erhalten die Todesstrafe, sieben werden freigesprochen, die übrigen werden zu zum Teil langjährigen Haftstrafen verurteilt.
- 23. August: Dimitrios Maximos tritt als Regierungschef Griechenlands zurück; sein Nachfolger wird am 29. August Konstantin Tsaldaris.
- 29. August: Kuba wird Mitglied in der UNESCO.
- 31. August: Bei den Wahlen in Ungarn wird die KP stärkste Partei.

#### September
- 01. September: Rudolf Paul, der Ministerpräsident des Landes Thüringen, setzt sich über Berlin-West von der Sowjetischen in die Amerikanische Besatzungszone ab. Am 9. Oktober verliert der Geflohene offiziell sein Amt an seinen Stellvertreter Werner Eggerath.
- 14. September: Die polnische Regierung kündigt das Konkordat mit dem Vatikan.
- 15. September: Die Pariser Friedensverträge mit Deutschlands europäischen Verbündeten im Zweiten Weltkrieg (Italien, Rumänien, Ungarn, Bulgarien und Finnland) treten in Kraft.
- 18. September: Gründung der United States Air Force als eigenständiger Teilstreitkraft.
- 30. September: Andrei Alexandrowitsch Schdanow hält seine berühmt gewordene Rede zur Zwei-Lager-Theorie auf der Gründungsversammlung des Kominform.
- 30. September: Pakistan und Jemen werden Mitglieder bei den Vereinten Nationen.

#### Oktober
- 01. Oktober: Im Land Bremen finden die ersten Freien Wahlen nach dem Zweiten Weltkrieg statt. Die SPD wird mit Abstand stärkste Kraft.
- 11. Oktober: Zwischen Chile und der Sowjetunion kommt es zu einer diplomatischen Krise. Der sowjetischen Führung wird vorgeworfen, Drahtzieher hinter einem Bergarbeiterstreik in Chile zu sein.
- 11. Oktober: In Washington wird von 42 Ländern ein Abkommen über die Gründung der World Meteorological Organization unterzeichnet.
- 12. Oktober: Bürgerschaftswahl in Bremen

Gebietsansprüche in Kaschmir

- 16. Oktober: Die Militärregierungen für die britische und die US-amerikanische Besatzungszone präsentieren eine endgültige Demontageliste; gegenüber früheren Listen ist sie mit 682 aufgeführten Betrieben deutlich reduziert.

1947: UN-Flagge

- 20. Oktober: Die Vereinten Nationen erhalten offiziell ihre Flagge in der heutigen Gestalt.
- 21. Oktober: Der Konflikt um die Herrschaft über Kaschmir bricht aus.
- 27. Oktober: Mit dem Einsatz indischer Luftlandetruppen in Kaschmirs Hauptstadt Srinagar beginnt der Erste Indisch-Pakistanische Krieg.
- 27. Oktober: Luxemburg wird Mitglied in der UNESCO.
- 28. Oktober: Folketingswahl in Dänemark
- 30. Oktober: Das Allgemeine Zoll- und Handelsabkommen (GATT) wird abgeschlossen; es tritt zum 1. Januar 1948 in Kraft.
- 31. Oktober: Kolumbien wird Mitglied in der UNESCO.

#### November
- 03. November: Im Prozess Wirtschafts- und Verwaltungshauptamt der SS gegen 18 Angeklagte ergehen zwei Todesurteile, von denen das gegen Oswald Pohl 1951 vollstreckt wird; drei Angeklagte werden freigesprochen.
- 05. November: Der stellvertretende polnische Ministerpräsident und Führer der Bauernpartei, Stanislaw Mikolajczik, flieht nach Repressalien der Kommunisten gegen seine Partei in den Westen. Den gleichen Schritt unternimmt Zoltán Pfeiffer, Vorsitzender der Unabhängigen Partei in Ungarn.
- 08. November: Uruguay wird Mitglied in der UNESCO.
- 08. November: In Thailand putschen einflussreiche Offiziere des Heeres gegen die zivile Regierung von Thawan Thamrongnawasawat
- 10. November: Die Verhaftung von zehn Stahlarbeitern in Marseille löst in Frankreich landesweite Streikaktionen aus.
- 16. November: Großbritannien beginnt mit dem Abzug seiner Truppen aus Palästina.
- 20. November: Die britische Thronfolgerin Prinzessin Elisabeth und Philip Mountbatten geben sich das Ja-Wort.
- 24. November: Robert Schuman wird neuer Regierungschef in Frankreich an der Spitze eines sozialistisch-volksrepublikanischen Kabinetts. Er ist Nachfolger von Paul Ramadier.
- 25. November: Mit der Zustimmung zum Statut von Westminster (1931) durch das Parlament erhält Neuseeland durch den Statute of Westminster Adoption Act 1947 die völlige gesetzgeberische Unabhängigkeit von Großbritannien und wird damit auch Mitglied im Commonwealth of Nations.
- 25. November: Nachdem zehn namhafte Künstler die Aussage vor dem US-Kongress verweigerten, der sie zu ihren Kontakten zu Kommunisten befragt hatte, werden sie als Hollywood Ten auf eine schwarze Liste gesetzt, die dafür sorgt, dass ihnen eine weitere berufliche Tätigkeit unmöglich gemacht wird.
- 29. November: Mit der Resolution 181 beschließt die UN-Vollversammlung mit 33 gegen 13 Stimmen den Teilungsplan für Palästina, der nach dem Ende der britischen Mandatsherrschaft im Mai 1948 die Bildung eines jüdischen und eines palästinensischen Staates sowie die Internationalisierung Jerusalems vorsieht.

#### Dezember
- 03. Dezember: Im Juristenprozess gegen hochrangige Richter der NS-Zeit ergehen die Urteile: Vier Angeklagte erhalten eine lebenslängliche Freiheitsstrafe, sechs Freiheitsstrafen von fünf bis zehn Jahren, vier werden freigesprochen.
- 06. Dezember: Auf Initiative der SED findet in Ost-Berlin der Volkskongress für die deutsche Einheit und einen gerechten Frieden statt. Während Vertreter der LDP der Einladung folgen, lehnen Jakob Kaiser und Ernst Lemmer als führende Vertreter der Ost-CDU die Teilnahme ab, da sie darin eine reine Propagandaveranstaltung sehen. Sie werden daraufhin von der sowjetischen Militärverwaltung ihrer Parteiämter enthoben und siedeln nach West-Berlin über.
- 09. Dezember: In Frankreich brechen die Gewerkschaften den Generalstreik ab und treten in Lohnverhandlungen mit der Regierung ein.
- 10. Dezember: George C. Marshall fordert die Sowjetunion auf, die Demontage deutscher Firmen in der sowjetischen Zone zu beenden.
- 12. Dezember: Die Irankrise wird beendet, indem iranisches Militär die nach Unabhängigkeit strebende Provinz Āzarbāydschān besetzt; die Separatisten waren von der Sowjetunion unterstützt worden. Am 16. Dezember wird auch die Republik Kurdistan aufgelöst und dem Iran wieder einverleibt.
- 15. Dezember: Die Londoner Konferenz der Außenminister der vier Siegermächte im Zweiten Weltkrieg wird beendet, weil sich die Alliierten über die Deutschland-Frage uneins sind und es zum Bruch zwischen der Sowjetunion und den USA kommt.
- 16. Dezember: Honduras wird Mitglied in der UNESCO.
- 20. Dezember: Der demokratisch gewählte CDU-Parteivorstand in der Sowjetischen Besatzungszone wird von der SMAD abgesetzt. Die Union wandelt sich zur Blockpartei.
- 22. Dezember: In Italien stimmt die Verfassungsgebende Versammlung für die Annahme der neuen Verfassung.
- 22. Dezember: Friedrich Flick wird im Flick-Prozess zu sieben Jahren Haft verurteilt; er kommt 1950 vorzeitig frei.
- 30. Dezember: König Michael I. von Rumänien dankt ab, Rumänien wird eine von der Sowjetunion abhängige Volksrepublik.

### Wirtschaft
- 01. Januar: Verstaatlichung der Bergwerke in Großbritannien
- 04. Januar: Die erste Ausgabe der Zeitschrift Der Spiegel erscheint.
- 11. März: Wallace W. Robinson erhält ein US-Patent auf die von ihm erfundene Schaufeltrage, die beim Bergen und Retten Verunglückter eingesetzt wird.
- 10. Juni: Der schwedische Flugzeughersteller Saab stellt seinen ersten Pkw-Prototyp Saab 92001 vor und richtete eine Sparte zur Automobilproduktion ein.
- 18. August: Die erste Nachkriegs-Export-Messe in Hannover wird eröffnet.
- 10. September: Mit 140.000 Losen und einem Höchstgewinn von 250.000 Reichsmark nimmt die Süddeutsche Klassenlotterie in der US-Besatzungszone ihren Lotteriebetrieb auf.
- September: Im Weinbaugebiet von Bordeaux wird ein extrem guter Wein eingebracht. Insbesondere in Saint-Émilion und Pomerol sind die Weine von phantastischer Qualität.
- Fusion des Unternehmens Maggi mit der Nestlé-Gruppe zur Nestlé-Alimentana AG, der heutigen Nestlé AG

### Wissenschaft und Technik

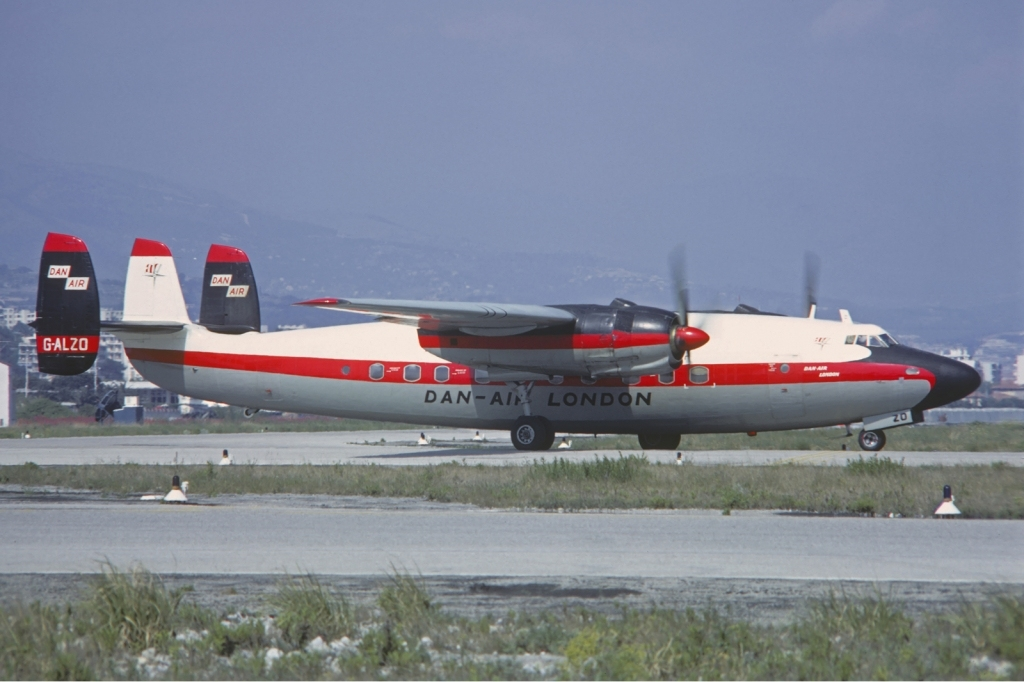
Airspeed AS.57 Ambassador

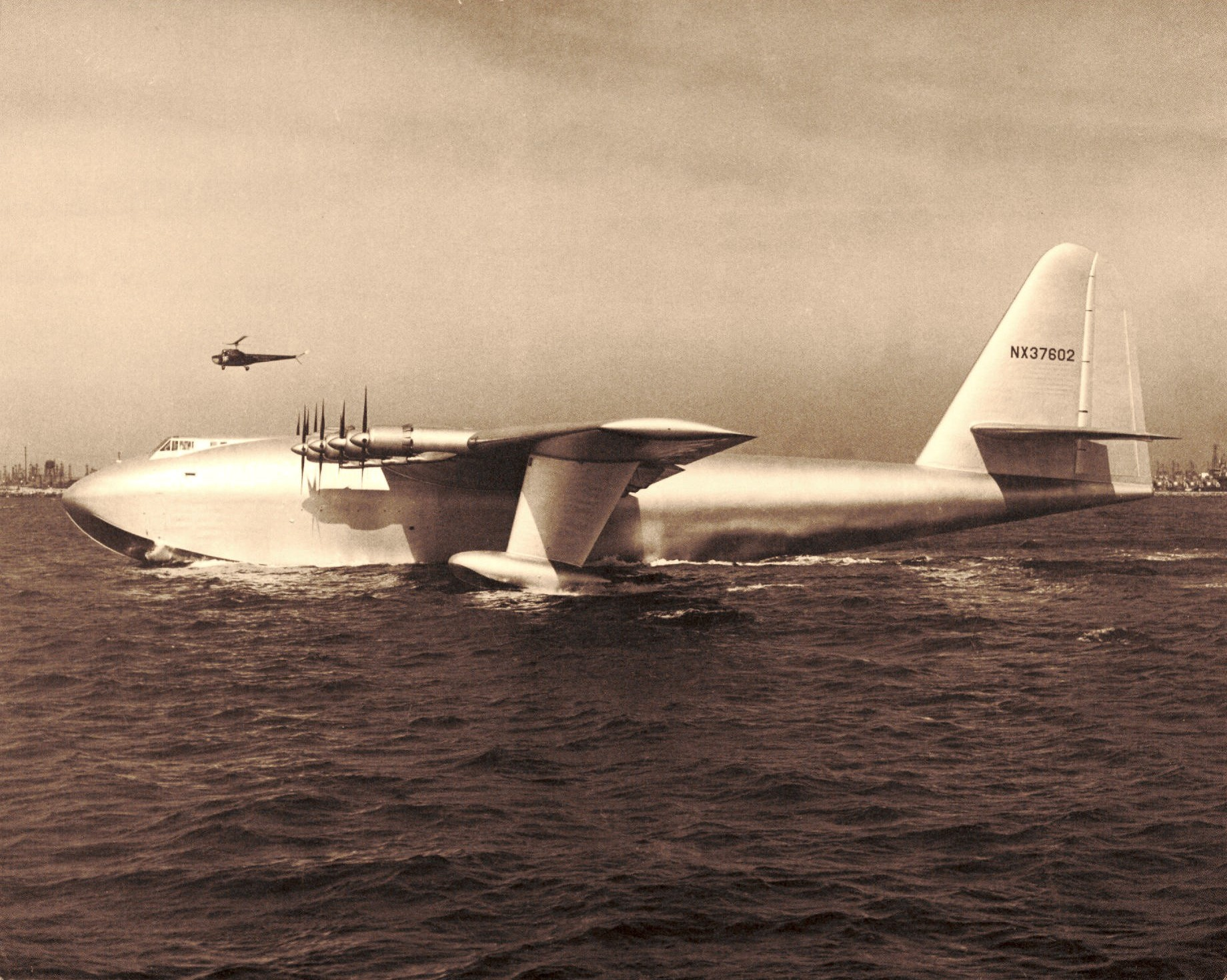
Hughes H-4 Hercules

- 28. April: Thor Heyerdahl und fünf Crewmitglieder brechen mit einem aus Balsabaumstämmen gefertigten Floß namens Kon-Tiki vom peruanischen Hafen Callao aus nach Polynesien auf. Heyerdahl will klären, ob eine Besiedlung der Inseln aus Südamerika auf diese Weise möglich gewesen wäre.
- 10. Juli: Erstflug des Mittelstreckenflugzeugs Airspeed Ambassador, das zu der Zeit als elegantestes Verkehrsflugzeug bezeichnet wird.
- 22. September: Einer Douglas Skymaster gelingt lediglich mit Gerätesteuerung die Atlantiküberquerung von Neufundland nach London.
- 14. Oktober: Chuck Yeager durchbricht offiziell als erster Mensch die Schallmauer in seiner Bell X-1 in etwa 15.000 Meter Höhe.
- 15. Oktober: In Berlin wird das Wilhelm-Foerster-Institut gegründet mit dem Ziel, eine Volkssternwarte zu betreiben.
- 02. November: Howard Hughes fliegt vor Journalisten aus aller Welt die von ihm konstruierte „Hercules“. Es bleibt der einzige Flug dieses gigantischen Flugbootes.
- 24. November: Die erste Aerobee-Höhenforschungsrakete wird von der White Sands Missile Range im US-Bundesstaat New Mexico gestartet.
- 17. Dezember: Der entwickelte strategische Bomber Boeing B-47 wird im Erstflug erprobt.
- 23. Dezember: Die Wissenschaftler William B. Shockley, John Bardeen und Walter H. Brattain führen den Prototyp eines bipolaren Transistors in den Bell Laboratories vor.
- Auguste Piccard erfindet und baut den ersten Bathyscaph (ein Tiefsee-U-Boot).
- Mit der Entdeckung des Elements Promethium in den Produkten der Uranspaltung wird die letzte Lücke im Periodensystem geschlossen.
- Gründung der Mont Pelerin Society

### Kultur

#### Bildende Kunst
- 27. April: Die erste und bis heute bekannteste unabhängige Fotografenagentur Magnum wird in Paris gegründet.
- 9. Juni: Im Pariser Palais de Tokyo eröffnet das Musée National d’Art Moderne, das Werke moderner Kunst des 20. Jahrhunderts präsentiert.
- 3. Juli: In Nürnberg wird die Künstlergruppe Der Kreis gegründet. Dem ersten Vorstand gehört unter anderen der Maler und Graphiker Georg Weidenbacher an. Der Zweck der Gruppe ist laut Gründungsprotokoll, „zeitgenössische Kunst zu pflegen und Ausstellungsmöglichkeiten außer in ihren Räumen, in Nürnberg und anderen Orten zu schaffen.“ Die Zahl der Mitglieder ist satzungsgemäß auf 30 Künstler beschränkt.
- 17. September: Im Kurhaus Baden-Baden wird die Ausstellung Moderne französische Malerei eröffnet. Die Ausstellung zeigt einen Überblick der Malerei in Frankreich vom Impressionismus bis zur zeitgenössischen Kunst. Dazu gehören auch Werke von Künstlern, deren Arbeiten zuvor in Deutschland als „Entartete Kunst“ diffamiert waren. Neben der vordergründigen Präsentation der Kunstwerke geht es den Organisatoren auch um „eine geistige und moralische Umerziehung der Deutschen“.
- 2. Oktober: Im brasilianischen São Paulo erfolgt die Eröffnung des Museu de Arte de São Paulo.
- Das North Carolina Museum of Art wird gegründet.

#### Musik und Theater
- 09. Januar: Uraufführung der Musical-Oper Street Scene von Kurt Weill nach einem Libretto von Elmer Rice am Adelphi Theatre (New York)
- 18. Februar: Uraufführung der Oper The Telephone von Gian Carlo Menotti am Heckscher Theater in New York Das Werk sollte die bereits zuvor aufgeführte Kurzoper The Medium als „curtain raiser“ ergänzen. In beiden Fällen war der Komponist auch sein eigener Librettist.
- 04. März: Uraufführung der Oper Die Flut von Boris Blacher in Dresden
- 29. März: Uraufführung der Oper Albert Herring von Benjamin Britten in Glyndebourne
- 19. April: Uraufführung der Oper Veronika von Rafael Kubelík in Brünn, (Brno)
- 03. Juni: Uraufführung der Oper Les mamelles de Tirésias von Francis Poulenc an der Opéra-Comique in Paris
- 08. Juni: Am Großen Haus der Württembergischen Staatstheater Stuttgart wird das bairische Stück Die Bernauerin von Carl Orff uraufgeführt.
- 06. August: Uraufführung der Oper Dantons Tod von Gottfried von Einem bei den Salzburger Festspielen
- 25. Oktober: Uraufführung der Oper Genoveva von Natanael Berg am Kungliga Teatern in Stockholm
- Die Bachwoche Ansbach findet zum ersten Mal statt.
- Erstmalige Vergabe des Tony Awards

### Gesellschaft
- 03.–6. Juli: Ausschreitungen von Hollister

### Religion
- 21. März: In der Enzyklika Fulgens radiatur unterstreicht Papst Pius XII. anlässlich des 1400. Todestages von Benedikt von Nursia die Bedeutung des Heiligen.
- 20. November: Auf die Liturgische Bewegung geht Papst Pius XII. mit der Enzyklika Mediator Dei ein, in der er das Wesen der heiligen Liturgie im Gottesdienst erläutert.
- Frühjahr: Entdeckung der ersten Schriftrollen vom Toten Meer in Qumran.

### Sport
- 05. Februar: Der Herning IK, einer der ersten dänischen Eishockeyclubs und Rekordmeister des Landes, wird gegründet.
- 18. Mai: Erstmaliges Motorradrennen am Norisring
- 07. Juni: Die rumänische Armee gründet einen Sportverein, aus dem im Jahr 1961 nach einer Umbenennung Steaua Bukarest wird.

### Katastrophen
- 19. Januar: Südlich von Athen läuft der Griechische Dampfer Himara auf eine Mine. Fast 400 Menschen sterben.
- 26. Januar: Beim Absturz einer Douglas DC-3 auf dem Flughafen Kastrup bei Kopenhagen kommen alle 22 Insassen ums Leben, darunter der schwedische Erbprinz Gustav Adolf und die US-amerikanische Opernsängerin und Schauspielerin Grace Moore.
- 08. Februar: Berlin-Hakenfelde, Deutschland. Zerstörung des Tanzlokals „Karlslust“ durch einen Brand. 82 Tote und über 150 Verletzte.
- 25. Februar: Zugentgleisung in Japan. Auf der Hachikōlinie etwa 30 km westlich von Tokio sterben über 180 Menschen.
- 09. April: Ein Tornado fordert in Texas und Oklahoma über 167 Menschenleben.
- 16. April: Explosion der mit Ammoniumnitrat beladenen Frachtschiffe Grandcamp (Frankreich) und Highflyer (Vereinigte Staaten) im Hafen von Texas City (Texas, USA). 486 Tote, über 100 Vermisste, 3000 Verletzte, Hunderte Obdachlose und 65 Millionen US-Dollar Schaden
- 17. April: Der britische Passagierdampfer Sir Harvey Adamson verschwindet spurlos auf einer Fahrt von Rangun nach Mergui. An Bord waren 269 Passagiere und Besatzungsmitglieder.
- 26. Juli: Beim Zusammenstoß zweier Züge in der Schweiz bei Bennau sterben zehn Menschen.
- 18. August: Explosion von Cádiz. In der spanischen Stadt explodieren zwei Marinemunitionsdepots mit Seeminen und anderen Sprengstoffen aus dem Zweiten Weltkrieg. Umliegende Stadtviertel werden teilweise zerstört und schwer beschädigt. Es gibt 147 Tote und rund 5000 Verletzte.
- 19. Dezember: Die Explosionskatastrophe von Mitholz in der Schweiz fordert neun Menschenleben.
- 22. Dezember: Über 40 Menschen sterben bei Neuwied beim Zusammenstoß zweier Schnellzüge.

Kleinere Unglücksfälle sind in den Unterartikeln von Katastrophe und in der Liste von Katastrophen aufgeführt.

## Geboren

### Januar
- 01. Januar: Peter Fischli, Schweizer Schauspieler und Theaterregisseur
- 01. Januar: Jane Olivor, US-amerikanische Pop-Sängerin
- 02. Januar: Ute Erdsiek-Rave, deutsche Politikerin
- 02. Januar: Eberhard Figgemeier, Redakteur für Sport beim ZDF († 2020)
- 02. Januar: Calvin Hill, US-amerikanischer American-Football-Spieler
- 03. Januar: Fran Cotton, englischer Rugbyspieler
- 03. Januar: Seweryn Krajewski, polnischer Pop-Musiker, Sänger, Gitarrist und Komponist
- 03. Januar: Peter Mangold, britischer Historiker und Journalist († 2017)
- 04. Januar: Winfried Aufenanger, deutscher Leichtathletiktrainer († 2021)
- 04. Januar: Chris Cutler, britischer Schlagzeuger, Perkussionist, Komponist, Schriftsteller und Musiktheoretiker
- 04. Januar: Robert van Mackelenberg, niederländischer Schauspieler
- 05. Januar: Osman Arpacıoğlu, türkischer Fußballspieler († 2021)
- 05. Januar: Rita Kühne, deutsche Leichtathletin
- 05. Januar: Jörg Swoboda, Pastor des Bundes evangelisch-freikirchlicher Gemeinden (Baptisten)
- 05. Januar: Joachim Vobbe, deutscher Alt-katholischer Bischof († 2017)
- 06. Januar: Sandy Denny, britische Sängerin († 1978)
- 07. Januar: Heinz Aemisegger, Schweizer Jurist, Bundesrichter und Präsident des Bundesgerichts
- 07. Januar: Sadık Ahmet, griechischer Politiker und Chirurg († 1995)
- 07. Januar: Josip Alebić, jugoslawischer Leichtathlet († 2021)
- 07. Januar: Dan Emil Anca, rumänischer Fußballspieler und -trainer († 2005)
- 07. Januar: Stefan Angelow, bulgarischer Ringer († 2019)
- 07. Januar: Jean-Marie Lemerle, französischer Automobilrennfahrer und Rennstallbesitzer
- 08. Januar: Toivo Asmer, estnischer Politiker und Unternehmer
- 08. Januar: William Bonin, US-amerikanischer Serienmörder († 1996)
- 08. Januar: David Bowie, britischer Musiker († 2016) David Bowie, 1987

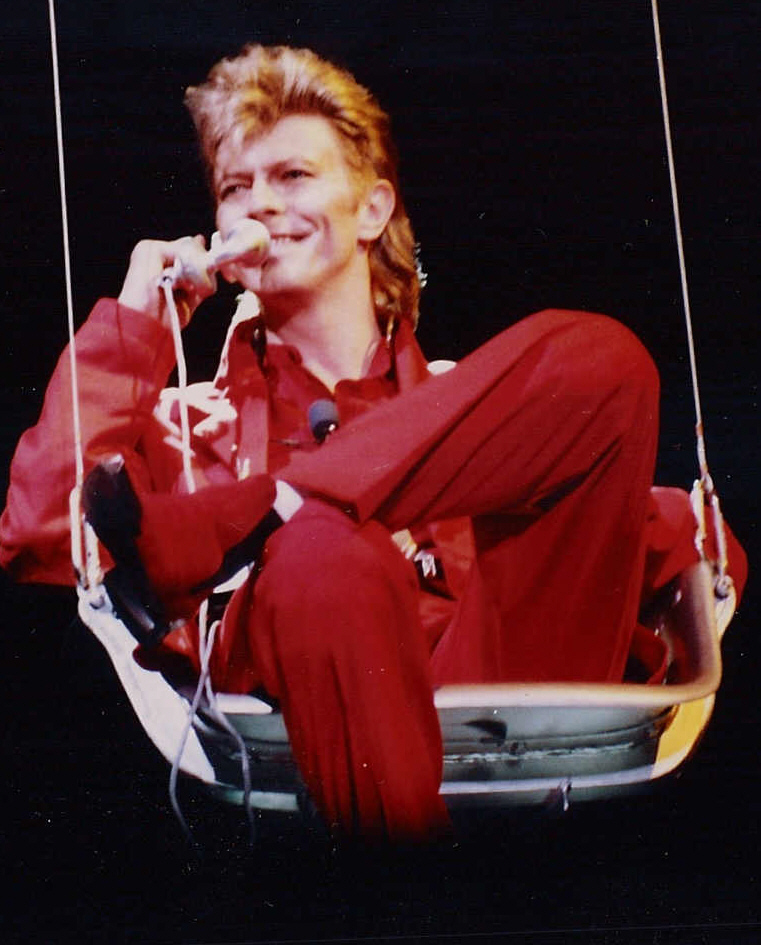
David Bowie, 1987

- 08. Januar: Igor Ivanov, kanadischer Schachspieler († 2005)
- 08. Januar: Samuel Schmid, Schweizer Politiker
- 09. Januar: Juri Balujewski, russischer General
- 10. Januar: R. Paul Drummond, US-amerikanischer Komponist und Musikpädagoge († 2007)
- 10. Januar: George Alec Effinger, US-amerikanischer Science-Fiction-Autor († 2002)
- 10. Januar: Tullio Lanese, italienischer Fußballschiedsrichter und späterer -funktionär († 2025)
- 10. Januar: Hubert Maessen, niederländischer Publizist, Autor zeitgeschichtlicher Bücher († 2015)
- 10. Januar: Peer Steinbrück, deutscher Politiker Peer Steinbrück, 2013

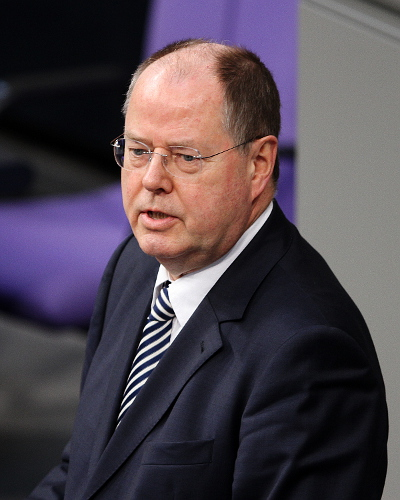
Peer Steinbrück, 2013

- 10. Januar: Tiit Vähi, estnischer Politiker und Unternehmer
- 10. Januar: Karl-Reinhard Volz, deutscher Forstwissenschaftler
- 11. Januar: Lilo Beil, deutsche Schriftstellerin († 2025)
- 11. Januar: Rosemarie Priebus, deutsche Politikerin
- 12. Januar: Gustl Angstmann, deutscher Schriftsteller und Fachbuchautor († 1998)
- 12. Januar: Matt Molloy, irischer Flötist
- 12. Januar: Winfried Neuhäuser, deutscher Fußballspieler
- 13. Januar: Luciano Chiarugi, italienischer Fußballspieler und -trainer
- 13. Januar: John Lees, britischer Sänger, Songwriter, Komponist und Gitarrist
- 13. Januar: Jürgen Linden, Politiker und Oberbürgermeister der Stadt Aachen
- 14. Januar: Ina Deter, deutsche Musikerin
- 14. Januar: Hans Fehr, Schweizer Politiker
- 14. Januar: Ian Harrower, britischer Automobilrennfahrer
- 14. Januar: Peter Nogly, deutscher Fußballspieler
- 14. Januar: Beverly Perdue, US-amerikanische Politikerin
- 14. Januar: Susanne Vill, deutsche Musikwissenschaftlerin und Theaterwissenschaftlerin
- 14. Januar: Ernst Wohlwend, Schweizer Politiker
- 15. Januar: Martin Chalfie, US-amerikanischer Nobelpreisträger für Chemie
- 15. Januar: José Juncadella, spanischer Automobilrennfahrer und Unternehmer
- 15. Januar: Jonas Liaučius, litauischer Jurist, Rechtsanwalt und Politiker
- 15. Januar: Michael Schanze, deutscher Sänger, Buchautor und Fernsehmoderator
- 15. Januar: Veronica Tennant, kanadische Tänzerin und Choreographin
- 16. Januar: Theodor Abt, Schweizer Soziologe
- 16. Januar: Thomas Kardinal Collins, Erzbischof von Toronto
- 16. Januar: Karl-Heinz Klär, deutscher Politiker
- 17. Januar: Hermann Aschwer, deutscher Triathlet und Autor
- 17. Januar: Herman van Dijk, niederländisch Ökonometriker († 2025)
- 18. Januar: Horst Engel, deutscher Politiker
- 18. Januar: Takeshi Kitano, japanischer Regisseur und Schauspieler
- 18. Januar: Jacques Rouvier, französischer Pianist
- 19. Januar: Leszek Balcerowicz, polnischer Wirtschaftswissenschaftler und Politiker
- 19. Januar: Rod Evans, britischer Sänger
- 20. Januar: Dag Jostein Fjærvoll, norwegischer Politiker der Kristelig Folkeparti († 2021)
- 20. Januar: Reinhard P. Gruber, österreichischer Schriftsteller
- 20. Januar: Anton Schindling, deutscher Historiker († 2020)
- 21. Januar: Andrzej Bachleda-Curuś, polnischer Skirennläufer
- 21. Januar: Cherith Baldry, britische Schriftstellerin
- 21. Januar: Alexander Gussew, russischer Eishockeyspieler und -trainer († 2020)
- 22. Januar: Vincenzo Apicella, italienischer Bischof
- 23. Januar: Megawati Sukarnoputri, indonesische Politikerin, Präsidentin von Indonesien
- 23. Januar: Gerhard Bäcker, deutscher Soziologe
- 23. Januar: Jürg Frischknecht, Schweizer Journalist und Schriftsteller († 2016)
- 23. Januar: Winfried Stöcker, deutscher Mediziner, Wissenschaftler, Erfinder und Unternehmer
- 24. Januar: Giorgio Chinaglia, italienischer Fußballspieler († 2012)
- 24. Januar: Michio Kaku, US-amerikanischer Physiker
- 24. Januar: Jerzy Konikowski, deutscher Schachspieler polnischer Herkunft
- 24. Januar: Joseph Nicolosi, US-amerikanischer Psychologe († 2017)
- 25. Januar: Ángel Nieto, spanischer Motorradrennfahrer († 2017)
- 26. Januar: Robert Cailliau, belgischer Informatiker
- 26. Januar: Patrick Dewaere, französischer Schauspieler († 1982)
- 26. Januar: Klaus Glashoff, deutsch-schweizerischer Mathematiker und Logiker
- 27. Januar: Heinz Bonn, deutscher Fußballspieler († 1991)
- 28. Januar: August Humer, österreichischer Organist und Cembalist († 2007)
- 28. Januar: Jeanne Shaheen, US-amerikanische Politikerin
- 28. Januar: Svend Studsgaard, dänischer Ringer († 2022)
- 29. Januar: Linda B. Buck, US-amerikanische Neurophysiologin
- 29. Januar: David Byron, englischer Musiker († 1985)
- 29. Januar: Mladen Kutschew, bulgarischer Gewichtheber
- 29. Januar: Jochen Sanio, Präsident der deutschen Bundesanstalt für Finanzdienstleistungsaufsicht
- 29. Januar: Joachim Siegerist, deutsch-lettischer Journalist und Politiker († 2023)
- 29. Januar: Siegfried Zimmer, deutscher Pädagoge und evangelischer Theologe
- 30. Januar: Hans Ehlert, deutscher Offizier und Militärhistoriker
- 30. Januar: Steve Marriott, britischer Rockmusiker († 1991)
- 30. Januar: Barbara Wood, US-amerikanische Schriftstellerin
- 31. Januar: Paul Hoser, deutscher Historiker
- 31. Januar: Petr Pavlásek, tschechoslowakischer Gewichtheber († 2023)
- 31. Januar: Rudolf Schieffer, deutscher Historiker († 2018)

### Februar
- 01. Februar: Clark Olofsson, schwedischer Krimineller, († 2025)
- 01. Februar: Gaston Rahier, belgischer Motocrossfahrer († 2005)
- 02. Februar: Wilfrid Adam, deutscher Politiker
- 02. Februar: Gregory Gerald Antonacci, US-amerikanischer Filmproduzent und Regisseur († 2017)
- 02. Februar: Ute Eskildsen, deutsche Fotografin
- 02. Februar: Farrah Fawcett, US-amerikanische Schauspielerin († 2009)
- 02. Februar: Serge Mangin, französischer Bildhauer
- 03. Februar: Paul Auster, US-amerikanischer Schriftsteller und Regisseur († 2024)
- 03. Februar: Dave Davies, englischer Musiker
- 03. Februar: Georg Jarzembowski, deutscher Politiker, MdEP, Regierungsdirektor
- 03. Februar: Stephen McHattie, kanadischer Schauspieler
- 03. Februar: Melanie, US-amerikanische Folksängerin und Hippie-Ikone († 2024)
- 03. Februar: Emil Paul Tscherrig, Schweizer Erzbischof und Kardinal
- 05. Februar: Eduardo Antunes Coimbra, brasilianischer Fußballspieler und -trainer
- 05. Februar: Chris Biscoe, englischer Jazzsaxophonist, -klarinettist und -flötist
- 05. Februar: Jenny Gröllmann, deutsche Schauspielerin († 2006)
- 05. Februar: Benoît Jacquot, französischer Drehbuchautor und Filmregisseur
- 05. Februar: Ricardo Lindo Fuentes, salvadorianischer Lyriker, Erzähler, Dramatiker und Essayist († 2016)
- 06. Februar: Horst-Wolfram Kerll, deutscher Diplomat
- 07. Februar: Ruth Aspöck, österreichische Schriftstellerin
- 07. Februar: Jürgen Türk, deutscher Politiker und MdB
- 07. Februar: John Weathers, britischer Musiker
- 08. Februar: Joël Laplacette, französischer Automobilrennfahrer
- 08. Februar: Leo Niehorster, US-amerikanisch-niederländischer Autor
- 09. Februar: Reinhard Adler, deutscher Fußballspieler
- 09. Februar: Joe Ely, US-amerikanischer Country-Sänger und Songwriter
- 09. Februar: Major Harris, US-amerikanischer Soul-Sänger († 2012)
- 09. Februar: Boris Franzewitsch Gulko, US-amerikanischer Schachgroßmeister
- 10. Februar: Ahmad Akbari, iranischer Fechter († 2022)
- 10. Februar: Louise Arbour, kanadische Richterin und UN-Hochkommissar für Menschenrechte
- 11. Februar: Gerd B. Achenbach, deutscher Philosoph
- 11. Februar: Derek Shulman, britischer Musiker
- 13. Februar: Mohammad Reza Adelkhani, iranischer Fußballspieler
- 13. Februar: Julien Cools, belgischer Fußballspieler
- 13. Februar: Urs Faes, Schweizer Schriftsteller
- 13. Februar: Mike Krzyzewski, US-amerikanischer Basketballtrainer
- 13. Februar: Rose Leke, kamerunische Immunologin und Parasitologin
- 13. Februar: Jerzy Montag, deutscher Rechtsanwalt und Politiker
- 13. Februar: Wolf-Wilhelm Richter, deutscher Jurist
- 14. Februar: Tim Buckley, US-amerikanischer Singer und Songwriter († 1975)
- 14. Februar: Heide Ecker-Rosendahl, ehemalige deutsche Leichtathletin
- 14. Februar: Judd Gregg, US-amerikanischer Politiker
- 14. Februar: Janusz Jagucki, polnischer lutherischer Bischof († 2025)
- 14. Februar: Vartan Malakian, armenisch-US-amerikanischer Künstler
- 14. Februar: Phạm Tuân, vietnamesischer Pilot, Ingenieur und Kosmonaut
- 14. Februar: Stephen A. Schwarzman, US-amerikanischer Unternehmer, Investmentbanker und Mäzen
- 14. Februar: Phạm Tuân, vietnamesischer Ingenieur und Kosmonaut
- 14. Februar: Jochen Welt, deutscher Politiker, MdB
- 15. Februar: John Adams, US-amerikanischer Komponist
- 15. Februar: Andrew Bagnall, neuseeländischer Automobilrennfahrer
- 15. Februar: Marisa Berenson, US-amerikanische Schauspielerin
- 15. Februar: Dagmar Käsling, deutsche Leichtathletin
- 15. Februar: Calixto Malcom, panamaischer Basketballspieler und Richter († 2021)
- 15. Februar: Wencke Myhre, Schlagersängerin

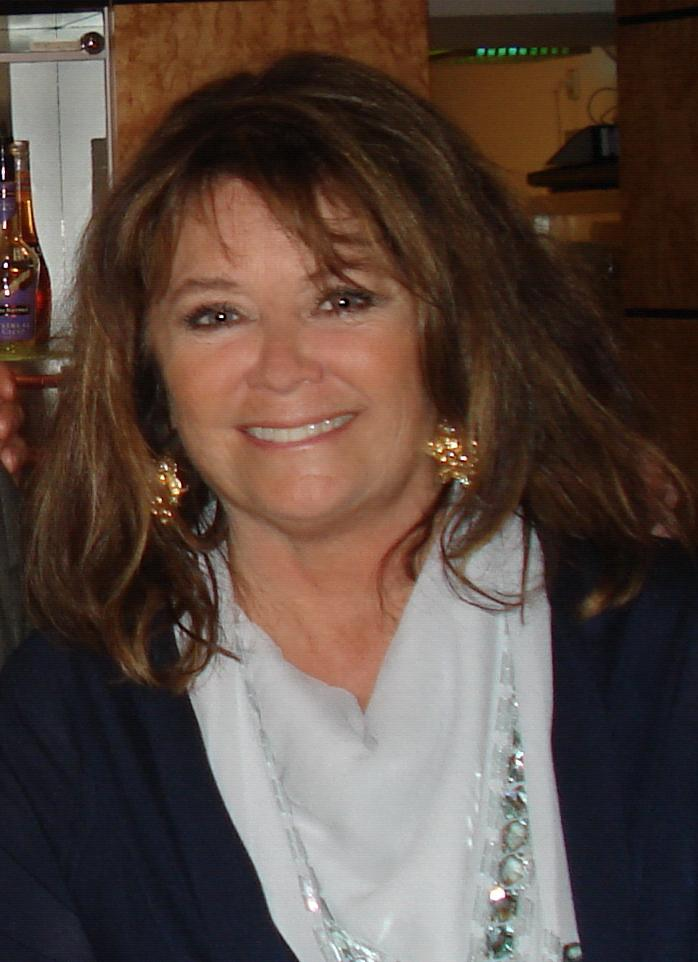
Wencke Myhre, 2009

- 16. Februar: Toni Bortoluzzi, Schweizer Politiker und Nationalrat
- 16. Februar: Veríssimo Correia Seabra, Präsident von Guinea-Bissau († 2004)
- 16. Februar: Rainer Nitschke, deutscher Rundfunk- und Fernsehmoderator
- 16. Februar: Franz West, österreichischer bildender Künstler († 2012)
- 18. Februar: Dennis DeYoung, US-amerikanischer Musiker
- 18. Februar: Eliot Engel, US-amerikanischer Politiker
- 18. Februar: Reinhart von Gutzeit, deutscher Musikpädagoge († 2025)
- 18. Februar: Carlos Lopes, portugiesischer Leichtathlet
- 19. Februar: Michel Elkoubi, französischer Automobilrennfahrer († 2024)
- 19. Februar: Wulf von Schimmelmann, deutscher Manager
- 19. Februar: Lucas Vis, niederländischer Dirigent und Komponist
- 19. Februar: Juan Francisco Zanassi, argentinischer Ruderer († 2022)
- 20. Februar: Henry Hübchen, deutscher Film- und Theater-Schauspieler
- 20. Februar: Peter Strauss, US-amerikanischer Schauspieler
- 21. Februar: Eddy Achterberg, niederländischer Fußballspieler und -trainer
- 21. Februar: Gregory Dayman, neuseeländischer Hockeyspieler
- 21. Februar: Stephen Hadley, US-Sicherheitsberater von US-Präsident George W. Bush
- 21. Februar: Olympia Snowe, US-amerikanische Politikerin
- 22. Februar: Karl Reinhard Aigner, deutscher Gefäßchirurg und Onkologe
- 22. Februar: Jean-Claude Depince, französischer Automobilrennfahrer († 1988)
- 22. Februar: Ludwig Noack, deutsch-sorbischer Politiker († 1996)
- 23. Februar: Rodrigo Arocena Linn, uruguayischer Mathematiker, Hochschullehrer, Journalist und Publizist
- 23. Februar: Hartmut Golze, deutscher Jurist
- 23. Februar: Boris Kusnezow, sowjetischer Boxer († 2006)
- 23. Februar: Wolfgang Patzelt, deutscher Kaufmann, Unternehmer und Manager
- 23. Februar: Gisa Pauly, deutsche Schriftstellerin
- 23. Februar: Peter Turang, indonesischer römisch-katholischer Erzbischof († 2025)
- 24. Februar: Christa Näher, deutsche Künstlerin
- 25. Februar: Giuseppe Betori, Erzbischof von Florenz
- 25. Februar: Jorge Donn, argentinischer Balletttänzer († 1992)
- 25. Februar: Lee Evans, US-amerikanischer Leichtathlet († 2021)
- 25. Februar: Ryō Kawasaki, japanischer Musiker († 2020)
- 26. Februar: Sandie Shaw, britische Popsängerin
- 27. Februar: Giuseppe Bertolucci, italienischer Drehbuchautor und Regisseur († 2012)
- 27. Februar: Alan Guth, US-amerikanischer Physiker
- 27. Februar: Gidon Kremer, lettischer Violinist
- 27. Februar: Mike Montgomery, US-amerikanischer Basketballtrainer
- 27. Februar: Lotte Nogler, italienische Skirennläuferin
- 28. Februar: Bernd Arnold, deutscher Kletterer und Bergsteiger
- 28. Februar: Włodzimierz Lubański, polnischer Fußballspieler

### März
- 01. März: Klaus Uwe Benneter, deutscher Politiker
- 01. März: Hugo Fernández Faingold, uruguayischer Politiker († 2025)
- 01. März: Peter Tettinger, deutscher Jurist († 2005)
- 02. März: Michael Frenzel, deutscher Manager und Politiker
- 02. März: Søren Kragh-Jacobsen, dänischer Regisseur
- 02. März: Juri Matijassewitsch, russischer Mathematiker
- 02. März: Nelson Ned, brasilianischer Singer-Songwriter († 2014)
- 02. März: Tilman Spengler, deutscher Sinologe und Schriftsteller
- 02. März: Hans-Hermann Wendhausen, deutscher Politiker und MdL († 2023)
- 02. März: Wolfgang Wodarg, deutscher Politiker
- 03. März: Takeo Ischi, japanischer Sänger und Jodler
- 03. März: Óscar Tabárez, uruguayischer Fußballspieler und -trainer
- 03. März: Johnny Tame, deutscher Sänger und Komponist († 2022)
- 03. März: Jennifer Warnes, US-amerikanische Sängerin
- 04. März: Uschi Brüning, deutsche Jazz-Sängerin und Soul-Sängerin
- 04. März: Jan Garbarek, norwegischer Saxophonist, Jazz-Musiker
- 05. März: Nobuhiko Hasegawa, japanischer Tischtennisspieler († 2005)
- 05. März: John Kitzhaber, US-amerikanischer Politiker
- 05. März: Konstanty Andrzej Kulka, polnischer Geiger
- 05. März: Clodagh Rodgers, britische Sängerin und Fernsehmoderatorin († 2025)
- 06. März: Kiki Dee, britische Sängerin und Songwriterin
- 06. März: Dick Fosbury, US-amerikanischer Leichtathlet († 2023)
- 06. März: Judy Loe, britische Schauspielerin († 2025)
- 06. März: Teru Miyamoto, japanischer Schriftsteller
- 06. März: Rob Reiner, US-amerikanischer Filmregisseur, Filmproduzent und Schauspieler
- 07. März: Laila Riksaasen Dahl, norwegische Bischöfin
- 07. März: Wolfgang Grotthaus, deutscher Politiker
- 07. März: Walter Röhrl, deutscher Automobilrennfahrer
- 07. März: Rubén Suñé, argentinischer Fußballspieler († 2019)
- 07. März: Ed Swillms, deutscher Komponist und Rockmusiker († 2023)
- 08. März: Hubertus Petroll, deutscher Schauspieler († 2025)
- 09. März: Kali Fasteau, US-amerikanische Jazzmusikerin († 2020)
- 09. März: Keri Hulme, neuseeländische Schriftstellerin († 2021)
- 09. März: Emiliano Mondonico, italienischer Fußballspieler und -trainer († 2018)
- 10. März: John ’Oke Afareha, nigerianischer Bischof
- 10. März: Kim Campbell, kanadische Politikerin
- 10. März: Lissette, kubanische Sängerin, Komponistin und Schauspielerin
- 12. März: Aldo Arencibia, kubanischer Radrennfahrer
- 12. März: Peter Harry Carstensen, deutscher Politiker
- 12. März: Konrad Hünteler, deutscher Musiker († 2020)
- 12. März: Mitt Romney, US-amerikanischer Politiker
- 12. März: Kalervo Palsa, finnischer Maler des Expressionismus († 1987)
- 12. März: Franz Zettl, österreichischer Musiker
- 13. März: Jacek Bierezin, polnischer Poet und Oppositioneller († 1993)
- 13. März: Wojciech Müller, polnischer Maler, Graphiker und Bildhauer († 2018)
- 13. März: Beat Richner, Schweizer Kinderarzt und Musiker († 2018)
- 13. März: Lyn St. James, US-amerikanische Automobilrennfahrerin
- 14. März: Jona Lewie, britischer Popsänger, Songwriter und Multiinstrumentalist
- 15. März: Rolf Ackermann, deutscher Fußballspieler
- 15. März: Jean Carn, US-amerikanische Sängerin
- 15. März: Ry Cooder, US-amerikanischer Musiker
- 15. März: Juraj Kukura, slowakischer Schauspieler und Theaterdirektor
- 15. März: Wolfgang Otto, deutscher Generalleutnant († 2025)
- 15. März: Federico Peña, US-amerikanischer Verkehrsminister
- 15. März: Franz Schuh, österreichischer Schriftsteller und Essayist
- 16. März: Keith Devlin, britischer Mathematiker und Wissenschaftsjournalist
- 17. März: Jan Andersson, schwedischer Politiker
- 17. März: Lorenz Funk sr., deutscher Eishockeyspieler († 2017)
- 18. März: B. J. Wilson, britischer Rockmusiker († 1990)
- 19. März: Jeff Andrus, US-amerikanischer Drehbuchautor und Schriftsteller († 2011)
- 19. März: Joseph-Theodor Blank, deutscher Politiker
- 19. März: Glenn Close, US-amerikanische Schauspielerin Glenn Close, 2012.

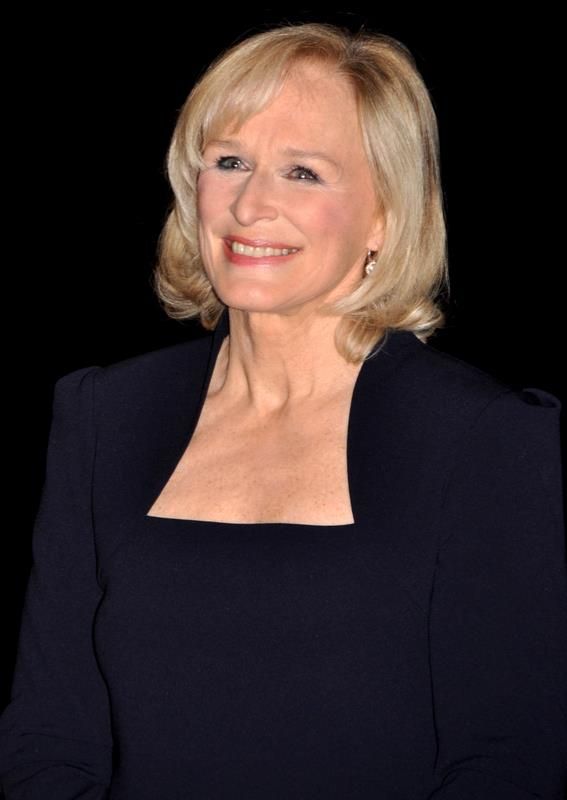
Glenn Close, 2012.

- 19. März: Ernst Gerlach, deutscher Handballspieler
- 19. März: Daniel D. Harris, US-amerikanischer Gitarrist und Schauspieler († 2012)
- 19. März: Max E. Keller, Schweizer Komponist und Musiker
- 19. März: José Lacay, dominikanischer Sänger († 2016)
- 19. März: Erika Zuchold, deutsche Turnerin († 2015)
- 20. März: John Boswell, US-amerikanischer Historiker († 1994)
- 20. März: Samuel Kobia, kenianischer Theologe und ÖRK-Generalsekretär
- 22. März: Aleida Assmann, Anglistin, Ägyptologin und Literatur- und Kulturwissenschaftlerin
- 22. März: André Heller, österreichischer Liedermacher, Poet
- 22. März: Jelena Hoffmann, deutsche Politikerin und MdB
- 22. März: Wolfgang Mayrhuber, Vorstandsvorsitzender der Deutschen Lufthansa AG († 2018)
- 22. März: Érik Orsenna, französischer Schriftsteller
- 23. März: Christiane Brunner, Schweizer Anwältin, Gewerkschafterin und Politikerin († 2025)
- 23. März: Justin O. Schmidt, US-amerikanischer Insektenkundler († 2023)
- 24. März: Jiří Bartoška, tschechischer Schauspieler († 2025)
- 24. März: Pierre Dieudonné, belgischer Automobilrennfahrer
- 24. März: Archie Gemmill, schottischer Fußballspieler
- 24. März: Christine Gregoire, US-amerikanische Politikerin
- 24. März: Aurora Lacasa, deutsche Schlagersängerin spanischer Herkunft
- 24. März: Paul McCandless, US-amerikanischer Jazz-Musiker
- 25. März: Gisela Ahlemeyer, deutsche Leichtathletin († 2021)
- 25. März: Elton John, britischer Sänger, Komponist und Pianist

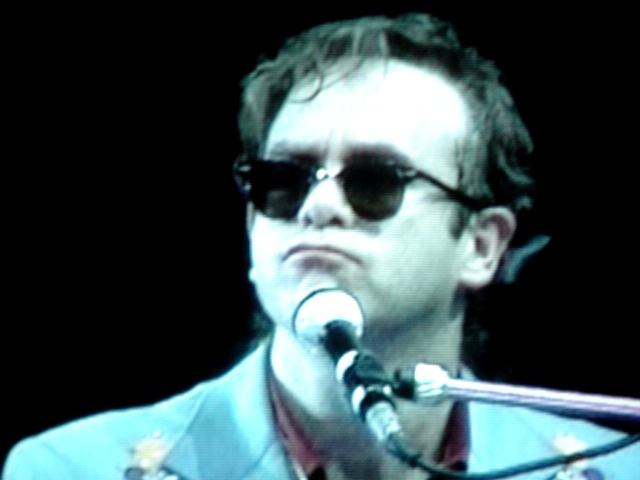
Elton John, 1980er

- 26. März: Yōjirō Terada, japanischer Automobilrennfahrer
- 27. März: Jochen Aido, deutscher Fußballspieler
- 27. März: Oliver Friggieri, maltesischer Schriftsteller und Hochschullehrer († 2020)
- 27. März: Brian Jones, britischer Flugpionier
- 27. März: Aad de Mos, niederländischer Fußballtrainer
- 27. März: Ursula Summ, deutsche Autorin
- 29. März: Patricia Anthony, US-amerikanische Autorin († 2013)
- 29. März: Michael Bauer, deutscher Journalist
- 29. März: Inge Bödding, deutsche Leichtathletin
- 29. März: Bobby Kimball, US-amerikanischer Sänger
- 30. März: Marilyn Crispell, US-amerikanische Jazzpianistin
- 30. März: Jürgen Fliege, deutscher Pfarrer und Talkshowmoderator
- 30. März: Albert Fritz, deutscher Radrennfahrer († 2019)
- 30. März: Terje Venaas, norwegischer Jazzbassist († 2025)
- 30. März: Joe Williams, US-amerikanischer American-Football-Spieler
- 30. März: Tsushima Yūko, japanische Schriftstellerin († 2016)
- 31. März: Alberto Anrango, ecuadorianischer Kichwa-Lehrer und Politiker
- 31. März: Kristian Blak, färöischer Pianist und Komponist
- 31. März: Luigi Padovese, italienischer römisch-katholischer Bischof und Apostolischer Vikar von Anatolien († 2010)
- 31. März: Domenico Mogavero, italienischer römisch-katholischer Bischof

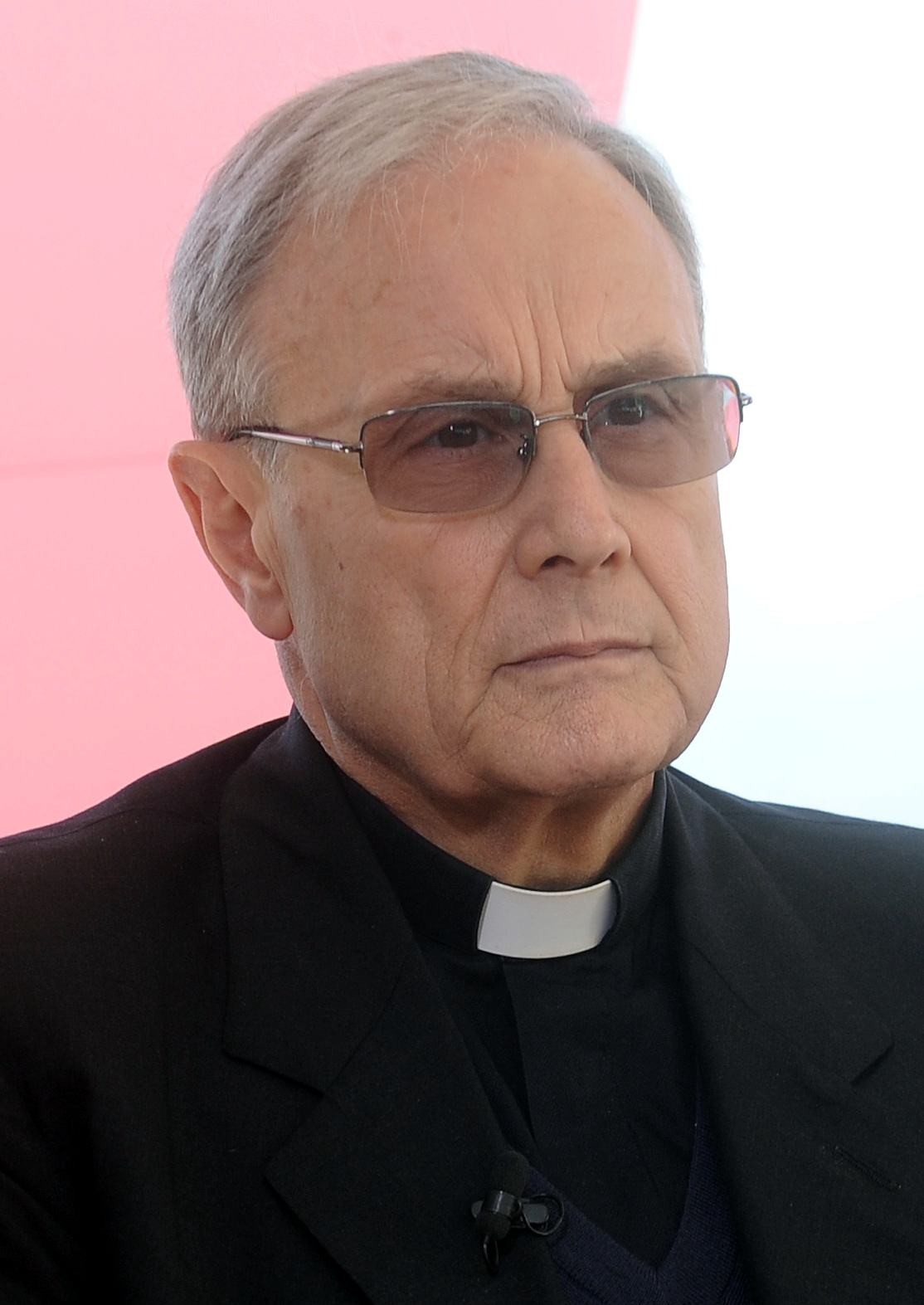
Domenico Mogavero (2015)

### April
- 01. April: Beşir Atalay, türkischer Soziologe, Hochschulprofessor und Politiker
- 01. April: Ingrid Steeger, deutsche Schauspielerin († 2023)Ingrid Steeger, 2012

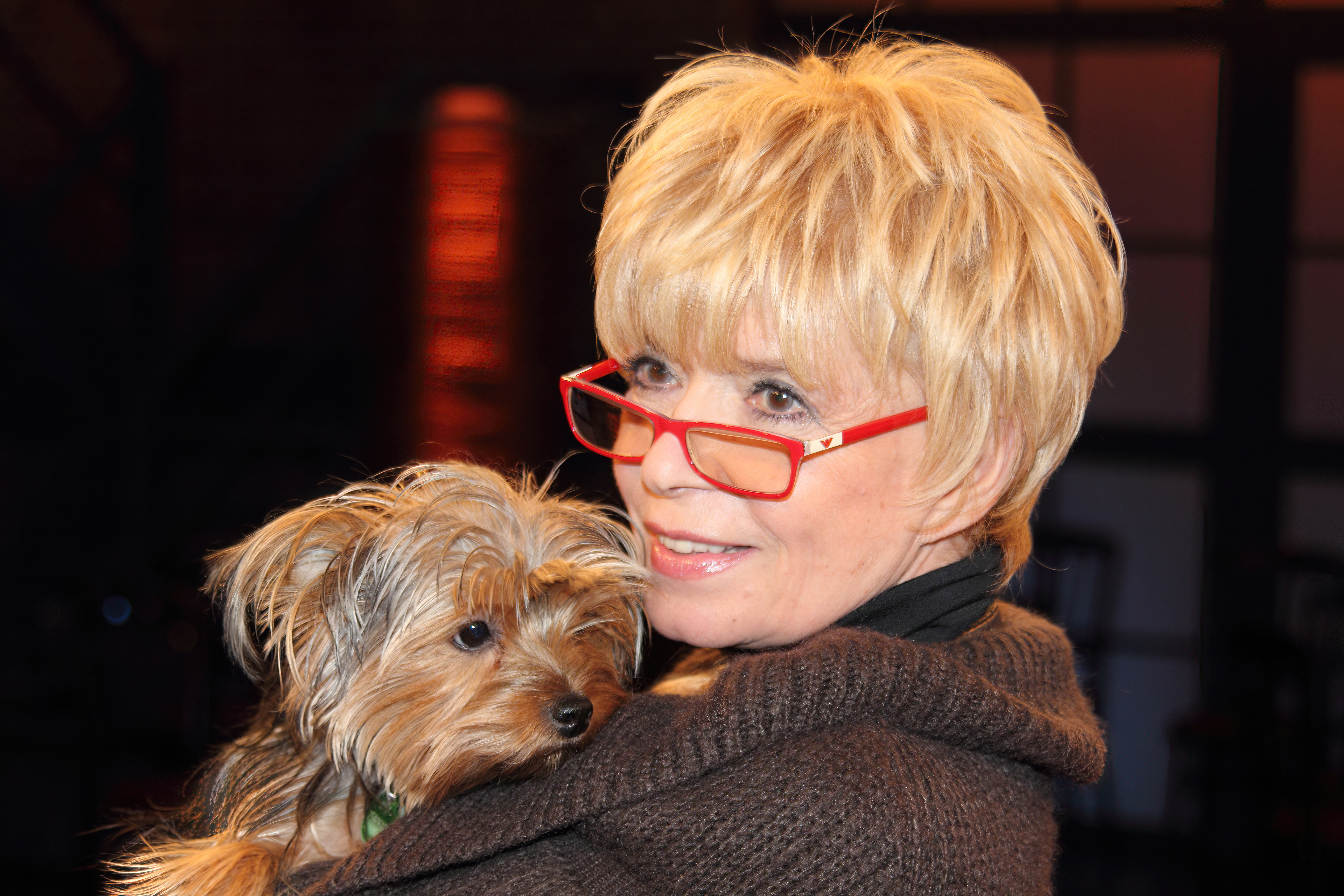
Ingrid Steeger, 2012

- 01. April: Frank Tusa, US-amerikanischer Jazzbassist
- 02. April: Paquita la del Barrio, mexikanische Sängerin († 2025)
- 02. April: Emmylou Harris, US-amerikanische Country-Sängerin
- 02. April: Camille Paglia, US-amerikanische Kunst- und Kulturhistorikerin
- 03. April: Anders Eliasson, schwedischer Komponist († 2013)
- 04. April: Wojciech Michniewski, polnischer Komponist und Dirigent
- 04. April: Jessie Otto Hite, amerikanische Kunsthistorikerin
- 04. April: Salvatore Sciarrino, italienischer Komponist
- 04. April: Frank Spieth, deutscher Politiker
- 05. April: Gloria Macapagal-Arroyo, Präsidentin der Philippinen
- 05. April: Lothar Vosseler, deutscher Autor († 2019)
- 06. April: Oswaldo Piazza, argentinischer Fußballspieler und -trainer
- 06. April: John Ratzenberger, US-amerikanischer Schauspieler
- 06. April: Christel Riemann-Hanewinckel, deutsche Politikerin
- 07. April: Florian Schneider-Esleben, deutscher Musiker († 2020)
- 08. April: Thommy Abrahamsson, schwedischer Eishockeyspieler
- 08. April: Michael Holzach, deutscher Journalist und Buchautor († 1983)
- 08. April: Steve Howe, britischer Gitarrist
- 08. April: Pascal Lamy, französischer Politiker
- 08. April: Larry Norman, US-amerikanischer Sänger und Komponist († 2008)
- 10. April: Ewa Dałkowska, polnische Schauspielerin († 2025)
- 10. April: Bunny Wailer, jamaikanischer Reggae-Musiker († 2021)
- 11. April: Hartmut Barth-Engelbart, deutscher Autor
- 11. April: Uli Edel, deutscher Filmregisseur
- 11. April: Anton Gigl, deutscher Fußballspieler († 1996)
- 11. April: Christiane Möbus, deutsche Bildhauerin
- 11. April: Richard Neubauer, deutscher Eishockeyspieler und -trainer
- 12. April: Ali Arslan, deutscher Schriftsteller
- 12. April: Tom Clancy, US-amerikanischer Schriftsteller († 2013)
- 12. April: David Letterman, US-amerikanischer Talkmaster
- 12. April: Ulrich Wolf, deutscher Generalleutnant des Heeres der Bundeswehr
- 13. April: Agostina Belli, italienische Schauspielerin
- 13. April: Reto Hänny, Schweizer Schriftsteller
- 13. April: Tom Krey, deutscher Maler Tom Krey, 2014

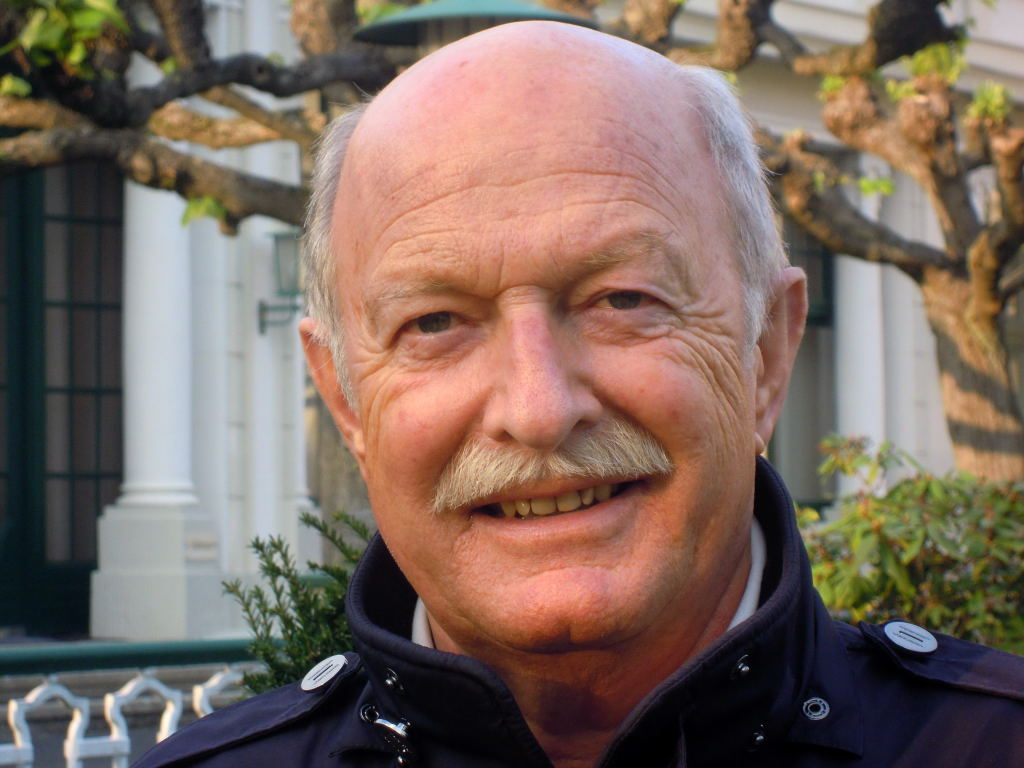
Tom Krey, 2014

- 13. April: Holger Schwiers, deutscher Schauspieler und Synchronsprecher
- 14. April: Hortense von Gelmini, deutsche Musikerin, Malerin und Schriftstellerin
- 15. April: Bill Aitken, schottischer Politiker
- 15. April: Mike Chapman, australischer Plattenproduzent und Songwriter
- 15. April: Lois Chiles, US-amerikanische Schauspielerin und Dozentin
- 15. April: Sepp Krassnitzer, österreichischer Musiker
- 16. April: Kareem Abdul-Jabbar, US-amerikanischer Basketballspieler
- 16. April: Gerry Rafferty, britischer Sänger und Songwriter († 2011)
- 16. April: Theo Simon, deutscher Geologe († 2025)
- 16. April: Fred Viebahn, deutscher Schriftsteller
- 17. April: Albert Deß, deutscher Politiker und Europaabgeordneter
- 17. April: Achim Großmann, deutscher Politiker († 2023)
- 17. April: Werner Hackmann, Präsident der Deutschen Fußball Liga († 2007)
- 17. April: Sherrie Levine, US-amerikanische Fotografin und Konzeptkünstlerin
- 18. April: Kathy Acker, US-amerikanische Schriftstellerin († 1997)
- 18. April: Moses Blah, Staatspräsident von Liberia († 2013)
- 18. April: Konradin Groth, deutscher Trompeter
- 18. April: Bernd Hengst, deutscher Musiker
- 18. April: Jerzy Stuhr, polnischer Schauspieler und Regisseur († 2024)
- 18. April: Rainer Würdig, deutscher Handballspieler
- 19. April: Michael Herbricht, Politiker der Partei Die Republikaner
- 19. April: Norbert Conrad Kaser, Südtiroler Dichter († 1978)
- 19. April: Murray Perahia, US-amerikanischer Pianist
- 19. April: Sandro Petraglia, italienischer Filmkritiker und Drehbuchautor
- 20. April: Luigi Maifredi, italienischer Fußballtrainer
- 21. April: Kralle Krawinkel, deutscher Musiker und Gitarrist († 2014)
- 21. April: Iggy Pop, US-amerikanischer Rocksänger, Komponist und Schlagzeuger Iggy Pop, 1979

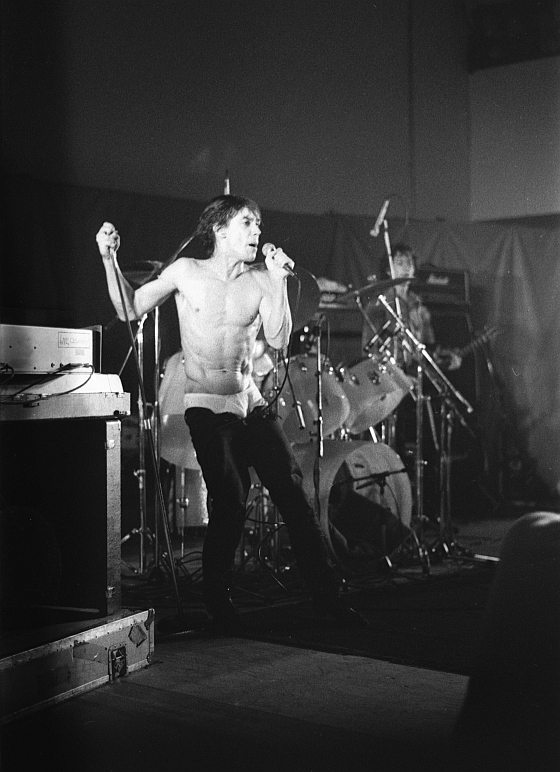
Iggy Pop, 1979

- 21. April: Hubert Weiger, deutscher Naturschützer
- 22. April: Barry Guy, britischer Kontrabassist (Jazz, Frühe Musik, Improvisationsmusik)
- 22. April: Cornelius Horan, katholischer Priester aus Irland
- 23. April: Ljudmila Aksjonowa, sowjetische Sprinterin
- 23. April: Ifi Amadiume, nigerianische Autorin, Ethnologin und Feministin
- 23. April: Anuschawan Gassan-Dschalalow, sowjetischer Ruderer
- 23. April: Wolfgang Gedeon, deutscher Facharzt und Politiker
- 23. April: Eddy Joosen, belgischer Automobilrennfahrer und Unternehmer
- 23. April: Christer Pettersson, Hauptverdächtiger im Mordfall Olof Palme († 2004)
- 23. April: Reinhard Schwabenitzky, österreichischer Regisseur und Drehbuchautor († 2022)
- 24. April: Josep Borrell, spanischer Politiker
- 25. April: Johan Cruyff, niederländischer Fußballspieler († 2016) Johan Cruyff

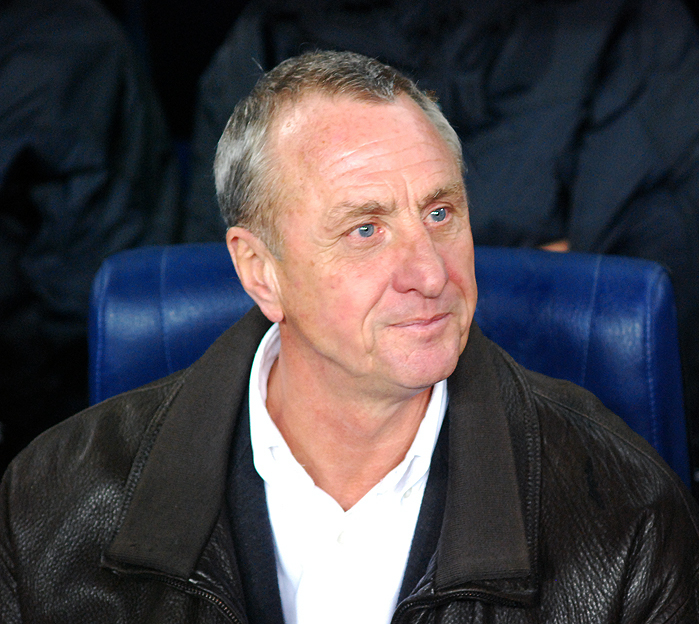
Johan Cruyff

- 26. April: David Byrne, irischer Politiker, EU-Kommissar
- 26. April: Donna de Varona, US-amerikanische Schwimmerin
- 27. April: Heribert August, deutscher Priester
- 27. April: Pete Ham, britischer Rocksänger und -gitarrist († 1975)
- 27. April: Bernhard Hiesinger, deutscher Ruderer
- 27. April: Maria del Mar Bonet, mallorquinische Sängerin
- 27. April: Renate Will, bayerische Politikerin
- 28. April: Christian Jacq, französischer Ägyptologe
- 28. April: Nicola LeFanu, englische Komponistin und Musikpädagogin
- 28. April: Ernst Pfister, deutscher Politiker († 2022)
- 29. April: Jim Ryun, US-amerikanischer Politiker, Leichtathlet
- 30. April: Margene Adkins, US-amerikanischer American-Football-Spieler
- 30. April: Jaume Cabré, spanischer Philologe und Schriftsteller
- 30. April: Thomas Goppel, deutscher Politiker
- 30. April: Ramiz Quliyev, aserbaidschanischer Tarspieler und Musikpädagoge
- 30. April: Karin von Welck, deutsche Ethnologin, Kultursenatorin in Hamburg

### Mai
- 01. Mai: Thomas Larry Adcock, US-amerikanischer Krimischriftsteller
- 01. Mai: Jacob Bekenstein, israelischer Physiker († 2015)
- 01. Mai: Garvin Davis, bahamaischer Boxer
- 01. Mai: Krzysztof Knittel, polnischer Komponist
- 01. Mai: Danilo Popivoda, jugoslawischer Fußballspieler († 2021)
- 02. Mai: Manfred Harder, deutscher Fußballschiedsrichter († 2018)
- 02. Mai: Philippe Herreweghe, belgischer Dirigent
- 02. Mai: Prashanta Nanda, indischer Schauspieler, Filmregisseur und Politiker
- 03. Mai: Götz Aly, deutscher Journalist und Historiker
- 04. Mai: Richard Jenkins, US-amerikanischer Schauspieler
- 05. Mai: Malam Bacai Sanhá, Präsident von Guinea-Bissau († 2012)
- 06. Mai: Gunilla Lindberg, schwedische Sportfunktionärin
- 06. Mai: Ronald L. Rivest, US-amerikanischer Mathematiker und Kryptologe
- 07. Mai: Hans Peter Adamski, deutscher Maler und Grafiker
- 07. Mai: Gary R. Herbert, Vizegouverneur von Utah
- 07. Mai: Henk Smits, niederländischer Radsportler
- 08. Mai: Bernd Heller, deutscher Fernsehmoderator
- 08. Mai: H. Robert Horvitz, Professor für Biologie
- 08. Mai: Aram I. Keshishian, libanesischer Geistlicher der Armenischen Apostolischen Kirche und der derzeitige „Katholikos des Großen Hauses von Kilikien“
- 08. Mai: Susanne Schmidt, deutsche Wirtschaftsjournalistin
- 09. Mai: Florencio Aguilera Correa, spanischer Maler, Kunstsammler und Musikveranstalter
- 09. Mai: Yukiya Amano, japanischer Diplomat († 2019)
- 09. Mai: Hans-Peter Gies, deutscher Leichtathlet
- 09. Mai: Peter Planyavsky, österreichischer Organist und Komponist
- 09. Mai: Steffi Stephan, deutscher Rockmusiker und Bassgitarrist
- 10. Mai: Ahmed Abdullah, US-amerikanischer Jazz-Trompeter
- 10. Mai: Angelika Graf, deutsche Politikerin und MdB
- 10. Mai: Rainer Fornahl, deutscher Politiker († 2014)
- 11. Mai: Hansjürgen Garstka, deutscher Datenschutzbeauftragte des Landes Berlin
- 11. Mai: Latif Nazemi, afghanischer Dichter, Literaturkritiker und Schriftsteller
- 12. Mai: Georg von Rauch, deutscher Terrorist († 1971)
- 12. Mai: Zdeněk Zeman, tschechischer Fußballtrainer
- 12. Mai: Rolf Zuckowski, deutscher Musiker, Komponist, Musikproduzent und Autor von Kinderliedern Rolf Zuckowski, 2006

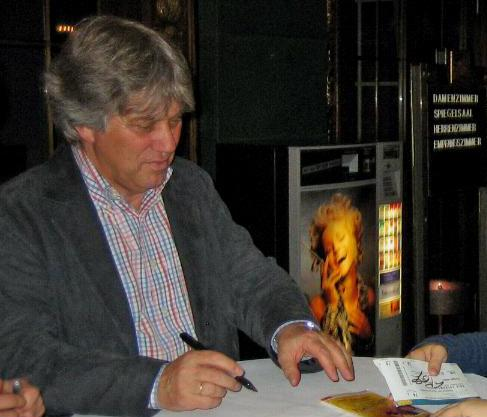
Rolf Zuckowski, 2006

- 13. Mai: Bujar Bukoshi, kosovarischer Politiker († 2025)
- 13. Mai: Irmgard Möller, deutsche Terroristin und Mitglied der Rote Armee Fraktion
- 14. Mai: Martin Böttger, deutscher Bürgerrechtler und Politiker
- 14. Mai: Hans Orsolics, österreichischer Boxer und Sänger
- 14. Mai: Karin Struck, deutsche Schriftstellerin († 2006)
- 14. Mai: Anne Wiazemsky, französische Schauspielerin und Schriftstellerin († 2017)
- 15. Mai: Paulo de Carvalho, portugiesischer Sänger
- 15. Mai: Dirk Jasper, deutscher Publizist, Sachbuchautor und Multimedia-Produzent († 2011)
- 16. Mai: Mats Bertil Åhlberg, schwedischer Eishockeyspieler
- 16. Mai: Jan Spitzer, deutscher Schauspieler († 2022)
- 17. Mai: Michael Wolffsohn, deutscher Historiker und Politologe
- 19. Mai: Zdeněk Juračka, tschechischer Rock-Gitarrist († 2017)
- 19. Mai: Barbara Schöne, deutsche Schauspielerin und Sängerin
- 20. Mai: Sky du Mont, argentinisch-deutscher Schauspieler Sky du Mont, 2011

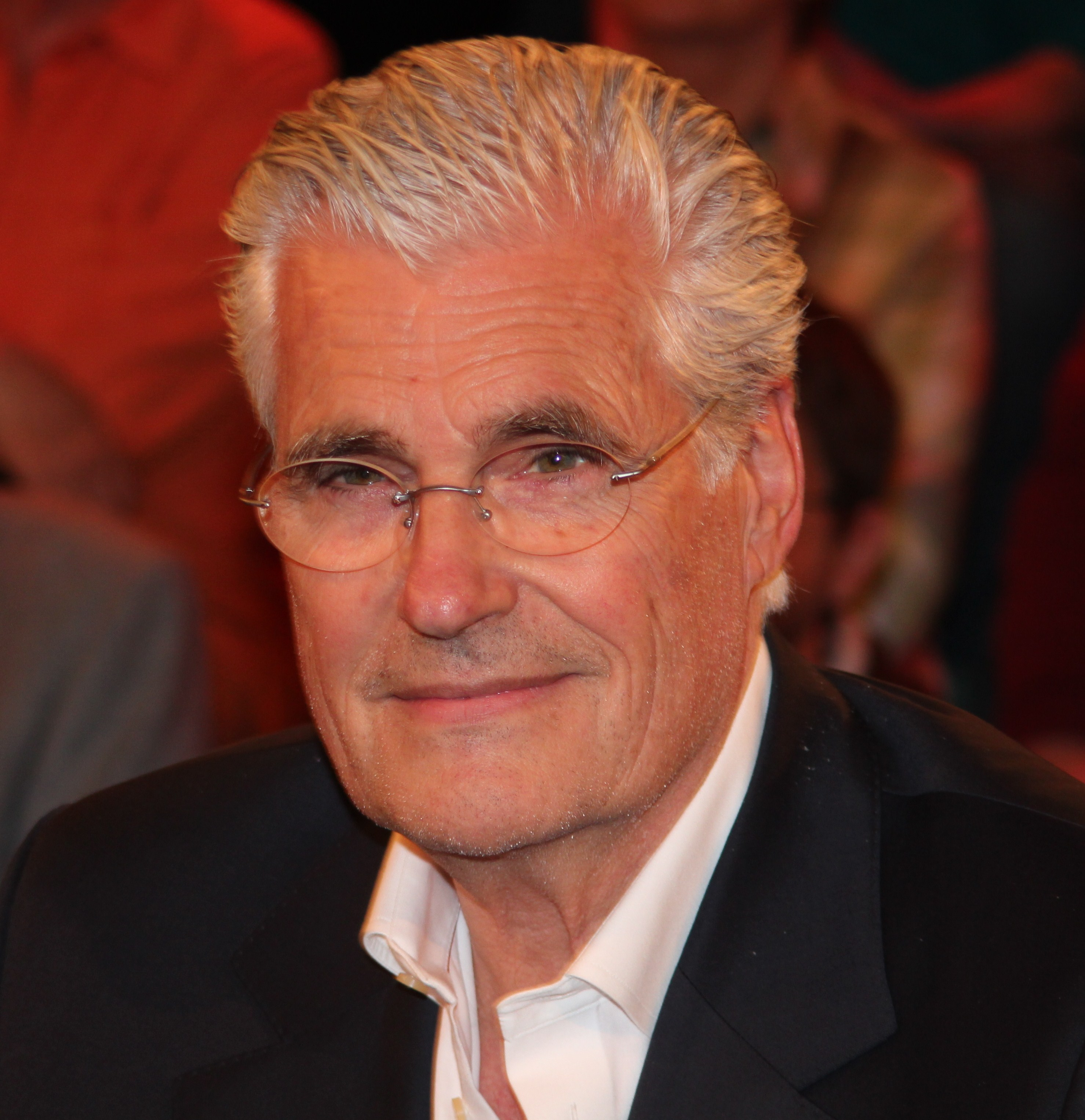
Sky du Mont, 2011

- 20. Mai: Jürgen Oppermann, deutscher Unternehmer und Automobilrennfahrer
- 20. Mai: Bernhard Paul, österreichischer Zirkusdirektor, Regisseur und Clown
- 22. Mai: Teresio Vachet, italienischer Skirennläufer († 2025)
- 23. Mai: Richie Beirach, US-amerikanischer Jazzmusiker
- 23. Mai: Jean-Jacques Kravetz, französischer Keyboarder und Saxophonist
- 23. Mai: Anton Magerl, deutscher Agrarwissenschaftler und Beamter
- 23. Mai: Hans-Jürgen Pohmann, deutscher Tennisspieler und Journalist
- 24. Mai: Maude Barlow, kanadische Schriftstellerin und Aktivistin
- 24. Mai: Sybil Danning, österreichische Schauspielerin
- 24. Mai: Martin Winterkorn, deutscher Manager Martin Winterkorn, 2011

Martin Winterkorn, 2011

- 25. Mai: Murray G. Hall, kanadisch-österreichischer Germanist († 2023)
- 26. Mai: Gerd Biegel, deutscher Historiker und Museumsdirektor
- 27. Mai: Liana Alexandra, rumänische Komponistin und Musikpädagogin († 2011)
- 27. Mai: Heike Behrend, deutsche Ethnologin
- 27. Mai: Hans-Peter Repnik, deutscher Politiker und MdB († 2025)
- 27. Mai: SAID, iranisch-deutscher Dichter und Schriftsteller († 2021)
- 28. Mai: Zahi Hawass, ägyptischer Archäologe
- 28. Mai: Firəngiz Əlizadə, aserbaidschanische Pianistin und Komponistin
- 28. Mai: Leland Bruce Sklar, US-amerikanischer Bassist, Sänger und Komponist
- 29. Mai: Astrid Proll, Mitbegründerin der Rote Armee Fraktion
- 29. Mai: Gene Robinson, anglikanischer Bischof der Episcopal Church in den USA in New Hampshire
- 30. Mai: Karl-Josef Assenmacher, deutscher Fußballschiedsrichter
- 30. Mai: Erik Spiekermann, deutscher typografischer Gestalter und Schriftentwerfer
- 31. Mai: Greg Abate, US-amerikanischer Jazzmusiker (Saxophone, Flöte), Arrangeur und Komponist
- 31. Mai: Gabriele Hinzmann, deutsche Leichtathletin
- 31. Mai: Bernd Krause, deutscher Ruderer

### Juni
- 01. Juni: Rini van Bracht, niederländischer Karambolagespieler und mehrfacher Welt- und Europameister
- 01. Juni: Ron Dennis, britischer Unternehmer und Motorsportmanager
- 01. Juni: Georg Elwert, deutscher Ethnosoziologe († 2005)
- 01. Juni: Konstantin Wecker, deutscher Musiker, Liedermacher, Komponist und Autor
- 01. Juni: Ron Wood, britischer Rockmusiker
- 02. Juni: Heiderose Berroth, deutsche Politikerin, MdL († 2022)
- 02. Juni: Alexandra Chick, simbabwische Hockeyspielerin
- 02. Juni: Mark Elder, englischer Dirigent
- 02. Juni: Eckhard Naumann, deutscher Politiker
- 02. Juni: Horst Pomplun, deutscher Unternehmer († 2023)
- 02. Juni: Sonia Robertson, simbabwische Hockeyspielerin
- 03. Juni: John Dykstra, Spezialeffekt-Experte
- 03. Juni: Mickey Finn, britischer Musiker († 2003)
- 04. Juni: Johnny Dyani, südafrikanischer Jazzmusiker und Komponist († 1986)
- 04. Juni: Peter Görtz, deutscher Handballspieler († 2013)
- 04. Juni: Viktor Klima, österreichischer Politiker, Bundeskanzler, Manager

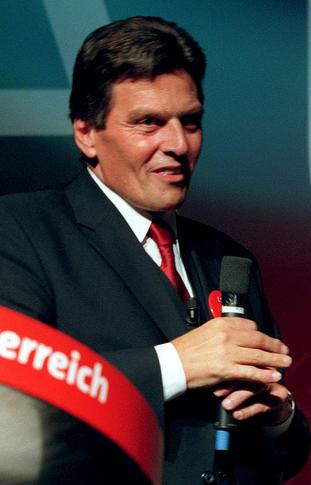
Viktor Klima, 1998

- 04. Juni: Hanspeter Latour, Schweizer Fußballtrainer und Spieler
- 05. Juni: Laurie Anderson, US-amerikanische Künstlerin und Musikerin
- 05. Juni: David Hare, britischer Dramatiker und Filmregisseur
- 06. Juni: David Blunkett, britischer Politiker, Innenminister
- 06. Juni: Robert Englund, US-amerikanischer Schauspieler und Regisseur
- 06. Juni: Peter Lenk, deutscher Bildhauer
- 08. Juni: Franz Bartzsch, deutscher Popsänger, Keyboarder und Songwriter († 2010)
- 08. Juni: Julie Driscoll, britische Sängerin
- 08. Juni: Joan La Barbara, US-amerikanische Sängerin und Komponistin
- 08. Juni: Sara Paretsky, US-amerikanische Schriftstellerin
- 08. Juni: Eric F. Wieschaus, US-amerikanischer Biochemiker und Nobelpreisträger
- 11. Juni: Bob Evans, britischer Automobilrennfahrer
- 11. Juni: Lili Fischer, deutsche Künstlerin
- 11. Juni: Joey Molland, britischer Rockmusiker († 2025)
- 11. Juni: Gavin Thorley, neuseeländischer Leichtathlet († 2022)
- 12. Juni: Shari Eubank, US-amerikanische Schauspielerin
- 13. Juni: Regina Beyer, deutsche Schauspielerin
- 13. Juni: Andrew Dalby, britischer Sprachwissenschaftler
- 13. Juni: John Kahn, US-amerikanischer Bassist († 1996)
- 13. Juni: Alan G. Lafley, CEO von Procter & Gamble
- 13. Juni: Jerrold Nadler, US-amerikanischer Politiker
- 13. Juni: Jan Nuck, sorbischer Politiker, Domowina-Vorsitzender
- 14. Juni: Ernst Berg, niederländischer Automobilrennfahrer
- 14. Juni: Barry Melton, US-amerikanischer Gitarrist
- 14. Juni: Philémon Yang, Premierminister von Kamerun
- 15. Juni: Efraín Amador, kubanischer Lautenist, Komponist und Musikpädagoge
- 15. Juni: Alain Aspect, französischer Physiker
- 15. Juni: Michael Burawoy, britischer Soziologe († 2025)
- 15. Juni: Paul Patterson, englischer Komponist
- 15. Juni: Dava Sobel, US-amerikanische Wissenschaftsredakteurin und Schriftstellerin
- 16. Juni: Günther Kaufmann, deutscher Schauspieler († 2012)
- 16. Juni: -minu, Schweizer Autor, Kolumnist, Moderator und ein Basler Stadtoriginal
- 16. Juni: Willy Mutunga, kenianischer Jurist und Präsident des Supreme Court of Kenya
- 16. Juni: Jennifer Thomson, südafrikanische Mikrobiologin
- 17. Juni: Jógvan Arge, Autor und Politiker der Färöer
- 17. Juni: Bruno Banzer, liechtensteinischer Kunstturner
- 17. Juni: Jozef De Kesel, belgischer Kardinal, Erzbischof von Mecheln-Brüssel
- 18. Juni: George Cosmas Adyebo, ugandischer Politiker († 2000)
- 18. Juni: Romeo Crennel, US-amerikanischer Footballtrainer
- 18. Juni: Carol Windley, kanadische Schriftstellerin
- 18. Juni: Hanns Zischler, deutscher Filmschauspieler
- 18. Juni: Godelieve Quisthoudt-Rowohl, deutsche Politikerin
- 19. Juni: Lucien Rossiaud, französischer Automobilrennfahrer und Unternehmer
- 19. Juni: Salman Rushdie, britischer Schriftsteller
- 20. Juni: Josef Clemens, Kurien-Bischof und Sekretär des Päpstlichen Rates für die Laien
- 20. Juni: Werner Dreibus, deutscher Politiker
- 20. Juni: Michael Kindo, indischer Hockeyspieler († 2020)
- 21. Juni: Rudolf Bussmann, Schweizer Schriftsteller
- 21. Juni: Joey Molland, britischer Rocksänger und -gitarrist, Mitglied von Badfinger († 2025)
- 21. Juni: Duane Thomas, US-amerikanischer American-Football-Spieler († 2024)
- 22. Juni: Octavia Butler, US-amerikanische Science-Fiction-Autorin († 2006)
- 22. Juni: Claudette Charbonneau-Tissot, kanadische Schriftstellerin († 2012)
- 22. Juni: Alain Couderc, französischer Automobilrennfahrer († 2020)
- 22. Juni: Pete Maravich, US-amerikanischer Basketballspieler († 1988)
- 22. Juni: Jerry Rawlings, Präsident von Ghana († 2020)
- 23. Juni: Bryan Brown, australischer Schauspieler
- 24. Juni: Mick Fleetwood, britischer Rockmusiker
- 25. Juni: Ingrid Franzen, deutsche Politikerin
- 25. Juni: Charles Mendez, US-amerikanischer Automobilrennfahrer und Motorsportfunktionär
- 25. Juni: John Powell, US-amerikanischer Diskuswerfer († 2022)
- 25. Juni: Jacques Zegers, belgischer Sänger
- 26. Juni: Brian Abrahams, britischer Jazzschlagzeuger und Sänger
- 26. Juni: Karl Auer, Präsident des Fußballvereins TSV 1860 München
- 26. Juni: Lene Brøndum, dänische Schauspielerin
- 26. Juni: Alfredo Castelli, italienischer Comicautor († 2024)
- 26. Juni: Peter Sloterdijk, deutscher Kulturphilosoph
- 26. Juni: Rainer Stinner, deutscher Politiker und MdB
- 26. Juni: Dieter Jauch, deutscher Zoologe und Zoodirektor († 2025)
- 28. Juni: Peter Abrahams, US-amerikanischer Autor
- 28. Juni: John Aston junior, englischer Fußballspieler
- 28. Juni: Christine Deviers-Joncour, Geliebte des französischen Außenministers Roland Dumas
- 29. Juni: Georg Ahrens, deutscher Bildhauer und Hochschullehrer († 2021)
- 29. Juni: Peter Frankenberg, deutscher Geograph und Politiker
- 29. Juni: Ágúst Guðmundsson, isländischer Filmregisseur, Produzent und Drehbuchautor
- 29. Juni: Brian Herbert, US-amerikanischer Science-Fiction-Autor
- 30. Juni: Khairy Beshara, ägyptischer Regisseur
- 30. Juni: Wladimir Wladimirowitsch Petrow, sowjetischer Eishockeyspieler († 2017)

### Juli
- 01. Juli: Kazuyoshi Hoshino, japanischer Automobilrennfahrer
- 01. Juli: Helga Kühn-Mengel, deutsche Politikerin
- 01. Juli: Johannes W. Pichler, österreichischer Universitätsprofessor
- 02. Juli: Francesco Abussi, italienischer Kameramann, Drehbuchautor und Filmregisseur
- 02. Juli: Jürg Amann, Schweizer Schriftsteller († 2013)
- 02. Juli: Werner Weidenfeld, deutscher Politikwissenschaftler
- 03. Juli: Peter Rauch, deutscher Schauspieler und Theaterregisseur
- 03. Juli: Rob Rensenbrink, niederländischer Fußballspieler († 2020)
- 03. Juli: Claxton Welch, US-amerikanischer American-Football-Spieler
- 05. Juli: Hans-Michael Bock, deutscher Filmhistoriker, Filmemacher und Publizist
- 07. Juli: Gabriele Dossi, deutsche Schauspielerin († 2021)
- 07. Juli: Fredl Fesl, deutscher Musiker und Sänger († 2024)
- 07. Juli: Gyanendra, König von Nepal
- 08. Juli: Miriam Goldschmidt, deutsche Schauspielerin, Regisseurin und Autorin († 2017)
- 08. Juli: Philippe Liégeois (Turk), belgischer Comiczeichner
- 09. Juli: Mario Andreotti, Schweizer Literaturwissenschaftler
- 09. Juli: O. J. Simpson, US-amerikanischer American Footballstar und Schauspieler († 2024)

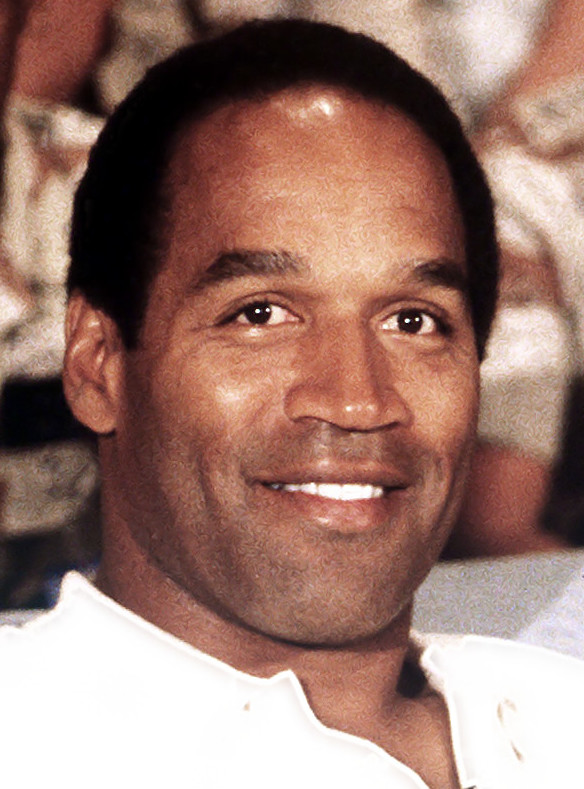
O. J. Simpson, 1990

- 10. Juli: Horst Blankenburg, deutscher Fußballspieler
- 10. Juli: Arlo Guthrie, US-amerikanischer Musiker
- 10. Juli: Dagmar Heller, deutsche Schauspielerin und Synchronsprecherin († 2015)
- 12. Juli: Josef Miller, bayerischer Politiker
- 12. Juli: Henning Kagermann, deutscher Physiker
- 13. Juli: Claire Beyer, deutsche Schriftstellerin
- 13. Juli: Juan Carlos Loustau, argentinischer Fußballschiedsrichter
- 14. Juli: Navin Ramgoolam, Premierminister von Mauritius
- 15. Juli: Peter Banks, britischer Rockgitarrist († 2013)
- 16. Juli: Evan Clements, britischer Automobilrennfahrer
- 16. Juli: Alexis Herman, US-amerikanische Politikerin († 2025)
- 16. Juli: Don Kitch, US-amerikanischer Automobilrennfahrer
- 16. Juli: Álvaro Ramazzini, guatemaltekischer Bischof von Huehuetenango, Kardinal
- 16. Juli: Assata Shakur, US-amerikanische Bürger- und Menschenrechtlerin
- 16. Juli: Manfred Tauchen, österreichischer Sänger, Schauspieler und Kabarettist († 2025)
- 16. Juli: Mayana Zatz, brasilianische Molekularbiologin und Genetikerin
- 17. Juli: Joyce Anelay, britische Politikerin
- 17. Juli: Walther L. Bernecker, deutscher Publizist zur spanischen, portugiesischen und lateinamerikanischen Geschichte

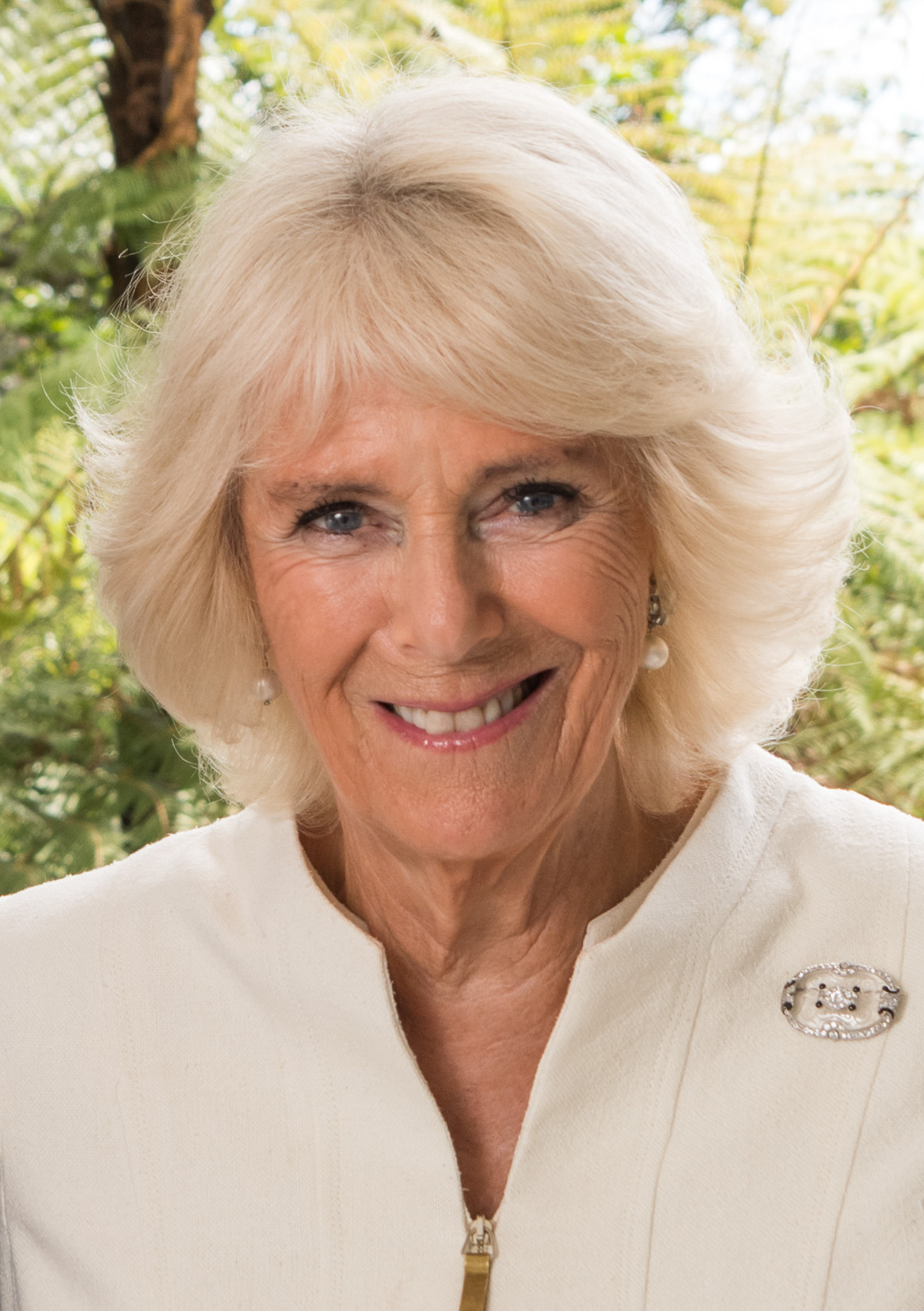
Camilla, 2019

- 17. Juli: Camilla, Königin des Vereinigten Königreichs als Ehefrau von König Charles III.
- 17. Juli: Phil Cordell, britischer Musiker († 2007)
- 17. Juli: Wolfgang Flür, deutscher Musiker
- 17. Juli: Dorthe Kollo, dänisch-deutsche Schlagersängerin
- 17. Juli: Abraham „Abe“ Laboriel, US-amerikanischer Bassist
- 18. Juli: Franz Josef Görtz, deutscher Journalist, Redakteur und Schriftsteller († 2017)
- 18. Juli: Dermot Healy, irischer Dichter, Schriftsteller und Dramatiker († 2014)
- 18. Juli: Ignazio La Russa, italienischer Politiker
- 18. Juli: Helke Misselwitz, deutsche Regisseurin
- 18. Juli: Jörg Ziercke, Präsident des deutschen Bundeskriminalamts
- 19. Juli: Hans-Jürgen Kreische, deutscher Fußballspieler
- 19. Juli: Brian May, britischer Gitarrist
- 20. Juli: Gerd Binnig, deutscher Physiker und Nobelpreisträger
- 20. Juli: Rolf Hartung, deutscher Ruderer
- 20. Juli: Wilhelm Leber, Stammapostel der Neuapostolischen Kirche
- 20. Juli: Carlos Santana, US-amerikanischer Musiker und Gitarrist mexikanischer Herkunft

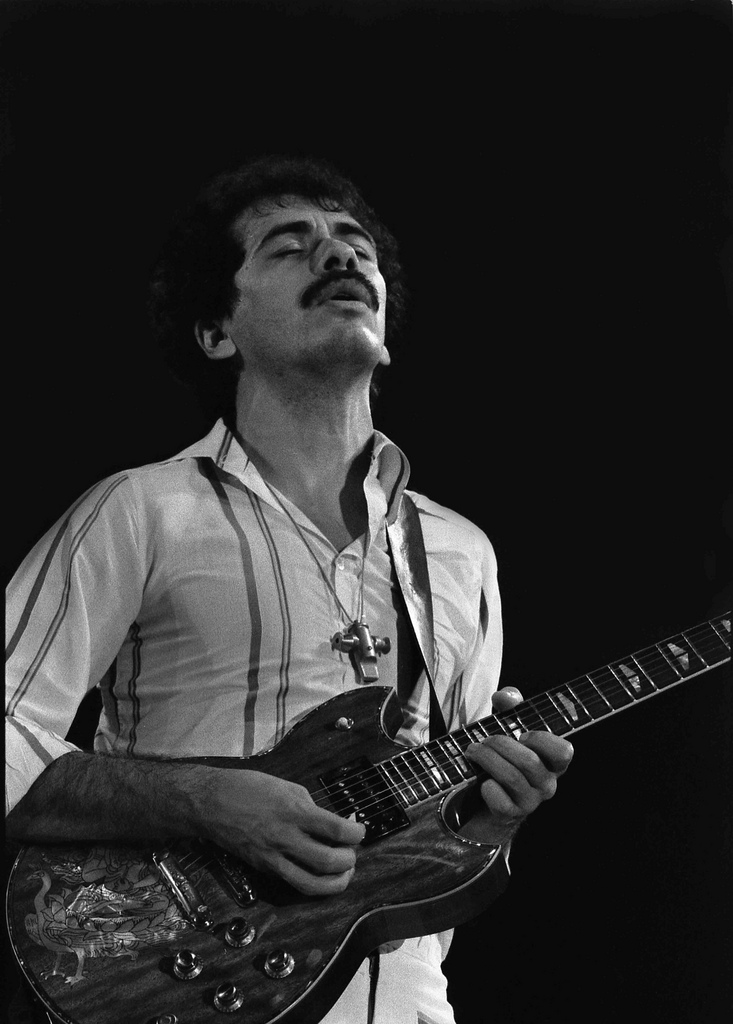
Carlos Santana, 1978

- 21. Juli: Co Adriaanse, niederländischer Fußballtrainer
- 21. Juli: Elisabeth Jeggle, deutsche Politikerin
- 21. Juli: Johannes Weinrich, deutscher Terrorist
- 22. Juli: Don Henley, US-amerikanischer Rockmusiker (The Eagles)
- 23. Juli: Mohan Agashe, indischer Schauspieler und Psychiater
- 23. Juli: Werner Kofler, österreichischer Schriftsteller († 2011)
- 23. Juli: Torsten Palm, schwedischer Automobilrennfahrer
- 23. Juli: Lakshminarayana Subramaniam, indischer Violinist, Komponist und Dirigent
- 23. Juli: Hans-Jürgen Wittkamp, deutscher Fußballspieler
- 23. Juli: Pierre Yver, französischer Automobilrennfahrer
- 24. Juli: Dominique Langevin, französische Physikerin
- 24. Juli: Ernst Sucharipa, österreichischer Diplomat († 2005)
- 25. Juli: Adolfo Rodríguez Saá, argentinischer Politiker, Präsident von Argentinien
- 26. Juli: Thomas Auerbach, deutscher Bürgerrechtler († 2020)
- 26. Juli: Georg Herold, deutscher Bildhauer
- 26. Juli: Klaus Hofbauer, deutscher Politiker († 2021)
- 27. Juli: Jochen Heck, deutscher Ruderer
- 28. Juli: Dick Ebersol, Radio- und Fernsehpersönlichkeit, NBC Sports-Präsident
- 28. Juli: Barbara Ferrell, US-amerikanische Leichtathletin
- 28. Juli: Jimmy „Duck“ Holmes, US-amerikanischer Bluesmusiker
- 28. Juli: Bill Mockridge, kanadischer Schauspieler und Kabarettist
- 29. Juli: Robert Boubet, französischer Automobilrennfahrer
- 29. Juli: Thomas Rosenlöcher, deutscher Schriftsteller, Lyriker und Essayist († 2022)
- 30. Juli: William Atherton, US-amerikanischer Schauspieler
- 30. Juli: Françoise Barré-Sinoussi, französische Virologin
- 30. Juli: Arnold Schwarzenegger, österreichisch-US-amerikanischer Schauspieler und Politiker, Gouverneur von Kalifornien

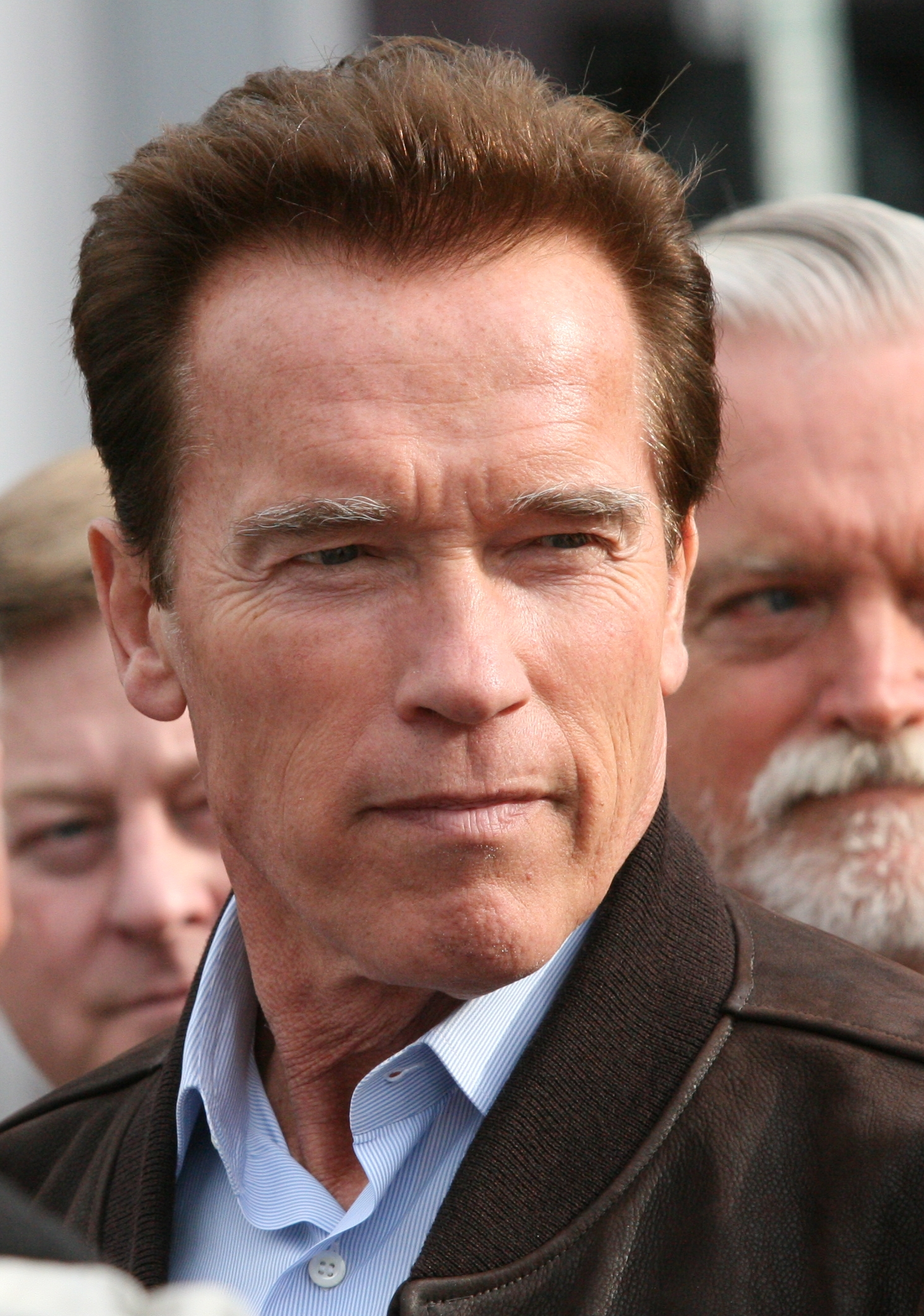
Arnold Schwarzenegger

- 31. Juli: Yleana Bautista, kubanische Pianistin und Musikpädagogin
- 31. Juli: Richard Griffiths, britischer Schauspieler († 2013)
- 31. Juli: Hans Kaiser, deutscher Politiker
- 31. Juli: Hubert Védrine, französischer Politiker

### August
- 01. August: Tsutomu Adachi, japanischer Manga-Zeichner († 2004)
- 01. August: Günter Baumann, deutscher Politiker und MdB
- 01. August: Jan Tomasz Gross, US-amerikanischer Soziologe und Historiker
- 01. August: Jacek Kleyff, polnischer Singer-Songwriter, Kabarettist, Schauspieler und Maler
- 01. August: Leoluca Orlando, italienischer Jurist, Politiker und Anti-Mafia-Kämpfer
- 02. August: Massiel, spanische Sängerin
- 04. August: Ja’el German, israelische Politikerin
- 04. August: Hubert Ingraham, Premierminister der Bahamas von 1992 bis 2002
- 04. August: Klaus Schulze, deutscher Pionier der Elektronischen Musik († 2022)
- 05. August: Gary „Angry“ Anderson, australischer Rocksänger und Schauspieler
- 05. August: Rick Derringer, US-amerikanischer Rockmusiker († 2025)
- 05. August: Jacques Pousaz, Schweizer Eishockeyspieler († 2022)
- 06. August: Petr Novotný, tschechischer Moderator, Humorist, Schauspieler und Drehbuchautor
- 07. August: Kerry Reid, australische Tennisspielerin
- 08. August: Tommy Ellis, US-amerikanischer Automobilrennfahrer
- 08. August: Karl-Friedrich Fischer, deutscher Ingenieur, Rektor der Fachhochschule Zwickau
- 08. August: Lutz Riedel, deutscher Schauspieler und Synchronsprecher
- 10. August: Dmitri Konstantinowitsch Alexejew, russischer Pianist
- 10. August: Ian Anderson, Gründungsmitglied der Musikgruppe Jethro Tull
- 11. August: Arkadi Georgijewitsch Andreasjan, sowjetisch-armenischer Fußballspieler und -trainer († 2020)
- 10. August: Anwar Ibrahim, Politiker aus Malaysia und Vize-Premierminister
- 10. August: Mechtild Rothe, deutsche SPD-Politikerin und MdEP
- 11. August: Stuart Gordon, US-amerikanischer Regisseur, Produzent und Drehbuchautor († 2020)
- 11. August: Diether Krebs, deutscher Schauspieler und Kabarettist († 2000)
- 11. August: Alois Schloder, deutscher Eishockeyspieler
- 11. August: Thomas Vogel, deutscher Schriftsteller und Journalist († 2017)
- 12. August: Howard William Atherton, britischer Kameramann
- 12. August: Atli Gíslason, isländischer Politiker
- 12. August: Stefano Benni, italienischer Schriftsteller, Journalist und Satiriker
- 12. August: Albie Donnelly, britischer Saxofonist und Sänger
- 12. August: Waltraud Lehn, deutsche Politikerin
- 15. August: Wanda Schmid, Schweizer Autorin
- 16. August: Carol Moseley Braun, US-amerikanische Politikerin
- 16. August: Ephraim Inoni, Premierminister von Kamerun
- 16. August: Giancarlo Martini, italienischer Automobilrennfahrer und Unternehmer († 2013)
- 16. August: Dan Yuhas, israelischer Komponist
- 17. August: Mohamed Abdelaziz, marokkanischer Politiker († 2016)
- 18. August: Eleonore Weisgerber, deutsche Schauspielerin
- 19. August: Erinna König, deutsche Künstlerin († 2021)
- 19. August: Ida Schöffling, deutsche Lektorin und Verlegerin († 2025)
- 20. August: Alan Lee, britischer Illustrator und Filmdesigner
- 21. August: Paul Crawford, kanadischer Komponist, Organist, Rundfunkproduzent und Musikpädagoge
- 21. August: Otto Kastl, ehemaliger deutscher Fußballspieler
- 21. August: Ben Shneiderman, US-amerikanischer Informatiker
- 21. August: Marlies Volkmer, deutsche Politikerin
- 22. August: Alan Sked, britischer Historiker und Politiker
- 23. August: Terje Rypdal, norwegischer Gitarrist und Komponist
- 23. August: Jerzy Satanowski, polnischer Komponist
- 24. August: Paulo Coelho, brasilianischer Schriftsteller und Bestsellerautor

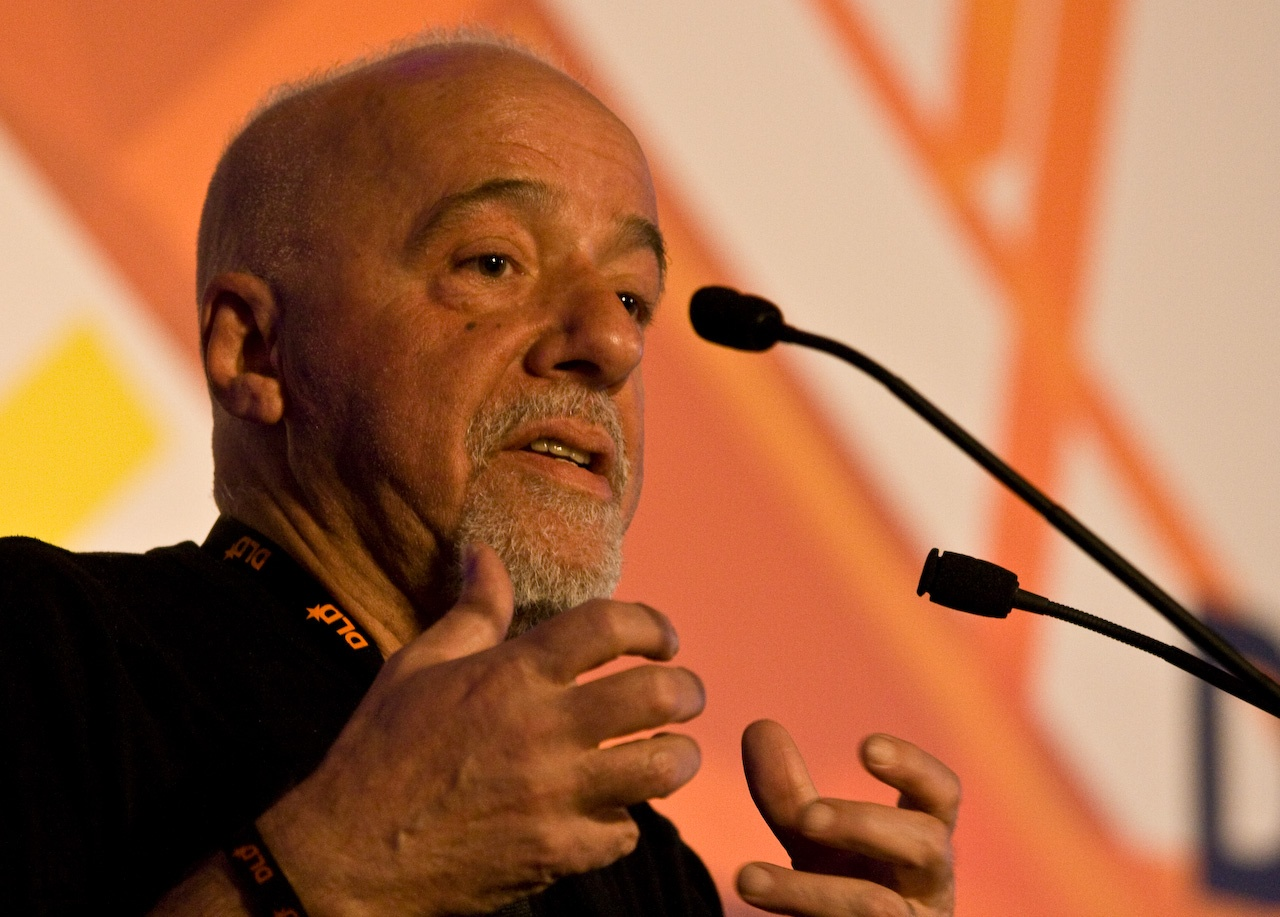
Paulo Coelho, 2008

- 24. August: Roger De Vlaeminck, belgischer Radrennfahrer
- 24. August: Peter Paul Koprowski, kanadischer Komponist, Pianist, Dirigent und Musikpädagoge polnischer Herkunft
- 25. August: Anne Archer, US-amerikanische Schauspielerin
- 25. August: Enriquillo Sánchez Mulet, dominikanischer Schriftsteller, Journalist und Hochschullehrer († 2004)
- 25. August: Keith Tippett, britischer Jazz-Pianist († 2020)
- 27. August: John Robert Anderson, US-amerikanischer Psychologe
- 27. August: Harry Reems, US-amerikanischer Theater- und Pornoschauspieler († 2013)
- 27. August: Fritz Schramma, ehemaliger Oberbürgermeister von Köln
- 28. August: James Aubrey, britischer Schauspieler († 2010)
- 28. August: Emlyn Hughes, englischer Fußballspieler († 2004)
- 29. August: Irene Dyk-Ploss, österreichische Hochschullehrerin und Politikerin
- 29. August: Temple Grandin, US-amerikanische Spezialistin für Anlagen für kommerzielle Tierhaltung
- 29. August: James Hunt, britischer Automobilrennfahrer († 1993)
- 30. August: Rauli Somerjoki, finnischer Rockmusiker und Sänger († 1987)
- 31. August: Luca Cordero di Montezemolo, italienischer Manager und Unternehmer

### September
- 01. September: Batya Gur, israelische Schriftstellerin, Journalistin und Literaturwissenschaftlerin († 2005)
- 01. September: Rolf Kutzmutz, deutscher Politiker
- 01. September: Christiane Ufholz, deutsche Rock- und Jazzsängerin († 2022/23)
- 02. September: Kevin Kardinal Farrell, irisch-US-amerikanischer Bischof und Kurienkardinal
- 02. September: Louis Michel, belgischer Politiker
- 03. September: Kjell Magne Bondevik, norwegischer Politiker
- 03. September: Mario Draghi, italienischer Bankmanager Mario Draghi

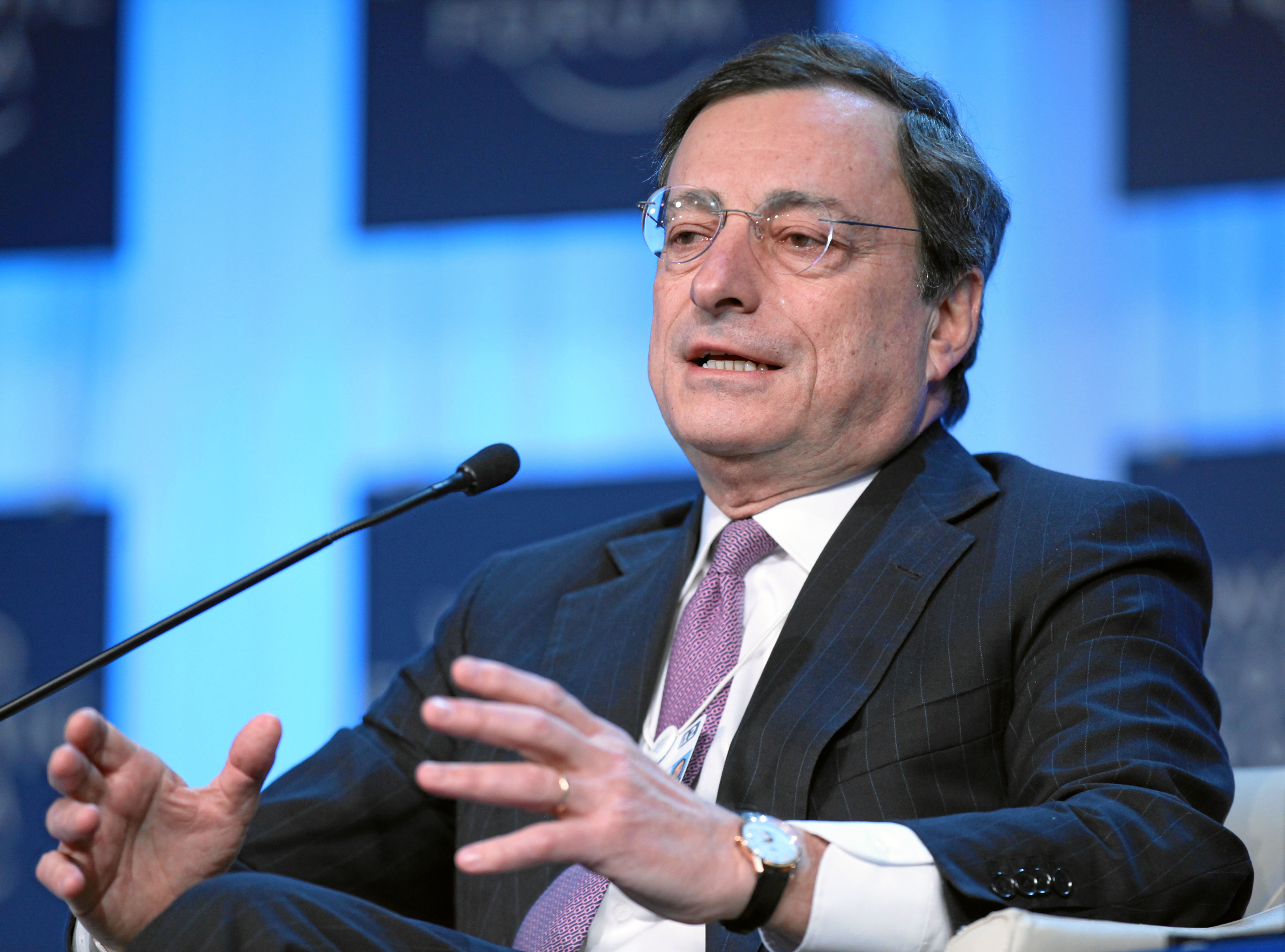
Mario Draghi

- 03. September: Marie-Luise Kling-de Lazzer, deutsche evangelische Theologin
- 03. September: Ulf Krüger, deutscher Musiker, Komponist, Texter und Produzent
- 03. September: Nikolaus Schneider, deutscher evangelischer Theologe
- 04. September: Peter Behrens, deutscher Schlagzeuger, Musiker und Clown († 2016)
- 04. September: Dieter Köster, deutscher Film- und Fernsehregisseur
- 05. September: Mel Collins, englischer Musiker
- 05. September: Herbert Mai, deutscher Gewerkschaftsfunktionär
- 05. September: Buddy Miles, US-amerikanischer Rock-, Blues-, Soul- und Funk-Schlagzeuger († 2008)
- 05. September: Dieter Rampl, deutscher Unternehmer
- 05. September: Charles Bobo Shaw, US-amerikanischer Jazzschlagzeuger und Bandleader († 2017)
- 06. September: Hans Ulrich Aschenborn, namibischer Tiermaler
- 06. September: Annette Faße, deutsche Politikerin und MdB
- 06. September: Sylvester James, US-amerikanischer Musiker († 1988)
- 06. September: Eduard Oswald, deutscher Politiker
- 07. September: Tony Bongiovi, US-amerikanischer Toningenieur und Plattenproduzent
- 08. September: Waleri Afanassjew, russischer Pianist
- 08. September: Halldór Ásgrímsson, isländischer Ministerpräsident († 2015)
- 08. September: Jochen Dieckmann, deutscher Finanzminister
- 08. September: Ioan Moisin, rumänischer Politiker und Ingenieur († 2017)
- 08. September: Claudio Sala, italienischer Fußballspieler und -trainer
- 09. September: Ujjal Dosanjh, kanadischer Politiker
- 09. September: Wayne Thomas, kanadischer Eishockeyspieler und -trainer († 2025)
- 10. September: Alexander Michaljowitsch Galin, russischer Dramatiker und Regisseur
- 10. September: Adriano Guarnieri, italienischer Komponist
- 10. September: Herbert Rische, deutscher Manager (BfA)
- 11. September: Toni Bruk, sorbischer Filmregisseur und -produzent († 2020)
- 11. September: Bob Catley, britischer Rocksänger
- 11. September: Gerry Conway, britischer Folk-Schlagzeuger († 2024)
- 12. September: Jakob Hefti, Schweizer Hornist und Kammermusiker
- 12. September: Stefan Hula, polnischer Nordischer Kombinierer († 2025)
- 12. September: Peter Kutemann, niederländischer Unternehmer und Automobilrennfahrer
- 12. September: Jean-Claude Lagniez, französischer Automobilrennfahrer und Rennstallbesitzer
- 13. September: Abdul Ajib bin Ahmad, malaysischer Politiker († 2011)
- 13. September: Elfgard Schittenhelm, deutsche Leichtathletin
- 14. September: Walter Adler, deutscher Regisseur
- 14. September: Fredy Lienhard, Schweizer Automobilrennfahrer und Unternehmer
- 14. September: Sam Neill, neuseeländischer Schauspieler
- 14. September: Harry Parker, US-amerikanischer Baseballspieler († 2012)
- 14. September: Sebastian Pflugbeil, Bürgerrechtler und Minister ohne Geschäftsbereich der DDR
- 14. September: Jerzy Popiełuszko, polnischer Geistlicher († 1984)
- 15. September: Dirk Reinartz, deutscher Fotograf († 2004)
- 16. September: Russ Abbot, britischer Musiker, Comedian und Schauspieler
- 16. September: Steven Gellman, kanadischer Komponist, Pianist und Musikpädagoge
- 16. September: Ilona Gusenbauer, österreichische Leichtathletin
- 16. September: Dieter Riedel, deutscher Fußballspieler und -trainer
- 16. September: Hilda Elvira Santiago, kubanische Pianistin, Komponistin, Chorleiterin und Musikpädagogin
- 17. September: Richard James Ashworth, britischer Politiker
- 18. September: Marinus van Aalst, niederländischer Bildhauer, Objekt- und Installationskünstler
- 18. September: Bernd Apitz, deutscher Sänger
- 18. September: Monika Ehrhardt, deutsche Schriftstellerin
- 18. September: Kurt Grahl, deutscher Kirchenmusiker († 2025)
- 18. September: Petra-Evelyne Merkel, deutsche Politikerin
- 19. September: Ray Cooper, englischer Perkussionist
- 19. September: Wiktor Wladimirowitsch Jerofejew, russischer Schriftsteller
- 19. September: Alain Lipietz, französischer Grüner Ökonom und Ingenieur
- 19. September: Jozef Móder, tschechoslowakischer Fußballspieler und Europameister
- 19. September: Niklas Stiller, deutscher Mediziner und Schriftsteller
- 20. September: Oscar Jairo Arboleda, kolumbianischer Fußballspieler und -trainer
- 20. September: Wojciech Kurtyka, polnischer Bergsteiger
- 20. September: Mia Martini, italienische Sängerin († 1995)
- 21. September: Nick Castle, US-amerikanischer Schauspieler, Drehbuchautor und Regisseur
- 21. September: Donald William Felder, US-amerikanischer Rock-Gitarrist
- 21. September: Kaoru Hoshino, japanischer Automobilrennfahrer († 2022)
- 21. September: Stephen King, US-amerikanischer Schriftsteller Stephen King, 2007

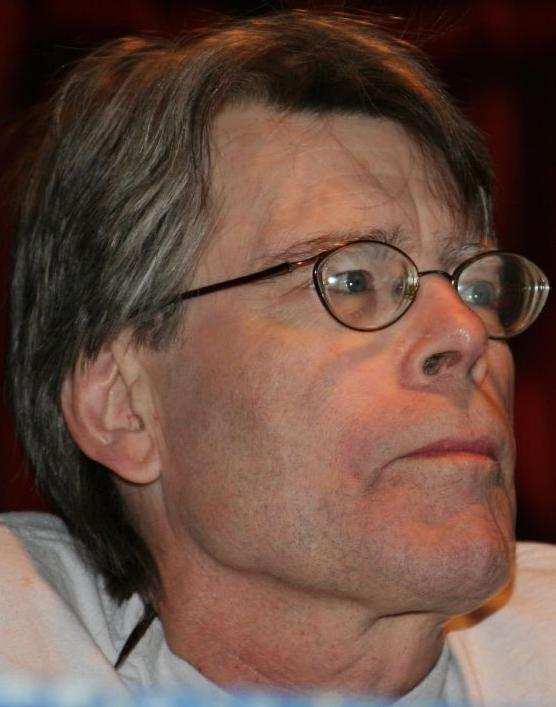
Stephen King, 2007

- 21. September: Anke Spoorendonk, Politikerin der dänischen Minderheit in Schleswig-Holstein
- 22. September: Dino Crescentini, san-marinesischer Bobfahrer und Automobilrennfahrer († 2008)
- 22. September: Betty Wishart, US-amerikanische Komponistin
- 23. September: Christian Escoudé, französischer Jazz-Gitarrist († 2024)
- 24. September: Bernard Béguin, französischer Rallyefahrer
- 24. September: Peter Götz, deutscher Politiker und MdB
- 24. September: Mark Paterson, neuseeländischer Segler († 2022)
- 24. September: John Zook, US-amerikanischer American-Football-Spieler († 2020)
- 25. September: Ulrich Boom, Weihbischof in Würzburg
- 25. September: John Fiddler, britischer Rockmusiker
- 25. September: Wolfgang Hocquél, deutscher Kunstwissenschaftler und Denkmalpfleger
- 26. September: Lynn Anderson, US-amerikanische Country-Sängerin († 2015)
- 26. September: Josef Jahrmann, österreichischer Politiker
- 27. September: Dirk Nicolaas Advocaat, niederländischer Fußballspieler und -trainer
- 27. September: Harry Baer, deutscher Schauspieler, Produzent und Autor
- 27. September: Ulrich Daldrup, deutscher Politiker (CDU), Bürgermeister und Wissenschaftler
- 27. September: Barbara Dickson, britische Sängerin, Musikerin und Schauspielerin
- 27. September: Klaus Herlitz, deutscher Unternehmer
- 27. September: Meat Loaf, US-amerikanischer Rocksänger und Schauspieler († 2022) Meat Loaf, 2009

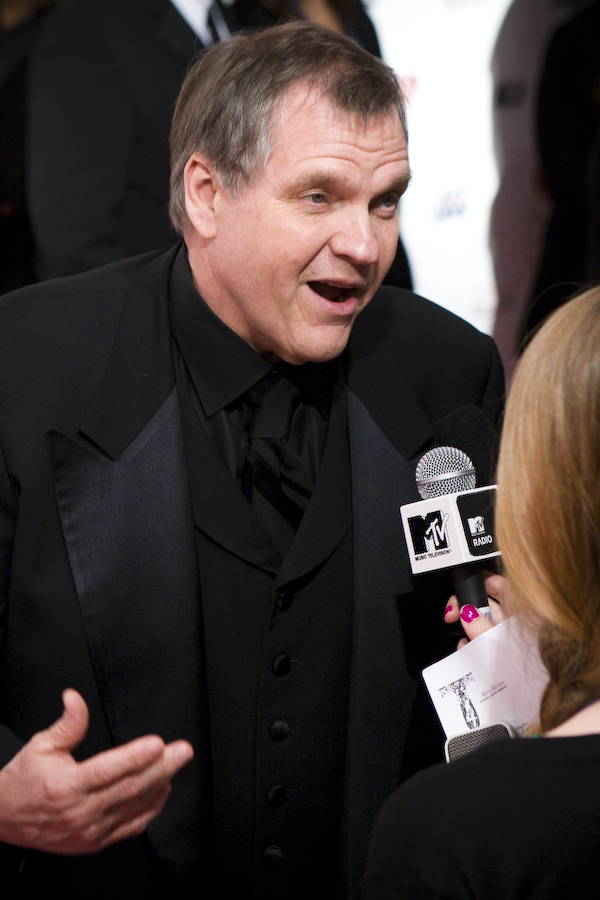
Meat Loaf, 2009

- 27. September: Peter Kock, deutscher Schauspieler
- 28. September: Gerd Bollmann, deutscher Politiker († 2017)
- 28. September: Herbert Haupt, österreichischer Politiker
- 29. September: Jörg van Essen, deutscher Politiker
- 30. September: Michael Adams, deutscher Rechts- und Wirtschaftswissenschaftler
- 30. September: Marc Bolan, britischer Sänger, Gitarrist und Songschreiber († 1977)

### Oktober
- 01. Oktober: Axel Adamietz, deutscher Rechtsanwalt und Notar
- 01. Oktober: Jeremy Adler, britischer Dichter und Professor
- 01. Oktober: Dave Arneson, US-amerikanischer Spieleautor († 2009)
- 01. Oktober: Stephen Collins, US-amerikanischer Schauspieler, Regisseur und Autor
- 01. Oktober: Kees Schoonenbeek, niederländischer Komponist und Organist
- 01. Oktober: Mariska Veres, niederländische Popsängerin (Shocking Blue) († 2006)
- 02. Oktober: Ward Churchill, US-amerikanischer Schriftsteller, Akademiker und Aktivist
- 02. Oktober: Květoslav Mašita, tschechoslowakischer Endurosportler
- 02. Oktober: Dieter Pfaff, deutscher Schauspieler und Regisseur († 2013)

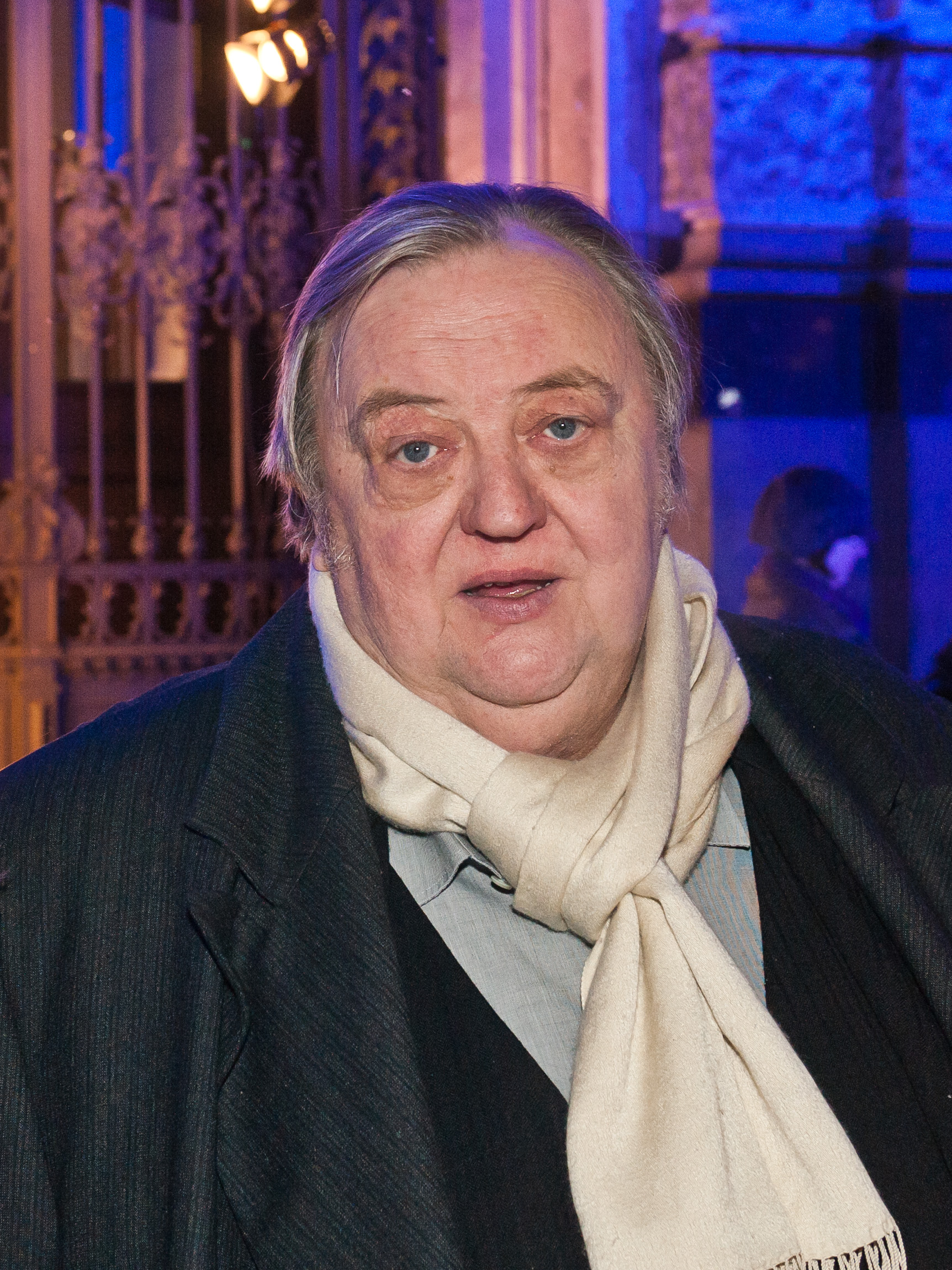
Dieter Pfaff, 2012

- 02. Oktober: Christa Prets, österreichische Politikerin, Mitglied des Europäischen Parlaments
- 02. Oktober: Janusz Rat, deutscher Zahnarzt, Vorstandsvorsitzender der Kassenzahnärztlichen Vereinigung Bayerns
- 02. Oktober: Faye-Ellen Silverman, US-amerikanische Komponistin, Pianistin und Musikpädagogin
- 03. Oktober: Verena Stefan, Schweizer Schriftstellerin († 2017)
- 04. Oktober: Stefan Persson, schwedischer Unternehmer

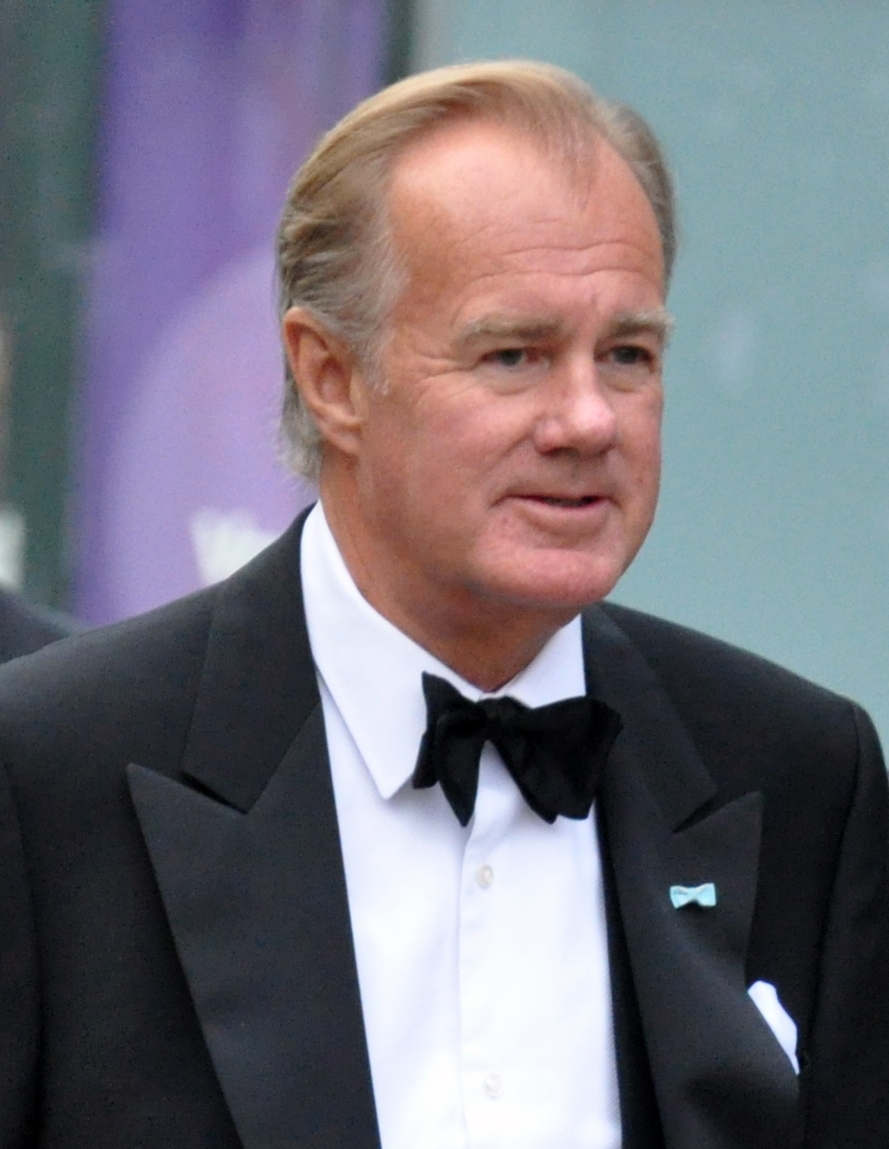
Stefan Persson

- 04. Oktober: Rezzo Schlauch, Parlamentarischer Staatssekretär im Bundesministerium für Wirtschaft und Arbeit
- 05. Oktober: Johannes Attems, österreichischer Bankmanager
- 05. Oktober: Brian Johnson, australischer Sänger der Hardrock-Band AC/DC
- 05. Oktober: Michael Keyser, US-amerikanischer Automobilrennfahrer, Journalist und Fotograf
- 05. Oktober: Bernd F. Lunkewitz, deutscher Immobilieninvestor und Verleger
- 06. Oktober: Thomas R. Fischer, deutscher Bankier
- 06. Oktober: Antal Hetényi, ungarischer Judoka († 2023)
- 07. Oktober: Reiko Kuroda, japanische Chemikerin und Biologin
- 08. Oktober: Bob van Asperen, niederländischer Cembalist, Organist und Dirigent
- 08. Oktober: Peter Heesen, Bundesvorsitzender des deutschen Beamtenbundes
- 09. Oktober: France Gall, französische Sängerin († 2018)
- 09. Oktober: Rita Wilden, deutsche Leichtathletin
- 11. Oktober: Mwata Bowden, US-amerikanischer Jazzmusiker
- 11. Oktober: Robert Lighthizer, US-amerikanischer Jurist und Regierungsbeamter
- 11. Oktober: Loukas Papadimos, Vizepräsident der Europäischen Zentralbank
- 13. Oktober: Sammy Hagar, US-amerikanischer Sänger
- 13. Oktober: Zbigniew Jasiukiewicz, polnischer Volleyballspieler († 2005)
- 13. Oktober: Robert D. Levin, US-amerikanischer Pianist, Musikpädagoge und -wissenschaftler
- 13. Oktober: Hans-Dieter Schmitz, deutscher Handballspieler und -trainer
- 13. Oktober: Rafael Villanueva, dominikanischer Dirigent († 1995)
- 14. Oktober: Charles Joiner, US-amerikanischer American-Football-Spieler
- 14. Oktober: Hartmut König, deutscher Politiker, Liedermacher
- 14. Oktober: Rikky von Opel, Liechtensteiner Automobilrennfahrer
- 14. Oktober: Lukas Resetarits, österreichischer Schauspieler
- 14. Oktober: Nikolai Volkoff, Profi-Wrestler, kroatisch-russischer Abstammung († 2018)
- 15. Oktober: Walter Boudreau, kanadischer Komponist und Saxophonist
- 15. Oktober: Jan Niklas, deutscher Schauspieler
- 15. Oktober: José Viccario, argentinischer Boxer
- 16. Oktober: Terry Griffiths, walisischer Snookerspieler († 2024)
- 16. Oktober: Thokozile Masipa, südafrikanische Juristin
- 16. Oktober: Bob Weir, US-amerikanischer Sänger und Gitarrist
- 16. Oktober: David Zucker, US-amerikanischer Regisseur und Drehbuchautor
- 17. Oktober: Hans-Georg Aschoff, deutscher Historiker
- 18. Oktober: Monika Helfer, österreichische Schriftstellerin
- 18. Oktober: Laura Nyro, US-amerikanische Sängerin und Songautorin († 1997)
- 19. Oktober: Rudolf Herfurtner, deutscher Schriftsteller
- 20. Oktober: Georg Wilhelm Adamowitsch, deutscher Ingenieur, Verwaltungswissenschaftler, Verwaltungsbeamter und Politiker
- 20. Oktober: David Gillingham, US-amerikanischer Komponist und Musikpädagoge
- 20. Oktober: Aljoscha Rompe, deutsch-schweizerischer Punkmusiker († 2000)
- 21. Oktober: Ai, US-amerikanische Dichterin und Hochschullehrerin († 2010)
- 21. Oktober: Jerry Bergonzi, US-amerikanischer Jazzsaxophonist
- 21. Oktober: Arnold Schölzel, Chefredakteur der Tageszeitung Junge Welt
- 22. Oktober: Haley Barbour, US-amerikanischer Politiker
- 22. Oktober: Karl-Heinz Florenz, deutscher Europaabgeordneter
- 22. Oktober: Richard Piper, britischer Automobilrennfahrer
- 23. Oktober: Abd al-Aziz ar-Rantisi, palästinensischer Generalkommandant der Hamas († 2004)
- 23. Oktober: Kazimierz Deyna, polnischer Fußballspieler († 1989)
- 23. Oktober: Greg Ridley, britischer Rockmusiker († 2003)
- 24. Oktober: Gerhard Abraham, österreichischer Politiker
- 24. Oktober: Kevin Kline, US-amerikanischer Schauspieler
- 25. Oktober: Brigitte Asdonk, deutsche Terroristin
- 25. Oktober: Thomas Natschinski, deutscher Komponist und Sänger
- 25. Oktober: Glenn Tipton, englischer Heavy-Metal-Gitarrist
- 26. Oktober: Ian Ashley, britischer Automobilrennfahrer
- 26. Oktober: Hillary Clinton, US-amerikanische Politikerin

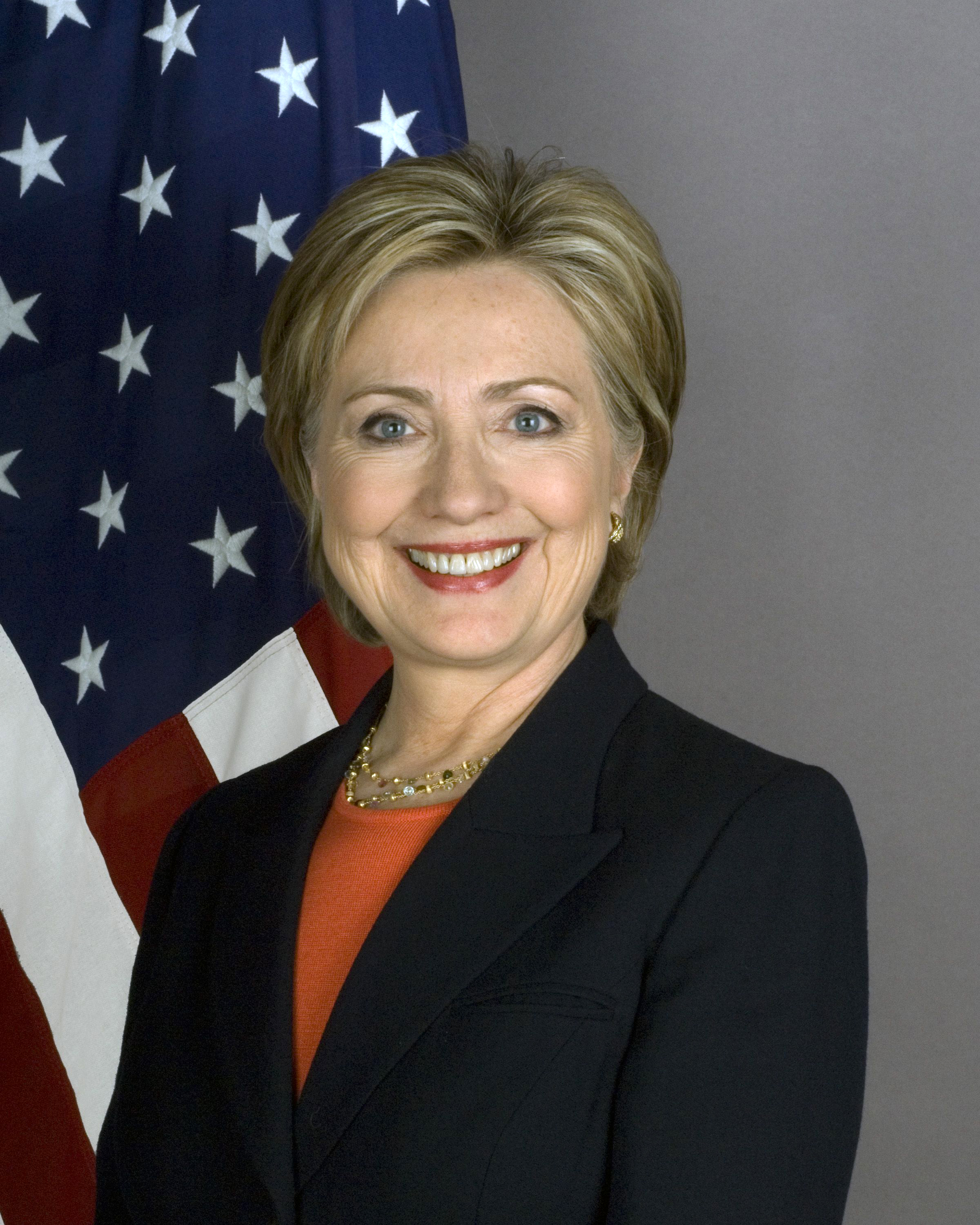
Hillary Clinton, 2009

- 26. Oktober: Christian Ude, deutscher Politiker
- 27. Oktober: Edgar Broughton, englischer Sänger und Gitarrist
- 28. Oktober: Jō Kondō, japanischer Komponist
- 28. Oktober: Wolfgang Renner, deutscher Radsportler und Unternehmer
- 29. Oktober: Richard Dreyfuss, US-amerikanischer Schauspieler
- 29. Oktober: Mirza Khazar, aserbaidschanischer Autor, Radiojournalist, Übersetzer der Bibel († 2020)
- 29. Oktober: Kemal Kurt, Schriftsteller, Übersetzer und Fotograf († 2002)
- 29. Oktober: Coline Serreau, französische Filmemacherin und Schriftstellerin
- 30. Oktober: Glenn Andreotta, US-amerikanischer Pilot († 1968)
- 30. Oktober: John Celona, US-amerikanischer Komponist, Saxophonist, Dirigent und Musikpädagoge
- 30. Oktober: Timothy B. Schmit, US-amerikanischer Musiker
- 31. Oktober: Alberto Bigon, italienischer Fußballspieler und -trainer
- 31. Oktober: Herman Van Rompuy, belgischer Politiker, Premierminister

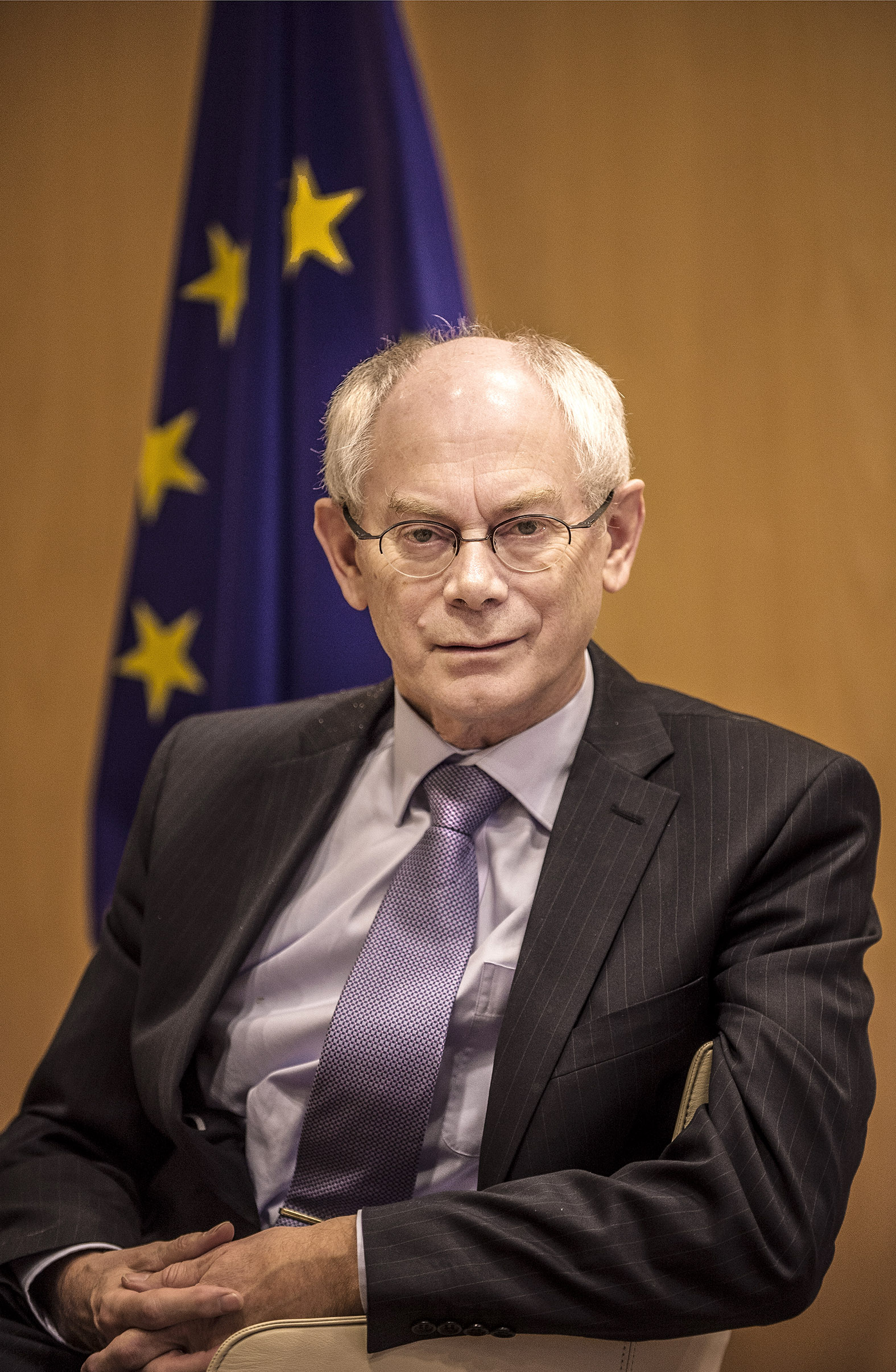
Herman Van Rompuy, 2012

- 31. Oktober: Frank Shorter, US-amerikanischer Leichtathlet
- 000Oktober: Terence Ascott, britischer Bauingenieur

### November
- 01. November: Ted Hendricks, US-amerikanischer American-Football-Spieler
- 01. November: Wolfgang Mierswa, deutscher Pädagoge, Fußballschiedsrichter und Schiedsrichterfunktionär
- 01. November: Jim Steinman, US-amerikanischer Rock- und Musical-Komponist und Musikproduzent († 2021)
- 01. November: Tsunekazu Takeda, japanischer Springreiter und Sportfunktionär
- 02. November: Günter Neuhold, österreichischer Dirigent
- 02. November: Dave Pegg, britischer Folkrock-Sänger und -Bassist
- 03. November: Jennifer Clack, britische Wirbeltier-Paläontologin († 2020)
- 03. November: Wolfgang Coy, deutscher Informatiker und Hochschullehrer
- 03. November: Mieko Kanai, japanische Schriftstellerin
- 04. November: Carlos Schvartzman, paraguayischer Jazz-Gitarrist und Komponist  († 2025)
- 04. November: Ike Thomas, US-amerikanischer American-Football-Spieler
- 04. November: Alexei Nikolajewitsch Ulanow, russischer Eiskunstläufer
- 04. November: Bettina Wegner, deutsche Liedermacherin und Lyrikerin
- 07. November: Günter Abel, deutscher Philosoph
- 07. November: Bob Anderson, englischer Dartspieler
- 07. November: Ryszard Rumianek, polnischer Geistlicher († 2010)
- 07. November: Elke Wülfing, deutsche Politikerin und MdB
- 08. November: Giorgio Francia, italienischer Automobilrennfahrer
- 08. November: Ruth Hieronymi, deutsche Politikerin († 2025)
- 09. November: Ursula Apitzsch, deutsche Politikwissenschaftlerin und Soziologin
- 09. November: Kate Clinton, US-amerikanische Kabarettistin und Autorin
- 09. November: Donald Grantham, US-amerikanischer Komponist, Dirigent und Hochschullehrer
- 10. November: Bachir Gemayel, libanesischer Präsident († 1982)
- 10. November: Greg Lake, britischer Rockmusiker († 2016)
- 10. November: Jim Miller, US-amerikanischer Nordischer Kombinierer
- 11. November: Xuan Ai, chinesischer Maler
- 11. November: Klaus Blischke, deutscher Sportwissenschaftler († 2025)
- 11. November: Trevor Ferguson, kanadischer Schriftsteller und Dramatiker

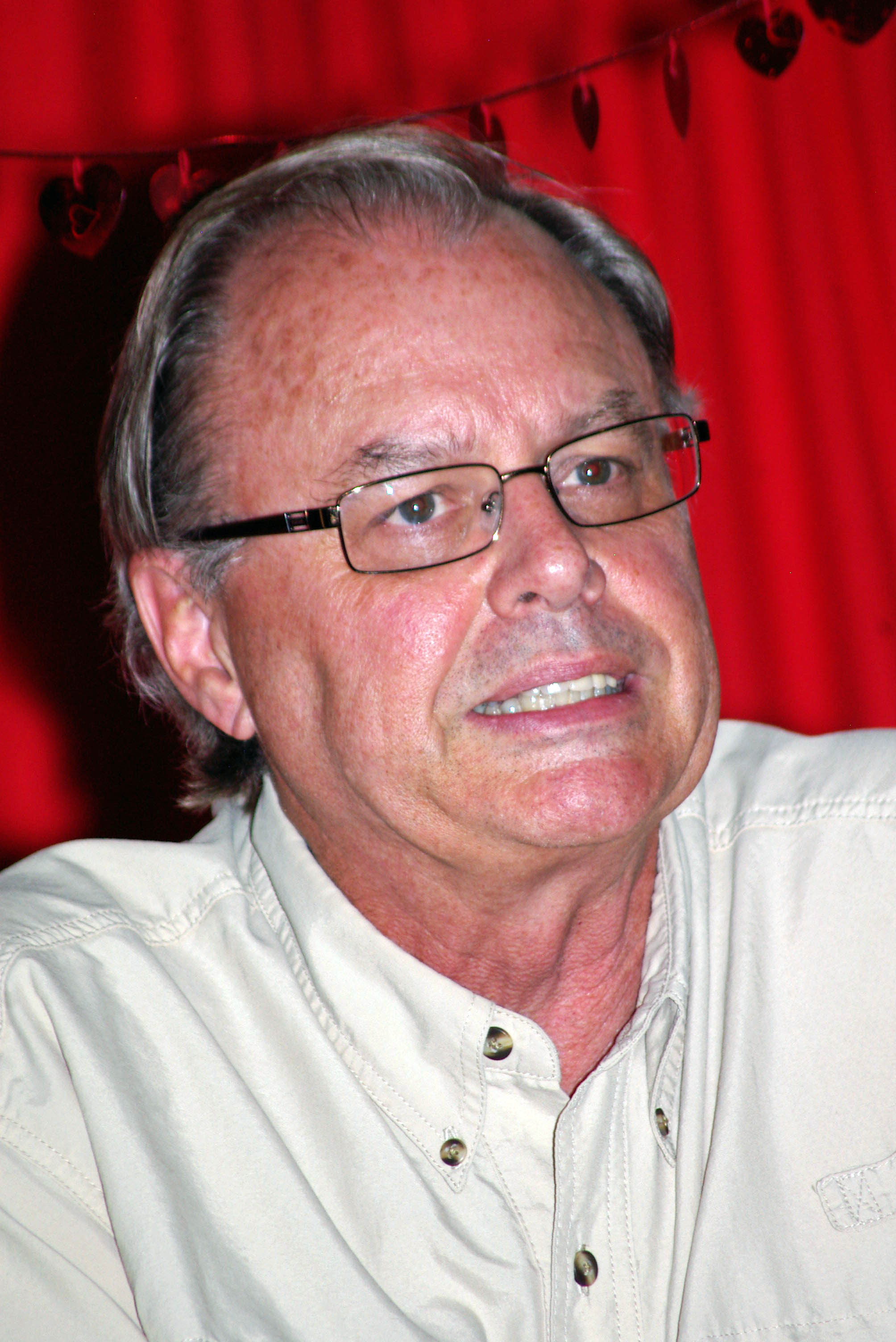
Trevor Ferguson

- 11. November: René Harris, nauruischer Politiker und Staatspräsident († 2008)
- 11. November: Claus Mattheck, deutscher Professor
- 11. November: Paul Pribbernow, deutscher Karikaturist
- 12. November: Annika Idström, finnische Schriftstellerin († 2011)
- 12. November: Patrice Leconte, französischer Regisseur und Drehbuchautor
- 13. November: Mike Devecka, US-amerikanischer Nordischer Kombinierer und Skispringer
- 15. November: Bob Dandridge, US-amerikanischer Basketballspieler
- 15. November: Bill Richardson, US-amerikanischer Politiker († 2023)
- 15. November: Haji Nasser Ntege Ssebagala, ugandischer Politiker († 2020)
- 16. November: Hannelore Burosch, deutsche Handballspielerin
- 16. November: Gerhard Haatz, deutscher Endurosportler († 2012)
- 16. November: Eberhard Thust, deutscher Box-Manager
- 16. November: Siegmar Wätzlich, deutscher Fußballspieler († 2019)
- 17. November: Wolfgang J. Bittner, österreichischer evangelischer Theologe, Referent und Autor
- 17. November: Alfred Dagenbach, deutscher Journalist und Politiker
- 19. November: Eckart Lange, deutscher Musikpädagoge
- 20. November: Gerd Szepanski, deutscher Sportreporter († 2012)
- 20. November: Hans Rudolf Wöhrl, deutscher Unternehmer

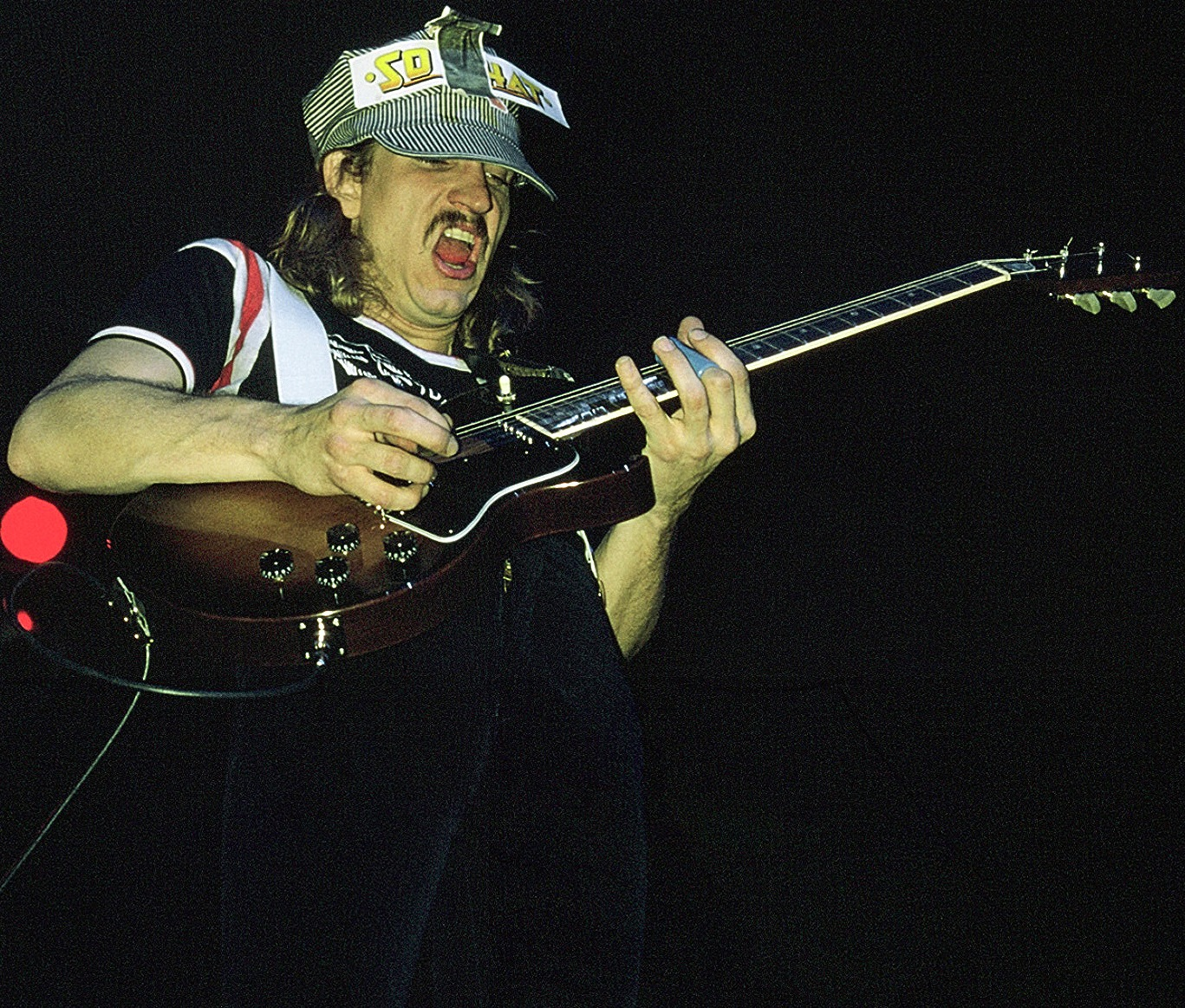
Joe Walsh

- 20. November: Joe Walsh, US-amerikanischer Rock-Musiker
- 21. November: Klaus Esser, deutscher Jurist und Manager
- 21. November: Udo Stark, deutscher Geschäftsmann
- 22. November: Hans Jörg Armbruster, deutscher Journalist
- 22. November: Nevio Scala, italienischer Fußballspieler und -trainer
- 24. November: Eva Lundgren, schwedische Feministin, Wissenschaftlerin und Autorin
- 24. November: Dwight Schultz, US-amerikanischer Schauspieler
- 24. November: Anatoli Wapirow, ukrainischer Jazzklarinettist und -saxophonist, Komponist
- 25. November: Silvia Annichiarico, italienische Sängerin, Schauspielerin und Radiomoderatorin
- 25. November: Stéphane Courtois, französischer Historiker
- 25. November: Val Fuentes, US-amerikanischer Schlagzeuger
- 25. November: Jonathan Kaplan, US-amerikanischer Regisseur († 2025)
- 25. November: John Larroquette, US-amerikanischer Schauspieler
- 26. November: Guido Alpa, italienischer Rechtswissenschaftler († 2025)
- 26. November: John Amagoalik, kanadischer Politiker
- 26. November: Dieter E. Appelt, deutscher Politiker († 2016)
- 26. November: Roger Wehrli, US-amerikanischer American-Football-Spieler
- 27. November: Julio César Anderson, guatemaltekischer Fußballspieler († 2021)
- 27. November: Ismaïl Omar Guelleh, Präsident von Dschibuti
- 27. November: Jan Jönson, schwedischer Schauspieler und Regisseur
- 27. November: Barbara Scheuch-Vötterle, deutsche Musikverlegerin
- 28. November: Michel Berger, französischer Sänger und Komponist († 1992)
- 28. November: William DeVaughn, US-amerikanischer Sänger, Songwriter und Gitarrist
- 29. November: Petra Kelly, deutsche Politikerin († 1992)
- 29. November: Ivan Kurz, tschechischer Komponist und Musikpädagoge
- 30. November: Karl-Heinz Handschuh, deutscher Fußballspieler
- 30. November: David Mamet, US-amerikanischer Drehbuchautor, Dramatiker, Filmregisseur, Schriftsteller
- 30. November: Julio Pane, argentinischer Tangomusiker († 2024)
- 30. November: Sinnayah Sabapathy, malaysischer Leichtathlet († 2022)

### Dezember
- 02. Dezember: Rudolf Scharping, deutscher PolitikerRudolf Scharping, um 2000

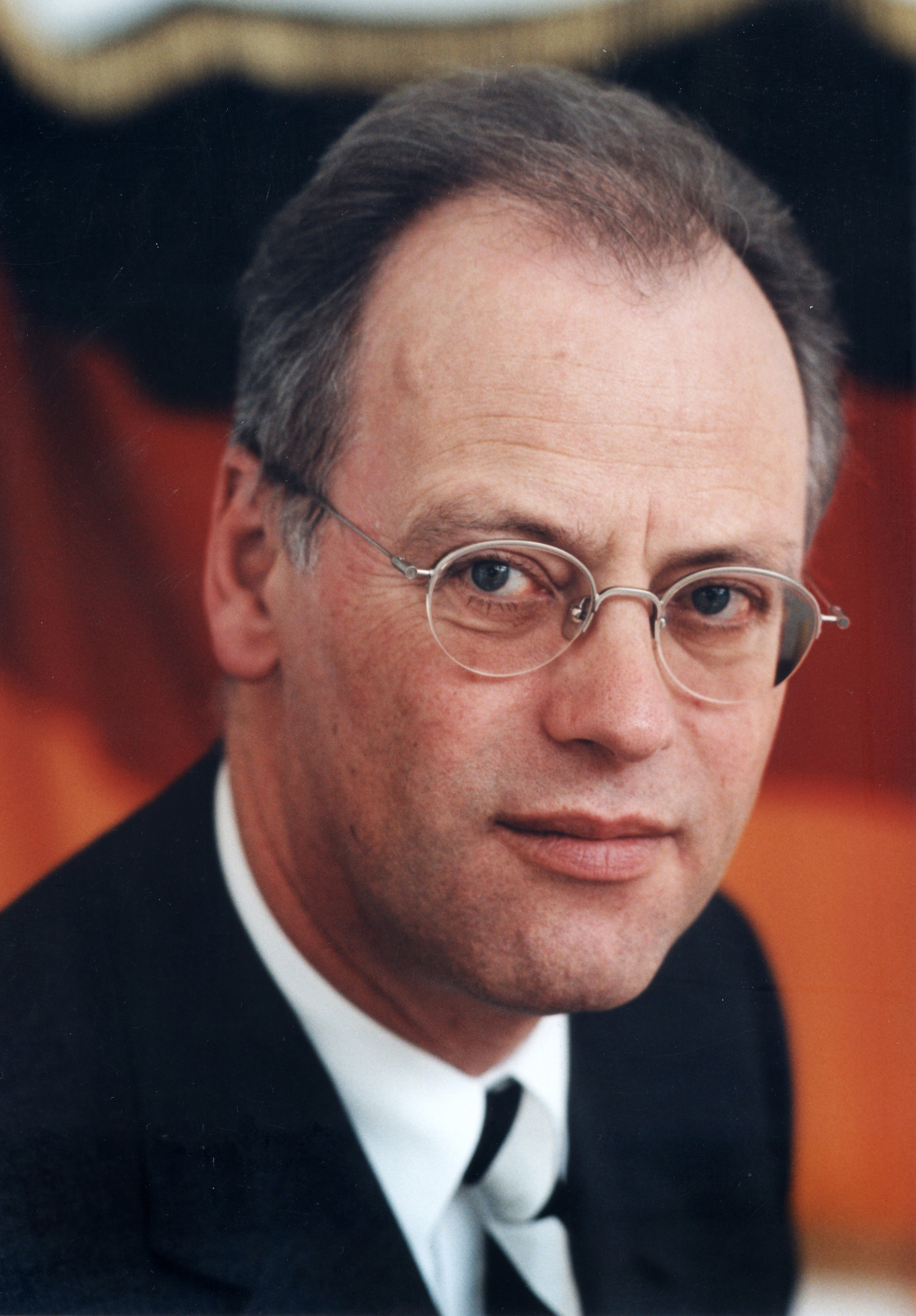
Rudolf Scharping, um 2000

- 03. Dezember: Mario Borghezio, italienischer Politiker
- 03. Dezember: Olga Pall, österreichische Skirennläuferin
- 03. Dezember: Heinrich Walcher, österreichischer Maler und Musiker
- 04. Dezember: Cayle Chernin, kanadische Schauspielerin und Filmproduzentin († 2011)
- 04. Dezember: Ute Kumpf, deutsche Politikerin
- 04. Dezember: Ursula Krechel, deutsche Schriftstellerin
- 05. Dezember: Ursula Cantieni, schweizerisch-deutsche Schauspielerin († 2023)
- 05. Dezember: Dschügderdemidiin Gürragtschaa, mongolischer Ingenieur und Kosmonaut
- 05. Dezember: Jørgen Kosmo, norwegischer Politiker der Arbeiderpartiet († 2017)
- 05. Dezember: Jim Plunkett, US-amerikanischer American-Football-Spieler
- 05. Dezember: Kim Simmonds, britischer Blues- und Rockgitarrist († 2022)
- 06. Dezember: Uli Beckerhoff, deutscher Jazzmusiker
- 06. Dezember: Josip Joška Broz, serbischer Politiker († 2025)
- 06. Dezember: Geoffrey Hinton, britischer Wissenschaftler
- 06. Dezember: Herbert Kloiber, österreichischer Medienunternehmer
- 06. Dezember: Praveen Kumar, indischer Leichtathlet und Schauspieler († 2022)
- 06. Dezember: Luigi Moreschi, italienischer Automobilrennfahrer
- 06. Dezember: Wolf Christian Schröder, deutscher Schriftsteller
- 07. Dezember: Harald Ettl, österreichischer Politiker und Mitglied des Europäischen Parlaments
- 07. Dezember: Anne Fine, britische Schriftstellerin
- 07. Dezember: Wilton Daniel Gregory, US-amerikanischer Erzbischof und Kardinal
- 07. Dezember: Stephen Mosko, US-amerikanischer Komponist, Dirigent und Musikpädagoge († 2005)
- 08. Dezember: Gregg Allman, US-amerikanischer Rockmusiker († 2017)
- 08. Dezember: Michael Antoni, deutscher Jurist und Beamter
- 08. Dezember: Thomas R. Cech, US-amerikanischer Nobelpreisträger für Chemie
- 08. Dezember: Francis Huster, französischer Schauspieler
- 09. Dezember: Mark Dworezki, russischer Schachtrainer und Autor († 2016)
- 09. Dezember: Steven Holl, US-amerikanischer Architekt
- 10. Dezember: Jürgen Barth, deutscher Automobilrennfahrer, Sieger der 24 Stunden von Le Mans 1977
- 11. Dezember: Renate Angerer, österreichische Politikerin
- 12. Dezember: Hermann Egner, deutscher Blasmusikkomponist († 2005)
- 12. Dezember: Kailash Purryag, mauritischer Politiker († 2025)
- 13. Dezember: Darlene Cates, US-amerikanische Schauspielerin († 2017)
- 13. Dezember: Luis Ángel González Macchi, paraguayischer Politiker, Staatspräsident von Paraguay
- 13. Dezember: Ellen Paschke, deutsche Gewerkschafterin
- 14. Dezember: Bernd Großmann, deutscher Leichtathletiktrainer († 2005)
- 14. Dezember: Christopher Parkening, US-amerikanischer Gitarrist
- 14. Dezember: Dilma Rousseff, brasilianische Politikerin Dilma Rousseff, 2011

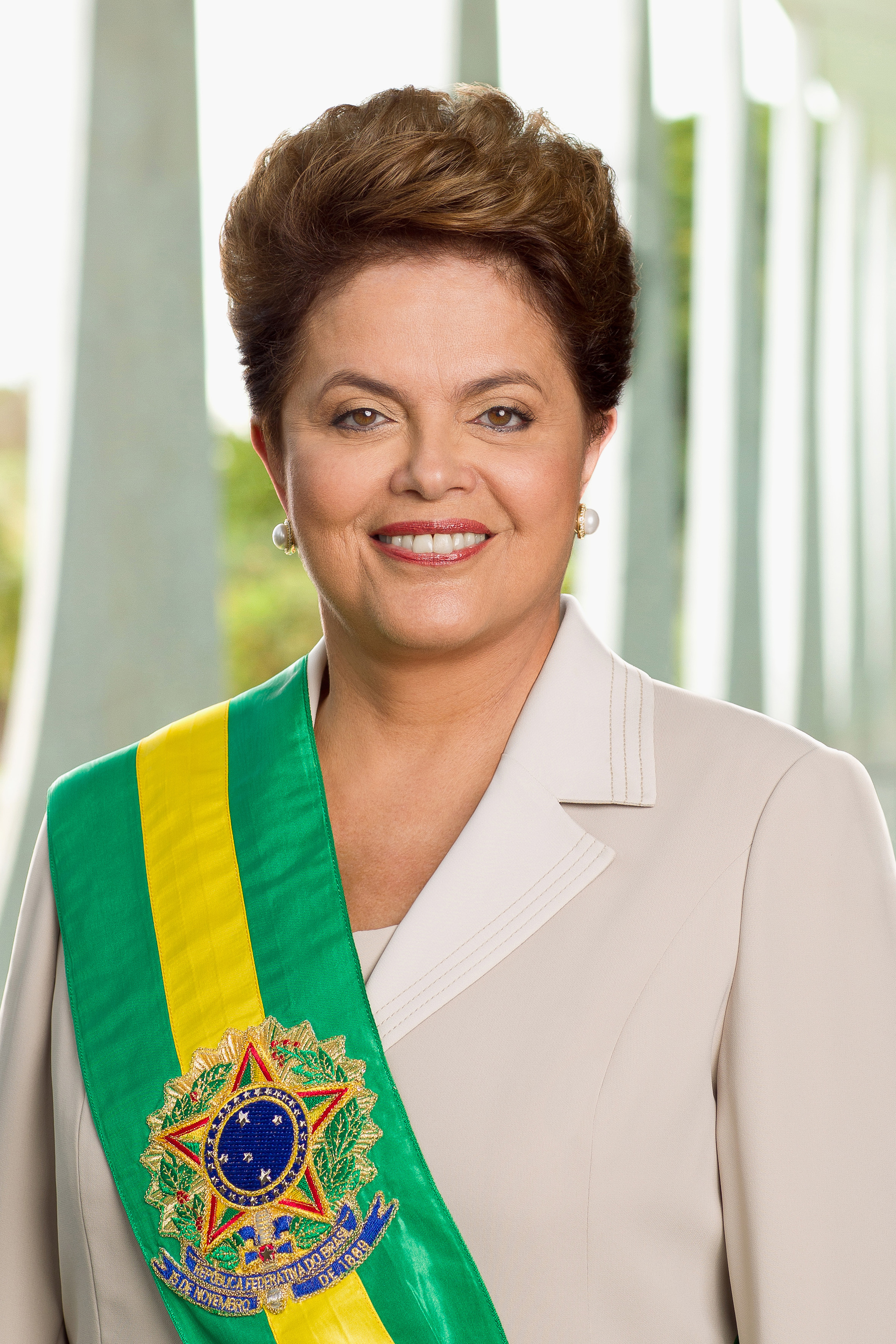
Dilma Rousseff, 2011

- 15. Dezember: Erwin Ortner, österreichischer Chorleiter und Dirigent
- 15. Dezember: Wahei Tatematsu, japanischer Schriftsteller († 2010)
- 15. Dezember: George Tucker, puerto-ricanischer Rennrodler und Physiker
- 16. Dezember: Krystyna Makowska-Ławrynowicz, polnische Pianistin und Musikpädagogin
- 16. Dezember: Vince Matthews, US-amerikanischer Sprinter
- 17. Dezember: Mykola Janowytsch Asarow, ukrainischer Politiker
- 17. Dezember: Sachar Bron, russischer Violinist und Violinpädagoge
- 17. Dezember: Marilyn Hassett, US-amerikanische Schauspielerin
- 18. Dezember: Monika Manz, deutsche Schauspielerin
- 19. Dezember: Janie Fricke, US-amerikanische Country-Sängerin
- 20. Dezember: Simon Beck, liechtensteinischer Rennrodler
- 20. Dezember: Wilhelm J. Brinkmann, deutscher Pädagoge und Fernschachspieler († 2025)
- 20. Dezember: Gigliola Cinquetti, italienische Sängerin
- 20. Dezember: Wilfried Krüger, deutscher Musiker
- 20. Dezember: Marlene Rupprecht, deutsche Politikerin und MdB
- 20. Dezember: Franz Sales Sklenitzka, österreichischer Schriftsteller und Graphiker
- 20. Dezember: Stevie Wright, australischer Rockmusiker, Sänger († 2015)
- 21. Dezember: Christian Bienert, deutscher Hörfunkmoderator († 2020)
- 21. Dezember: Paco de Lucía, spanischer Gitarrist und Großmeister der Flamenco-Gitarre († 2014)
- 22. Dezember: Marcello Semeraro, italienischer Bischof und Kardinal
- 23. Dezember: Michael Bertrams, deutscher Jurist († 2025)
- 23. Dezember: Harald Fugger, deutscher Brigadegeneral der Bundeswehr
- 23. Dezember: Ulrich Stiehl, deutscher Sachbuchautor und Programmierer
- 24. Dezember: Michael Arnal, deutscher Drehbuchautor und Regisseur
- 24. Dezember: Henner von Hesberg, deutscher Archäologe
- 24. Dezember: Brigitte Meyer, bayerische Politikerin und Bürgermeisterin
- 25. Dezember: Jozias Johannes van Aartsen, niederländischer Politiker
- 25. Dezember: Antje Blumenthal, deutsche Politikerin, MdB
- 26. Dezember: Jean Echenoz, französischer Schriftsteller
- 26. Dezember: Peter Sattmann, deutscher Schauspieler
- 27. Dezember: Katherine Patricia Irene Adams, britische Politikerin
- 27. Dezember: Mariella Mehr, Schweizer Schriftstellerin († 2022)
- 27. Dezember: Tracy Nelson, US-amerikanische Sängerin
- 27. Dezember: Roberto Quintanilla, mexikanischer Unternehmer und Automobilrennfahrer
- 28. Dezember: Mark Washington, US-amerikanischer American-Football-Spieler
- 29. Dezember: Ted Danson, US-amerikanischer Schauspieler
- 29. Dezember: Cozy Powell, britischer Rockmusiker, Schlagzeuger († 1998)
- 30. Dezember: Paul Edwards, britischer Automobilrennfahrer
- 30. Dezember: Ulrich Gabriel, österreichischer Künstler
- 30. Dezember: Jeff Lynne, britischer Musiker und Musikproduzent
- 30. Dezember: Teresa Parodi, argentinische Cantautora und Komponistin
- 30. Dezember: David Qualey, US-amerikanischer Gitarrist und Komponist († 2024)
- 31. Dezember: Ralph Eichler, Schweizer Physiker
- 31. Dezember: Klaus Hagemann, deutscher Politiker
- 00. Dezember: David Ovey, britischer Automobilrennfahrer

### Tag unbekannt
- Shane Acton, britischer Weltumsegler († 2002)
- Meir Agassi, israelischer Autor und Dichter († 1998)
- Hasan Aksay, türkischer General
- Vanio Amici, italienischer Filmeditor und Filmregisseur
- Ertuğrul Apakan, türkischer Diplomat
- Manuel Asur González García, spanischer Philosoph
- Erendiz Atasü, türkische Schriftstellerin
- Ahmad Muhammad Sa'id al-Atrushi, irakischer Politiker
- Achim Bednorz, deutscher Fotograf
- Claus Biegert, deutscher Journalist und Autor
- Karl-Heinz Bölling, deutscher Hörspielautor
- Ermanno Cavazzoni, italienischer Schriftsteller
- Svatopluk Čech, tschechischer Fagottist, Bassgitarrist und Rocksänger
- Don Dickinson, kanadischer Schriftsteller
- Jörn-Peter Dirx, deutscher Maler und Kinderbuchautor
- Simon Epstein, israelischer Historiker
- Miguel Angel Girollet, argentinischer Gitarrist († 1996)
- Micha Guttmann, deutscher Rechtsanwalt, Journalist und Medientrainer
- Alfred Hilsberg, deutscher Musikjournalist und Labelbetreiber († 2025)
- Christian Hoening, deutscher Schauspieler
- Klaus Holitzka, deutscher Grafiker und Autor
- Jean-Luis Jorge, dominikanischer Regisseur, Drehbuchautor, Film- und Fernsehproduzent († 2000)
- Heidi Knetsch, deutsche Hörspielautorin
- Werner Knoedgen, deutscher Puppenspieler
- Valeri Krivoborodov, russischer Cellist
- Christopher Lewis, kanadischer Musikwissenschaftler († 1992)
- Beate Meffert, deutsche Informatikerin († 2021)
- Meuser, deutscher Bildhauer und Objektkünstler
- Felix Mühlhölzer, deutscher Philosoph
- Petra Oelker, deutsche Journalistin und Schriftstellerin
- Stefan Richwien, deutscher Hörspielautor
- Wolfgang Röhl, deutscher Journalist und Krimiautor
- Stephan Sattler, deutscher Journalist
- Matthäus Schilcher, deutscher Geoinformatiker, Geodät und Universitätsprofessor
- Karl-Heinz Schmidt-Lauzemis, deutscher Hörspiel- und Drehbuchautor
- Hans-Jürgen Silbermann, deutscher Kabarettist, Schauspieler und Hörspielsprecher
- Heide Simon, deutsche Schauspielerin
- Mitsos Stavrakakis, griechischer Lyriker und Komponist
- Hadschi Mohammed Tschamkani, afghanischer Politiker († 2012)
- Peter Weissflog, deutscher Regisseur und Autor

## Gestorben

### Januar
- 03. Januar: Ernst Hardt, deutscher Schriftsteller (* 1876)
- 05. Januar: Eduard Wilhelm Franz Anderson, deutscher Maler (* 1873)
- 05. Januar: Karl Blume, deutscher Komponist und Sänger (* 1883)
- 05. Januar: Charles Schlee, US-amerikanischer Radrennfahrer (* 1873)
- 05. Januar: Ovington Weller, US-amerikanischer Politiker (* 1862)
- 06. Januar: Adolf Suter, Schweizer Jurist und Politiker (* 1882)
- 07. Januar: Johannes Wendland, preußischer evangelischer Geistlicher und Hochschullehrer (* 1871)
- 09. Januar: Karl Mannheim, deutsch-ungarischer Soziologe (* 1893)
- 09. Januar: Fidelis von Stotzingen, deutscher Benediktiner, Abt des Klosters Maria Laach und Abtprimas der Benediktinischen Konföderation (* 1871)
- 10. Januar: Arthur Edward Andersen, US-amerikanischer Unternehmer (* 1885)
- 10. Januar: Oda Sakunosuke, japanischer Schriftsteller (* 1913)
- 11. Januar: Lynn Frazier, US-amerikanischer Politiker (* 1874)
- 11. Januar: Anatole de Monzie, französischer Politiker (* 1876)
- 13. Januar: Max Blanckenhorn, deutscher Geologe und Paläontologe (* 1861)
- 14. Januar: Bill Hewitt, US-amerikanischer American-Football-Spieler (* 1909)
- 15. Januar: Georg Carl Amdrup, dänischer Marineoffizier und Polarforscher (* 1866)
- 15. Januar: Elizabeth Short, US-amerikanisches Mordopfer Black Dahlia (* 1924)
- 17. Januar: Andrei Grigorjewitsch Schkuro, russischer General (* 1887)
- 22. Januar: Max Berg, deutscher Architekt (* 1870)
- 23. Januar: Pierre Bonnard, französischer Maler des Symbolismus (* 1867)
- 24. Januar: Felix Timmermans, belgischer Schriftsteller (* 1886)

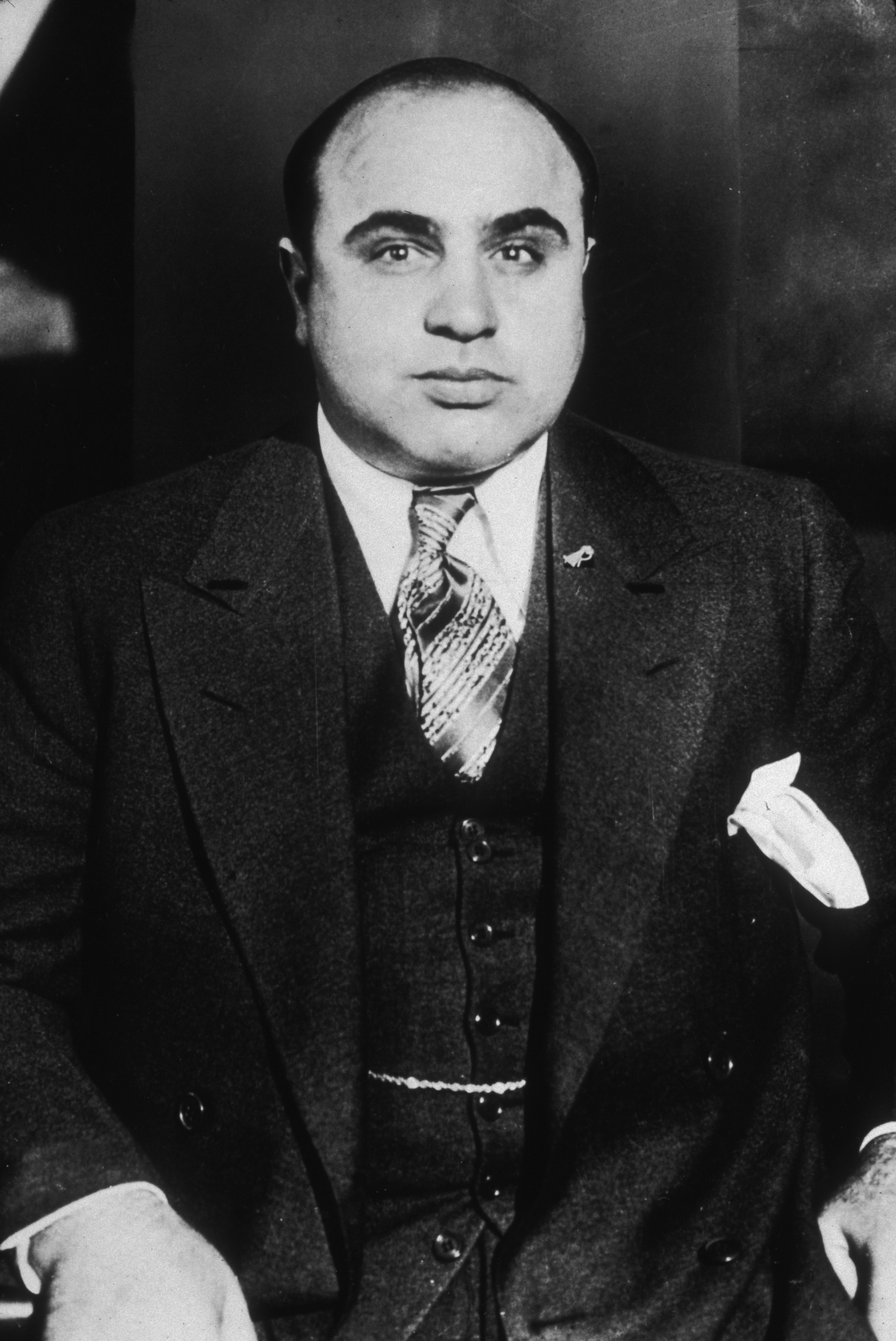
Al Capone, um 1935

- 25. Januar: Al Capone, US-amerikanischer Gangster (* 1899)
- 28. Januar: Ernst Borkowsky, deutscher Pädagoge, Historiker und Literaturwissenschaftler (* 1860)
- 29. Januar: Albert Karl Arnstadt, deutscher Politiker (* 1862)

### Februar
- 01. Februar: Hans Detlev Abraham Otto von Arnim-Kröchlendorff, deutscher Politiker (* 1878)
- 02. Februar: Ernst Diehl, deutscher Altphilologe (* 1874)
- 02. Februar: Willibald Hentschel, deutscher Schriftsteller (* 1858)
- 05. Februar: Hans Fallada, deutscher Schriftsteller (* 1893)
- 06. Februar: Oliver Gardner, US-amerikanischer Politiker (* 1882)
- 08. Februar: Ernst Klett, deutscher Unternehmer (* 1863)
- 11. Februar: Gregori Aminoff, schwedischer Künstler (* 1883)
- 11. Februar: Wilhelm Kohlbach, deutscher General (* 1896)
- 13. Februar: Erich Hecke, deutscher Mathematiker (* 1887)
- 17. Februar: Gustav Leutelt, sudetendeutscher Dichter und Schriftsteller (* 1860)
- 18. Februar: Joachim Ernst von Anhalt, letzter Herzog von Anhalt (* 1901)
- 24. Februar: Tor Julius Efraim Andræ, schwedischer Religionshistoriker und Bischof (* 1885)
- 26. Februar: Walter Adam, österreichischer Journalist und Politiker (* 1886)
- 26. Februar: Heinrich Häberlin, Schweizer Politiker (* 1868)
- 28. Februar: Francis Yard, französischer Schriftsteller (* 1873)

### März
- 02. März: Heinrich Goldemund, österreichischer Architekt, Stadtplaner und Baumanager (* 1863)
- 05. März: Alfredo Casella, italienischer Komponist (* 1883)
- 06. März: Halford Mackinder, britischer Geograph und Geopolitiker (* 1861)
- 07. März: Ossi Oswalda, deutsche Schauspielerin der Stummfilm- und frühen Tonfilm-Zeit (* 1898)
- 09. März: Max Studer, Schweizer Jurist und Politiker (* 1865)
- 09. März: Wilhelm Werner, deutscher Automobilrennfahrer (* 1874)
- 12. März: Winston Churchill, US-amerikanischer Schriftsteller (* 1871)
- 12. März: Walter S. Goodland, US-amerikanischer Politiker (* 1862)
- 12. März: Smith Wigglesworth, britischer Handwerker, Evangelist und Pfingstprediger (* 1859)
- 16. März: Anna Ebert, Politikerin und Mitglied der Magdeburger Stadtverordnetenversammlung (* 1889)
- 17. März: Karel Anděl, tschechischer Selenograph und Mitbegründer der Tschechischen astronomischen Gesellschaft (* 1884)
- 19. März: Ernst Krieck, deutscher Pädagoge und Schriftsteller (* 1882)
- 20. März: Victor Moritz Goldschmidt, Schweizer Geochemiker (* 1888)
- 22. März: Wilhelm Ernst Asbeck, deutscher Schriftsteller (* 1881)
- 22. März: Willi Seroski, deutscher Kommunalpolitiker (* 1874)
- 23. März: David Ashworth, englischer Fußball-Schiedsrichter und Trainer (* 1868)
- 27. März: Karl Bornhäuser, deutscher evangelischer Theologe (* 1868)
- 31. März: Georg Ledebour, deutscher Journalist und Politiker, MdR (* 1850)
- 31. März: Qazi Mohammed, einziger Regierungschef der kurdischen Republik Mahabad (* 1900 oder 1901)

### April
- 01. April: Georg II., König von Griechenland (* 1890)
- 01. April: Franz Seldte, Mitbegründer des Stahlhelm, Bund der Frontsoldaten (* 1882)
- 01. April: Carl Krayl, deutscher Architekt (* 1890)
- 03. April: Giannis M. Apostolakis, griechischer Neogräzist (* 1886)
- 06. April: Václav Kaprál, tschechischer Komponist (* 1889)

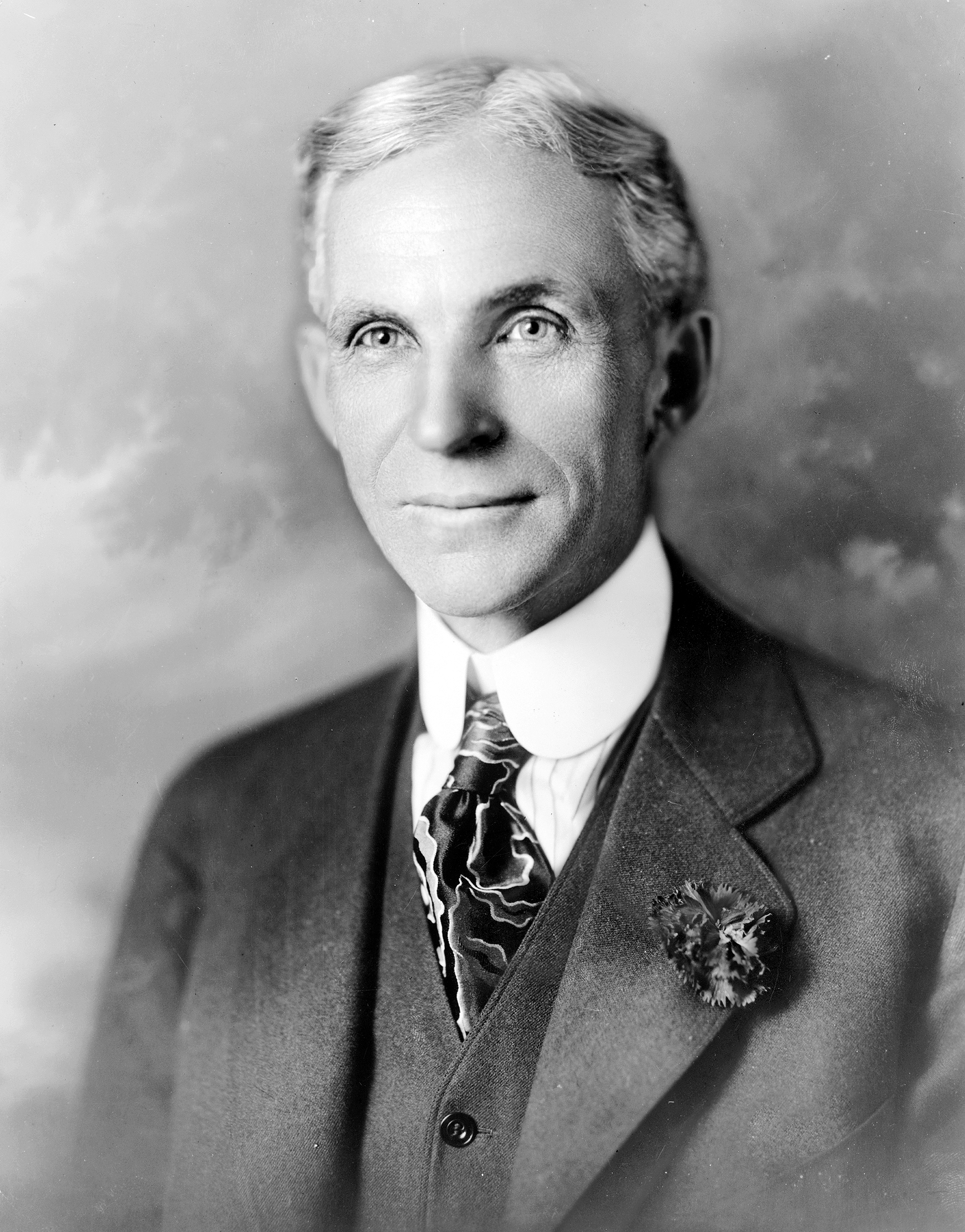
Henry Ford (1919)

- 07. April: Henry Ford, US-amerikanischer Unternehmer (* 1863)
- 12. April: Juana la Macarrona, spanische Flamenco-Tänzerin (* 1870)
- 13. April: Jean Chassagne, französischer Automobilrennfahrer (* 1881)
- 16. April: Rudolf Höß, deutscher Nationalsozialist und Kommandant des KZ Auschwitz (* 1901)
- 17. April: G. B. Samuelson, britischer Filmproduzent und -Regisseur (* 1889)
- 19. April: Hugo Bremer, deutscher Industrieller und Erfinder des so genannten „Bremer Lichts“ (* 1869)

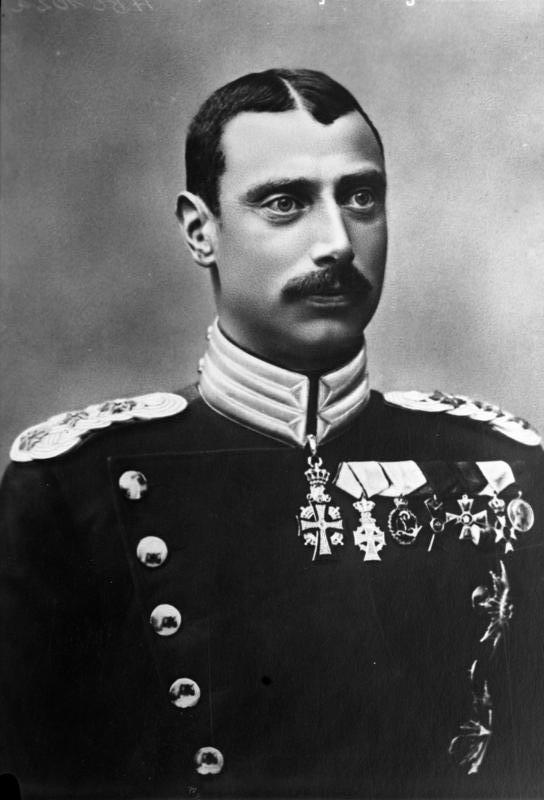
Christian X., 1925

- 20. April: Christian X., König von Dänemark (* 1870)
- 21. April: Walter Boenicke, deutscher General (* 1895)
- 28. April: Theodor Arps, deutscher Marineoffizier (* 1884)
- 29. April: Richard Merrill Atkinson, US-amerikanischer Politiker (* 1894)
- 29. April: Irving Fisher, US-amerikanischer Ökonom (* 1867)

### Mai
- 01. Mai: Josef Feinhals, deutscher Unternehmer (* 1867)
- 02. Mai: Dorothea Binz, Oberaufseherin im Konzentrationslager Ravensbrück (* 1920)
- 08. Mai: Attilio Ferraris, italienischer Fußballspieler (* 1904)
- 11. Mai: Richard Ohnsorg, deutscher Schauspieler, Theatergründer und Intendant (* 1876)
- 16. Mai: Frederick Gowland Hopkins, britischer Biochemiker, Physiologe und Nobelpreisträger (* 1861)
- 17. Mai: Ignacy Dygas, polnischer Sänger (Tenor) (* 1881)
- 17. Mai: Hugo Visscher, niederländischer Kirchenhistoriker, reformierter Theologe und Politiker (* 1864)
- 19. Mai: John Heijning, niederländischer Fußballspieler (* 1884)

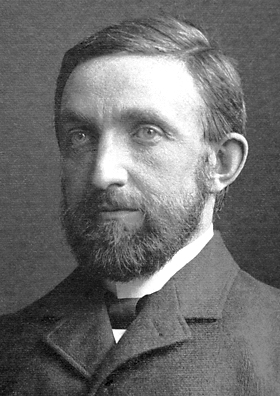
Philipp Lenard (um 1905)

- 20. Mai: Philipp Lenard, deutscher Nobelpreisträger (* 1862)
- 24. Mai: Heinrich Dubbel, deutscher Professor für Maschinenbau (* 1873)
- 24. Mai: Albert Guyot, französischer Unternehmer und Automobilrennfahrer (* 1881)
- 26. Mai: Frances Helen Aitchison, britische Tennisspielerin (* 1881)
- 28. Mai: Johann Altfuldisch, stellvertretender Leiter eines Teils des Konzentrationslagers Mauthausen (* 1911)
- 31. Mai: Adrienne Ames, US-amerikanische Schauspielerin (* 1907)

### Juni
- 01. Juni: Carl von Schubert, deutscher Staatsbeamter und Diplomat (* 1882)
- 04. Juni: Zaven Der Yeghiayan, armenischer Erzbischof und armenischer Patriarch von Konstantinopel (* 1868)
- 06. Juni: S. H. Dudley, US-amerikanischer Sänger (* 1864)
- 06. Juni: Alphonse Martin, kanadischer Organist, Pianist und Musikpädagoge (* 1884)
- 09. Juni: Roland Allen, britischer anglikanischer Pfarrer, Missionar und Autor (* 1868)
- 12. Juni: Jāzeps Mediņš, lettischer Komponist (* 1877)
- 14. Juni: Mizzi Zwerenz, österreichische Operettensängerin, Theater- und Filmschauspielerin (* 1876)
- 16. Juni: Bronisław Huberman, polnischer Violinist (* 1882)
- 18. Juni: Eric Nares, britischer Offizier (* 1892)
- 20. Juni: Howard M. Gore, US-amerikanischer Politiker (* 1877)
- 23. Juni: Heinrich Arzt, deutscher Unternehmer (* 1874)
- 26. Juni: Richard Bedford Bennett, kanadischer Politiker (* 1870)
- 26. Juni: Marie Feyler, Schweizer Ärztin und Frauenrechtlerin (* 1865)
- 28. Juni: Stanislav Kostka Neumann, tschechischer Dichter (* 1875)
- 28. Juni: Per Steenberg, norwegischer Organist und Komponist (* 1870)
- 30. Juni: Rudolf Noack, deutscher Fußballspieler (* 1913)

### Juli
- 01. Juli: Clarence Lucas, kanadischer Komponist, Dirigent und Musikpädagoge (* 1866)
- 04. Juli: Bernard Clouet, französischer Automobilrennfahrer (* 1947)
- 07. Juli: Maximilian Kaller, Bischof von Ermland in Ostpreußen (* 1880)
- 09. Juli: Otto Ampferer, österreichischer Alpinist und Geologe (* 1875)
- 14. Juli: Franz Servaes, deutscher Journalist, Kritiker und Schriftsteller (* 1862)
- 15. Juli: Gertrud Jungnickel, deutsche Porträtmalerin (* 1870)
- 19. Juli: Georg Glatzl, deutscher Orgelbauer (* 1881)
- 19. Juli: Aung San, Kommandeur der Unabhängigen Armee Birmas und Nationalheld (* 1915)
- 19. Juli: Robert L. Owen, US-amerikanischer Politiker (* 1856)
- 21. Juli: Joseph Emmanuel II. Toma, Patriarch von Babylon der Chaldäer (* 1852)
- 22. Juli: Josef Behrens, deutscher Ingenieur und Erfinder (* 1890)
- 23. Juli: Paul Fischer, württembergischer Fotograf, Immobilienmakler und Gemeinderat (* 1872)
- 25. Juli: Ernst Articus, deutscher Jurist und Beamter (* 1876)
- 25. Juli: Alexandre Denéréaz, Schweizer Komponist (* 1875)
- 25. Juli: Kathleen Scott, britische Bildhauerin (* 1878)
- 26. Juli: Wilhelm Lobsien, deutscher Schriftsteller (* 1872)
- 27. Juli: Willi Arlt, deutscher Fußballspieler (* 1919)
- 30. Juli: Joseph Cook, australischer Politiker und Premierminister (* 1860)
- 30. Juli: Rohan Koda, japanischer Schriftsteller (* 1867)
- 31. Juli: Harry B. Hawes, US-amerikanischer Politiker (* 1869)

### August
- 05. August: Josef Aigner, österreichischer Landesbeamter und Politiker (* 1884)
- 11. August: Albert Johann Anthony, deutscher Internist und Hochschullehrer (* 1901)
- 15. August: Nils Andersson, schwedischer Fußballspieler (* 1887)
- 17. August: George C. Atcheson Jr., US-amerikanischer Diplomat (* 1896)
- 18. August: Anton Iwanowitsch Denikin, russischer General (* 1872)
- 19. August: Oskar Moll, deutscher Maler (* 1875)
- 21. August: Ettore Bugatti, italienischer Automobilfabrikant und Konstrukteur (* 1881)
- 27. August: Johanna Ey, deutsche Galeristin (* 1864)
- 31. August: Carl Benscheidt, deutscher Schuhleistenfabrikant, Unternehmer und Gründer des Fagus-Werkes (* 1858)

### September
- 01. September: Marius Anton Graf von Attems, Freiherr von Heiligenkreuz, Luziniss Potgora, Falkenstein und Tanzenberg, österreichischer K.u.K. Statthalter im Königreich Dalmatien und Geheimer Rat (* 1862)
- 02. September: Hulda von Levetzow, deutsche Autorin (* 1863)
- 06. September: Paul Guthnick, deutscher Astronom (* 1879)
- 08. September: Victor Horta, belgischer Jugendstil-Architekt (* 1861)
- 08. September: Kyrillos IX. Moghabghab, libanesischer Geistlicher und Patriarch von Antiochia (* 1855)
- 10. September: Adachi Hatazō, japanischer General (* 1890)
- 11. September: Alice Keppel, britische Mätresse (* 1869)
- 13. September: Marguerite Hasselmans, französische Pianistin (* 1876)
- 14. September: Augustin Wibbelt, deutscher römisch-katholischer Geistlicher sowie westfälischer Mundartdichter und -schriftsteller (* 1862)
- 18. September: Clifford Warren Ashley, US-amerikanischer Maler und Autor (* 1881)
- 20. September: Fiorello LaGuardia, New Yorker Bürgermeister (* 1882)
- 20. September: Heinz-Hellmuth von Wühlisch, deutscher Generalleutnant (* 1892)
- 21. September: Marcel-François Astier, französischer Politiker (* 1885)
- 23. September: Nikola Petkow, bulgarischer Politiker (* 1893)
- 25. September: Joseph H. August, US-amerikanischer Kameramann (* 1890)
- 25. September: Fritz Theodor Kuhnen, deutscher Politiker und Reichstagsabgeordneter (* 1879)
- 27. September: Maurice Asselin, französischer Maler, Radierer, Lithograf und Aquarellist (* 1882)
- 28. September: Elsa von Gutmann, Fürstin von Liechtenstein (* 1875)
- 29. September: Johannes Oscar Schubert, deutscher Mathematiker, Physiker, Geodät und Meteorologe (* 1859)
- 30. September: Johann Flierl, deutscher Missionar (* 1858)

### Oktober
- 02. Oktober: Charles F. Adams, US-amerikanischer Unternehmer (* 1876)

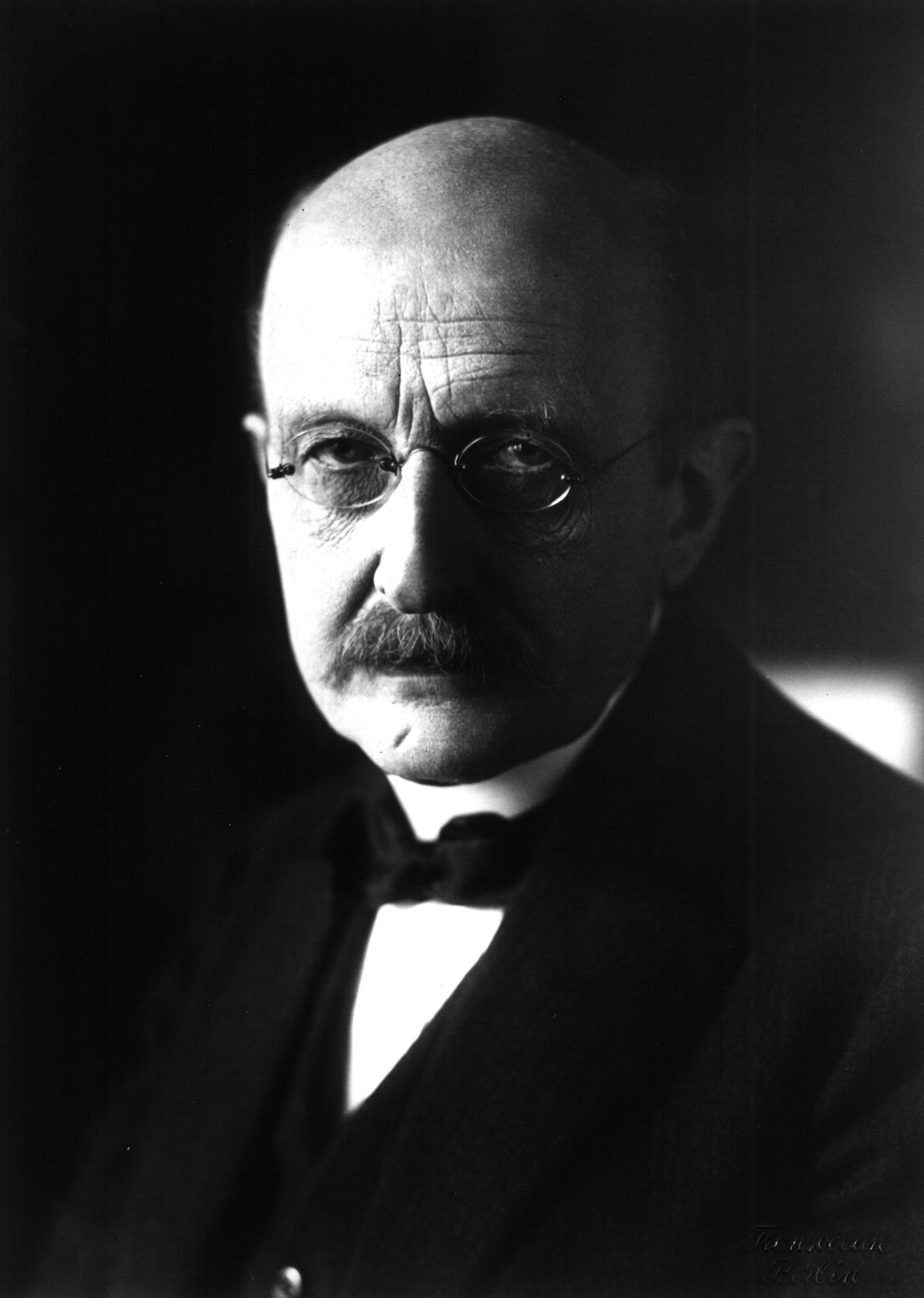
Max Planck, etwa 1930

- 04. Oktober: Max Planck, deutscher Physiker und Nobelpreisträger (* 1858)
- 06. Oktober: Leevi Madetoja, finnischer Komponist (* 1887)
- 07. Oktober: Martin Schneeweiss, österreichischer Motorradrennfahrer (* 1907)
- 13. Oktober: Archibald Montgomery-Massingberd, Feldmarschall und Chef des Imperialen Generalstabs (* 1871)
- 13. Oktober: Sidney James Webb, britischer Politiker (* 1859)
- 16. Oktober: Viktor Graf von Attems-Heiligenkreuz, österreichischer Präsident der Seebehörde in Triest (* 1864)
- 16. Oktober: João Pernambuco, brasilianischer Gitarrist und Komponist (* 1883)
- 16. Oktober: Gitz Rice, kanadischer Sänger, Pianist, Komponist und Entertainer (* 1891)
- 16. Oktober: Balys Sruoga, litauischer Dichter, Dramatiker, Kritiker und Literaturwissenschaftler (* 1896)
- 17. Oktober: Arthur M. Hyde, US-amerikanischer Politiker (* 1877)
- 18. Oktober: Augustine Lonergan, US-amerikanischer Politiker (* 1874)
- 19. Oktober: Ezequiel Plaza, chilenischer Maler (* 1892)
- 23. Oktober: Franz Joseph Koch, deutscher Lehrer und Autor (* 1875)
- 29. Oktober: Theodore Holland, englischer Komponist und Musikpädagoge (* 1878)
- 30. Oktober: Ernest Dainty, kanadischer Pianist, Organist, Komponist und Dirigent (* 1891)

### November
- 000November: John Lachlan Cope, britischer Mediziner und Polarforscher (* 1893)
- 03. November: John Gilbert Winant, US-amerikanischer Politiker (* 1889)
- 05. November: Karl Eschenburg, deutscher Fotograf (* 1900)
- 05. November: Fritz Schumacher, deutscher Architekt (* 1869)
- 12. November: Herbert Stockmann, deutscher Maler und Graphiker (* 1913)
- 12. November: Heinrich Nüßlein, Antiquar und Maler („Der Prophet im Malerkittel“) (* 1879)
- 14. November: Joseph Allard, kanadischer Fiddle-Spieler und Komponist (* 1873)
- 14. November: Verena Conzett-Knecht, Schweizer Gewerkschafterin und Frauenrechtlerin (* 1861)
- 17. November: Ricarda Huch, deutsche Schriftstellerin, Dichterin und Erzählerin (* 1864)
- 18. November: Kurt Oppenheim, deutscher Unternehmer, Manager und Chemiker (* 1886)
- 20. November: Wolfgang Borchert, deutscher Schriftsteller und Bühnendichter (* 1921)
- 20. November: Georg Kolbe, deutscher Bildhauer (* 1877)
- 22. November: James J. Davis, US-amerikanischer Politiker (* 1873)
- 24. November: George Curry, US-amerikanischer Politiker (* 1861)
- 26. November: Ernie Adams, US-amerikanischer Schauspieler (* 1885)
- 27. November: Karl Siegle, deutscher Politiker, Gewerkschafter und Widerstandskämpfer gegen das NS-Regime (* 1881)
- 29. November: Rudolf Liechtenhan der Ältere, Schweizer Pfarrer und Theologe (* 1875)

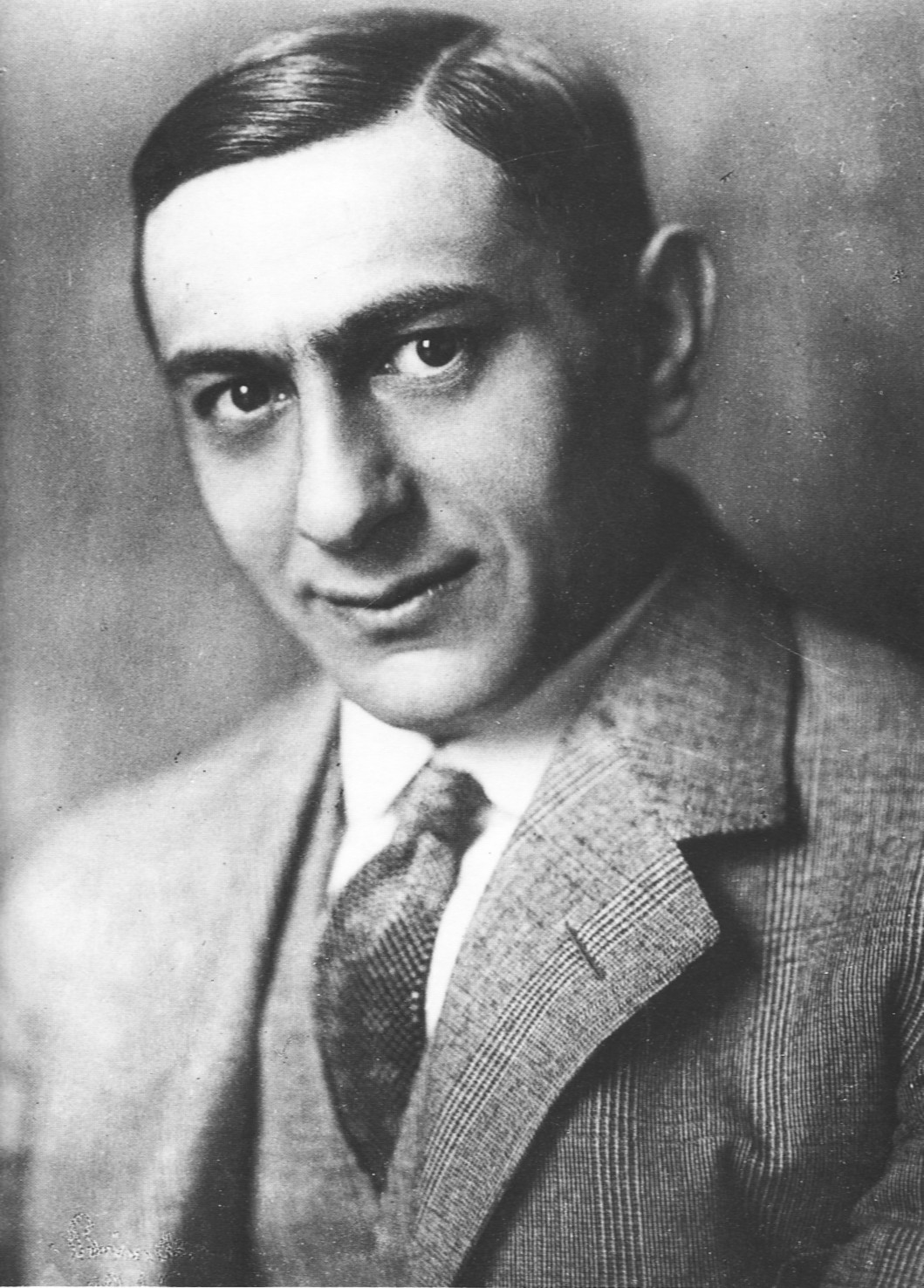
Ernst Lubitsch, vor 1920

- 30. November: Ernst Lubitsch, deutscher Filmregisseur (* 1892)

### Dezember
- 01. Dezember: Friedrich Andres, deutscher Religionswissenschaftler (* 1882)
- 01. Dezember: Aleister Crowley, britischer Okkultist (* 1875)
- 01. Dezember: Franz Fischer, deutscher Chemiker (* 1877)
- 02. Dezember: Franz Xaver Schwarz, Reichsleiter und Reichsschatzmeister der NSDAP (* 1875)
- 05. Dezember: Kurt Klamroth, deutscher Unternehmer (* 1872)
- 09. Dezember: Hanns Ludin, SA-Obergruppenführer und Botschafter der Slowakei (* 1905)
- 13. Dezember: Nicholas Roerich, russischer Maler und Schriftsteller (* 1874)
- 11. Dezember: Asdreni, albanischer Dichter (* 1872)
- 13. Dezember: Arthur Walsh, US-amerikanischer Politiker (* 1896)
- 14. Dezember: Stanley Baldwin, britischer Politiker und Premierminister (* 1867)
- 15. Dezember: Anastasios Andreou, griechischer Sportler (* 1877)
- 15. Dezember: Leonardo Argüello Barreto, Präsident von Nicaragua (* 1875)
- 15. Dezember: Arthur Machen, britischer Autor phantastischer Geschichten (* 1863)
- 15. Dezember: Karl Stanka, deutscher Maler, Zeichner und Chronist (* 1883)
- 17. Dezember: Friedrich Attenhuber, deutscher Maler (* 1877)
- 17. Dezember: Johannes Nicolaus Brønsted, dänischer Chemiker und Künstler (* 1879)
- 19. Dezember: Duncan Campbell Scott, kanadischer Lyriker und Erzähler (* 1862)
- 20. Dezember: Benigno S. Aquino senior, philippinischer Politiker (* 1894)
- 20. Dezember: Saint-Georges de Bouhélier, französischer Schriftsteller (* 1876)
- 22. Dezember: Auguste Distave, belgischer Graphiker, (* 1887)
- 24. Dezember: Clement Young, US-amerikanischer Politiker (* 1869)
- 27. Dezember: Friedrich Schwendimann, Schweizer römisch-katholischer Geistlicher und Kirchenhistoriker (* 1867)

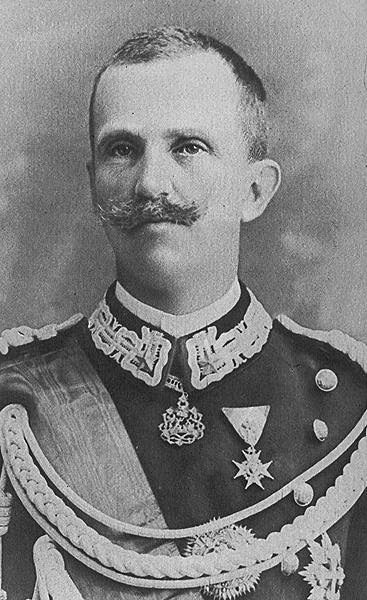
Viktor Emanuel III., um 1905

- 28. Dezember: Viktor Emanuel III., italienischer König (* 1869)
- 30. Dezember: Alfred North Whitehead, britischer Philosoph und Mathematiker (* 1861)
- 30. Dezember: Yokomitsu Riichi, japanischer Schriftsteller (* 1898)

### Tag unbekannt
- Ferdinand Amelin, österreichisch-ungarische Steinbruch- und Steinmetz-Firma Amelin (* 1868)
- Michail Jewsejewitsch Bukinik, russischer Cellist, Komponist, Musikpädagoge und Musikkritiker (* 1872)
- José Gil, argentinischer Komponist und Musikpädagoge (* 1886)
- Georg Hoffmann, deutscher Schwimmer und Wasserspringer (* 1880)
- Fathollah Akbar Sepahdar, iranischer Premierminister (* 1878)
- Max Wulff, deutscher Maler, Grafiker und Illustrator (* 1871)

## Nobelpreise
- Physik: Edward Victor Appleton
- Chemie: Robert Robinson
- Medizin: Carl Ferdinand Cori, Gerty Theresa Cori (als erste Frau in dieser Preiskategorie) und Bernardo Alberto Houssay
- Literatur: André Gide
- Friedensnobelpreis: Quäker (The Friend's Service Council und The American Friend's Service Committee)